# Renaissance napolitaine
La Renaissance napolitaine est la déclinaison de l'art de la Renaissance à Naples entre les XVe et XVIe siècles dans la capitale et dans les limites du royaume de Naples. En architecture, il se caractérise par des manières exubérantes et solennelles, avec une utilisation intensive de piperno et de décorations en marbre de Carrare pour les façades des bâtiments civils et religieux. L'expérience de la Renaissance prend fin à Naples avec l'avènement du baroque napolitain au XVIIe siècle.
La période commence dès les premières décennies du XVe siècle, avec l’arrivée d’œuvres de Donatello et d’autres sculpteurs et peintres florentins au service de la cour angevine, atteignant sa maturité après la conquête du royaume par la couronne aragonaise dans les années 1540, qui renforce les liens avec Florence et Milan.
La production de cette période n'est presque jamais l’œuvre d’artistes locaux, mais d’étrangers qui viennent comme délégations autorisées dans les accords commerciaux et de paix établis par les conditions de la géopolitique internationale. Il faut attendre la fin du XVe siècle pour y voir une première production propre, avec la diffusion de la manière moderne de Michel-Ange, Léonard de Vinci, Bramante, Raphaël, Jacopo Sansovino et Polidoro da Caravaggio, qui sont les principaux artistes influençant les artistes du royaume.
La Naples aragonaise constitue l'un des principaux ports d’échange de la mer Méditerranée méridionale, avec ceux de Sicile, tissant des relations commerciales et culturelles avec ce qui reste de l’empire byzantin à l’est et avec les royaumes espagnols. Avec ces derniers, la relation fructueuse, du fait également à la communauté de la couronne régnante, devient un vecteur de la diffusion dans la péninsule ibérique de la Renaissance italienne.
L’époque se conclut, comme d’ailleurs dans presque toute la péninsule, autour de la fin de la troisième décennie du XVIe siècle par les événements politiques qui intéressent tout le continent.

## Le proto-humanisme angevin duXIVesiècle

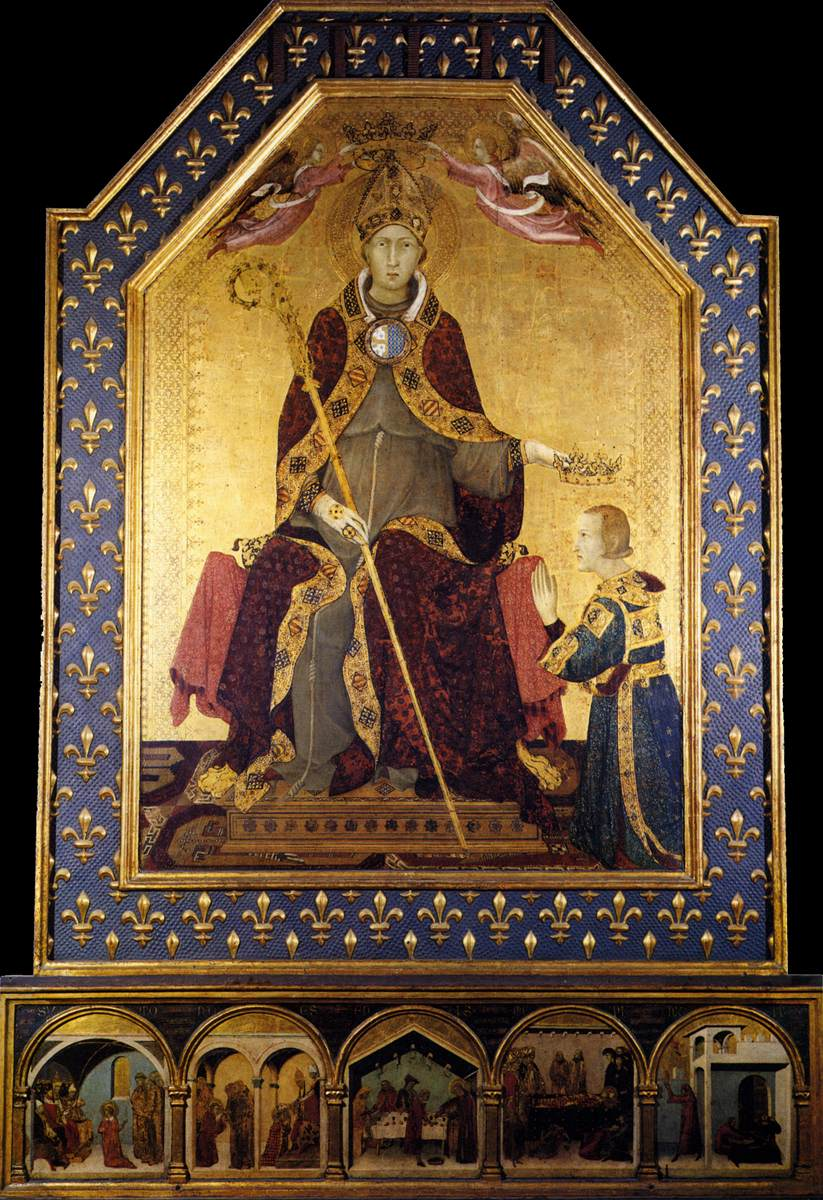
Simone Martini, Saint Louis de Toulouse couronnant son frère Robert d’Anjou, détrempe sur panneau, musée de Capodimonte, Naples.

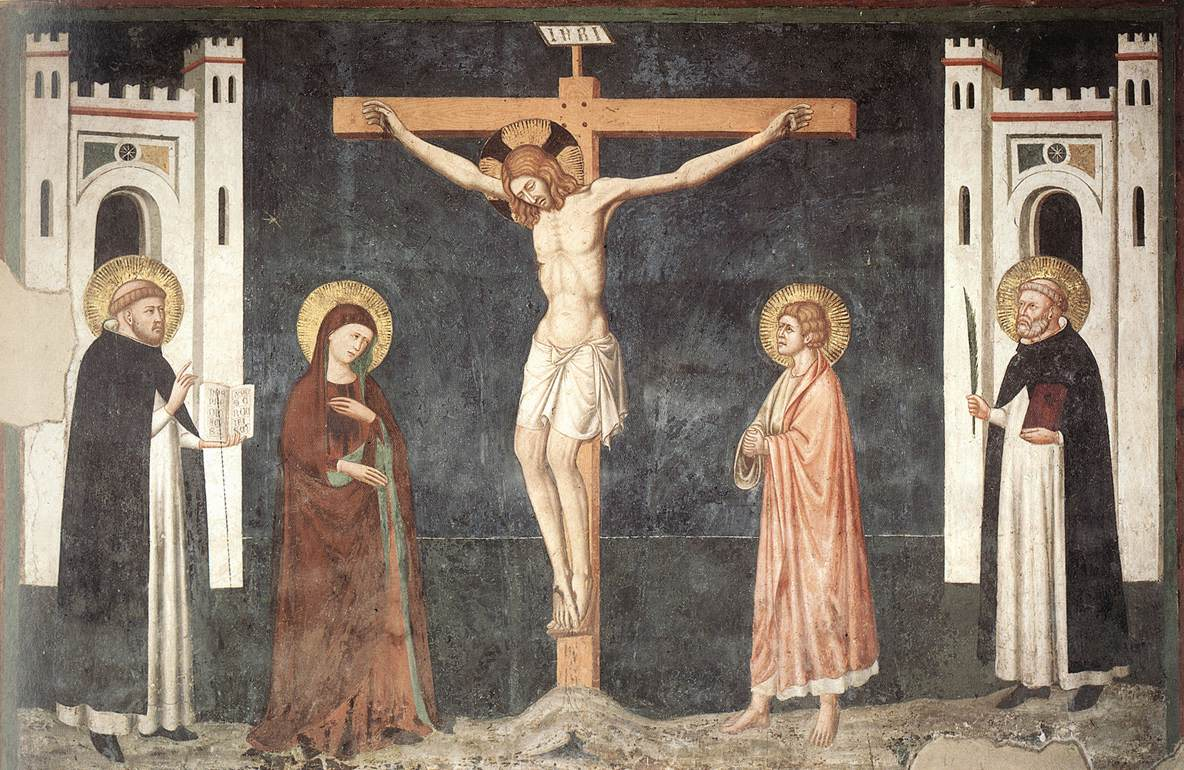
Pietro Cavallini, Crucifixion, vers 1308, église San Domenico Maggiore.

En 1284, le royaume de Sicile de Charles Ier d'Anjou se scinde pour donner naissance au royaume de Sicile et au royaume de Naples. Avec la consolidation de la domination angevine, Naples acquiert petit à petit une importance politique et économique sur la scène italienne et européenne. Après la paix de Caltabellotta de 1302, le royaume vit une période de prospérité économique et culturelle grâce aussi à la stabilité politique du royaume, obtenue également par la protection réciproque avec les États pontificaux, des circonstances qui favorisent déjà au XIVe siècle un mécénat qui se développe au siècle suivant. La Maison d'Anjou conserve le pouvoir à Naples jusqu'à la défaite que lui inflige Alphonse V, roi d'Aragon et de Sicile en 1442. Le royaume est dominé par l'ancienne aristocratie féodale et souffre de retard économique, bien que centre de commerce maritime. Le régime est militaire et pieux.

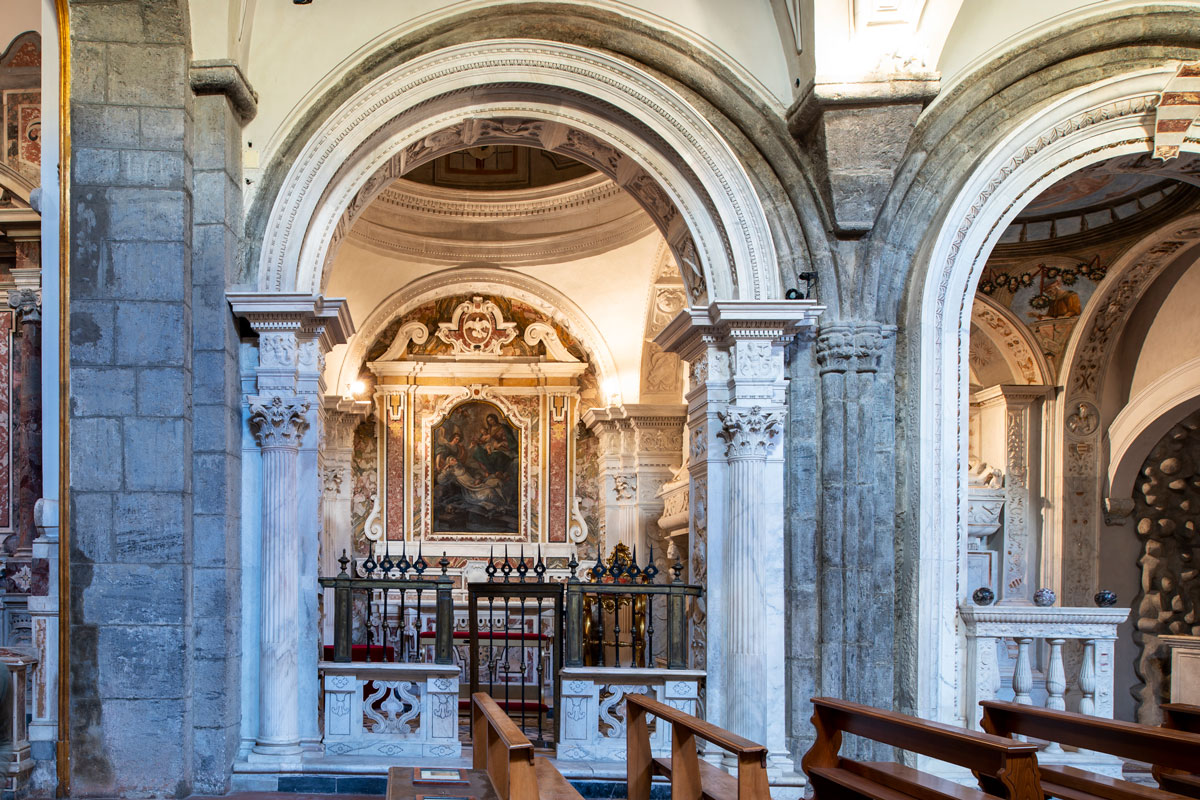
Chapelle du Doce, église San Domenico Maggiore.

La couronne angevine, bien que très liée aux us et coutumes médiévaux franco-provençaux, promeut d’une culture artistique autochtone sur le modèle des innovations culturelles apportées par Frédéric II de Souabe. Pendant ce temps, la plus importante institution laïque du royaume, l’université des sciences, avec la présence de nouveaux et brillants personnages tels que saint Thomas d'Aquin, fait de la capitale l’un des centres d’excellence de la pensée européenne et italienne surtout dans le domaine de la jurisprudence. La figure centrale du XIVe siècle napolitain est Robert Ier d’Anjou, dit le Sage, cité par d’illustres écrivains comme Pétrarque et Boccace comme un souverain cultivé et mécène. Après son second mariage avec Sancia de Majorque, Robert promeut la construction conventuelle et religieuse, visant à encourager ses rapports avec le Saint-Siège, avec une politique religieuse qui entraine également un renouveau artistique. Des artistes florentins, siennois et lombards commencent à arriver à la cour pour la construction de complexes monumentaux, comme Tino di Camaino pour le chantier de la chartreuse Saint-Martin de Naples et ceux de la basilique Santa Chiara de Naples et de la basilique San Lorenzo Maggiore, Giotto di Bondone pour celui de Santa Chiara et la rénovation générale du Castel Nuovo, Pietro Cavallini pour celui de l'église San Domenico Maggiore, et Simone Martini.

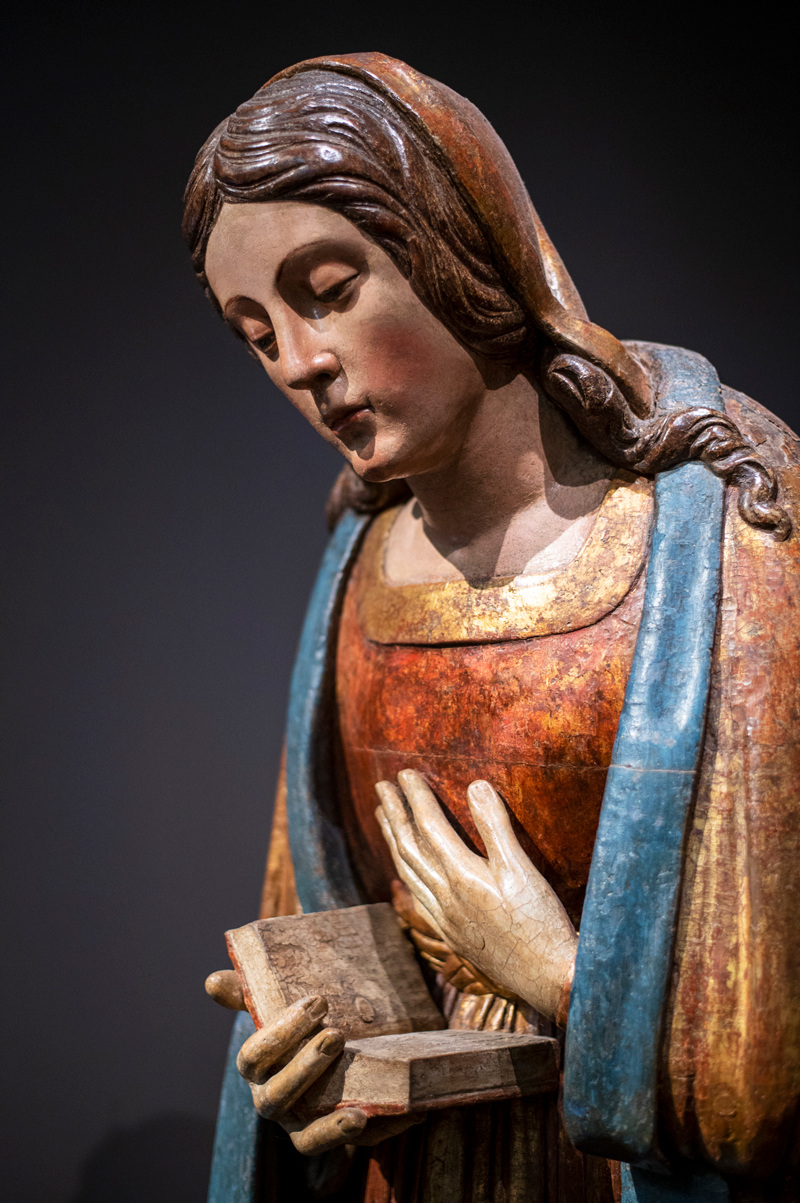
Giovanni da Nola, Vierge de l'Annonciation, 1508-1511, musée de Capodimonte.

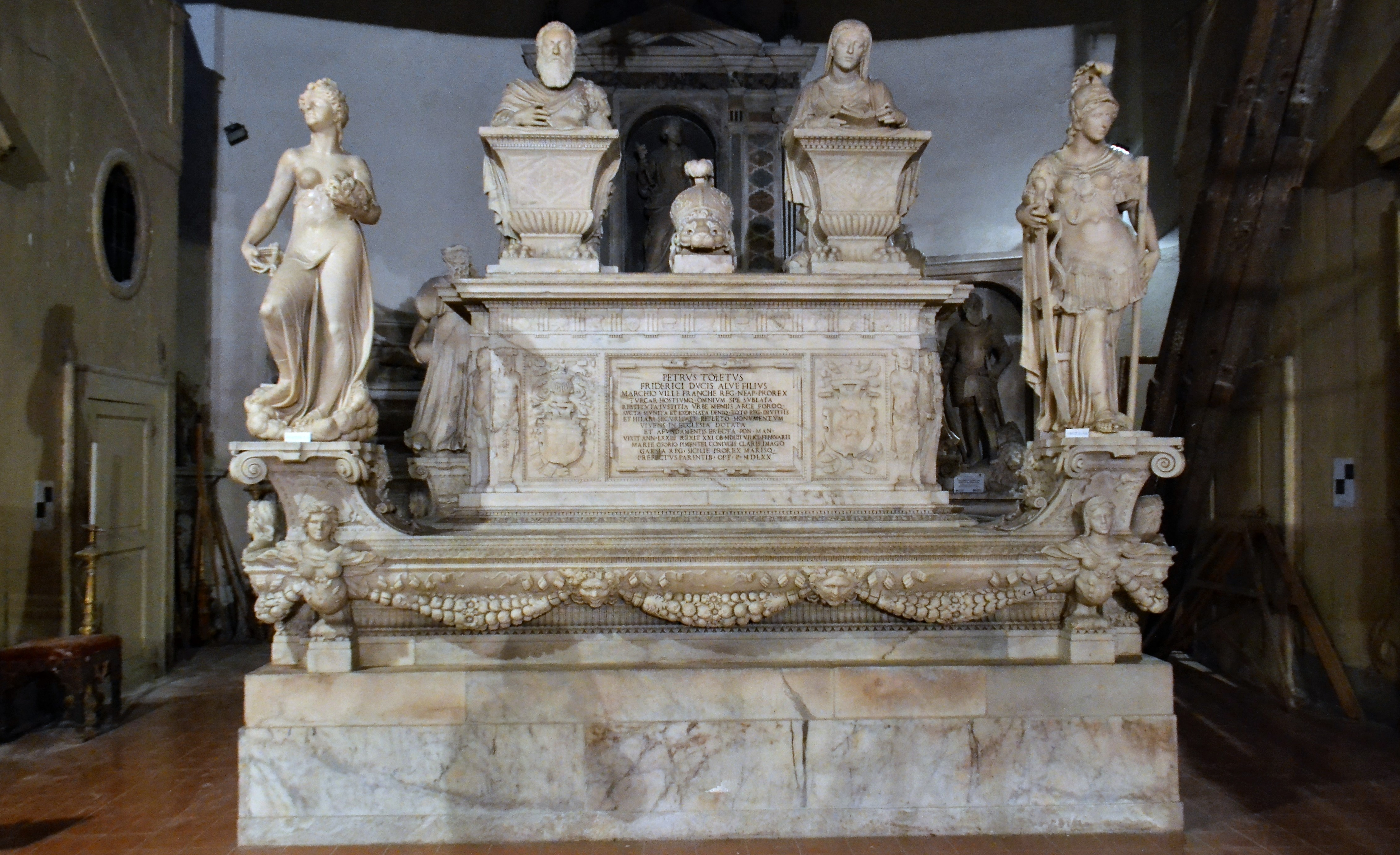
Giovanni da Nola, Monument funéraire de Don Pedro de Toledo, Basilique San Giacomo degli Spagnoli.

Grâce à un profond climat de paix et l’arrivée des lettrés, des artistes et des intellectuels, Naples assume un rôle important dans la culture italienne et internationale, avec une identité cosmopolite, comme décrit également par Boccace. L'apparition d’une culture franco-italienne permet en outre de mêler la littérature courtoise et chevaleresque d’outre-Alpes avec le classicisme des auteurs latins présents dans la bibliothèque royale, au point d’influencer les œuvres napolitaines de Boccace et une partie du Décaméron.
La ville s'agrandit vers la zone portuaire, s’enrichissant de la présence de nouveaux marchands venant de loin, qui fondent les soi-disant loges . La population passe de 30 000 à environ 60 000 habitants au lendemain de la funeste épidémie de peste noire de 1348. Les flux économiques qui en résultent conduisent à la création des premiers guichets bancaires étrangers, principalement florentins, ouvrant ainsi également des relations commerciales avec des villes à l'intérieur de la péninsule.
Avec la mort de Robert le Sage en 1343 et la peste noire cinq ans plus tard, commence le lent déclin de la dynastie angevine, malgré le maintien d'importants échanges commerciaux dans toute la Méditerranée occidentale et avec le nord de l’Europe. À partir de la seconde moitié du XIVe siècle, on commence à parler de la prétendue « conjoncture Nord-Sud », qui atteint son apogée entre la fin du siècle et le début du XVe siècle. Les royaumes de Jeanne Ire, de son cousin Charles III et de Ladislas Ier se caractérisent par des luttes internes qui conduisent à la déstabilisation de la longue paix promue dans la première partie du royaume angevin. Des guerres et des attaques punitives sont menées contre le royaume de Hongrie, celui-ci étant convaincu que la mort du mari de Jeanne Ire, André Ier de Naples, a été tacitement planifiée par sa femme.
Le point culminant de l’instabilité politique est atteint au cours des trente ans entre le XIVe et le XVe siècle, lorsque le fils de Charles, Ladislas Ier, propose de créer un État unitaire, projet qui provoque la réaction de l’État pontifical, de Florence, de Pise et de Louis II d'Anjou. Avec l’entreprise de Ladislas et sa mort mystérieuse s’ouvre une nouvelle saison culturelle dans tout le royaume, favorisée par la détente progressive des tensions vers les autres seigneuries italiennes sous les royaumes de Jeanne II et René d'Anjou, dernier angevin régnant au sud.

### Giovanni Merliani da Nola

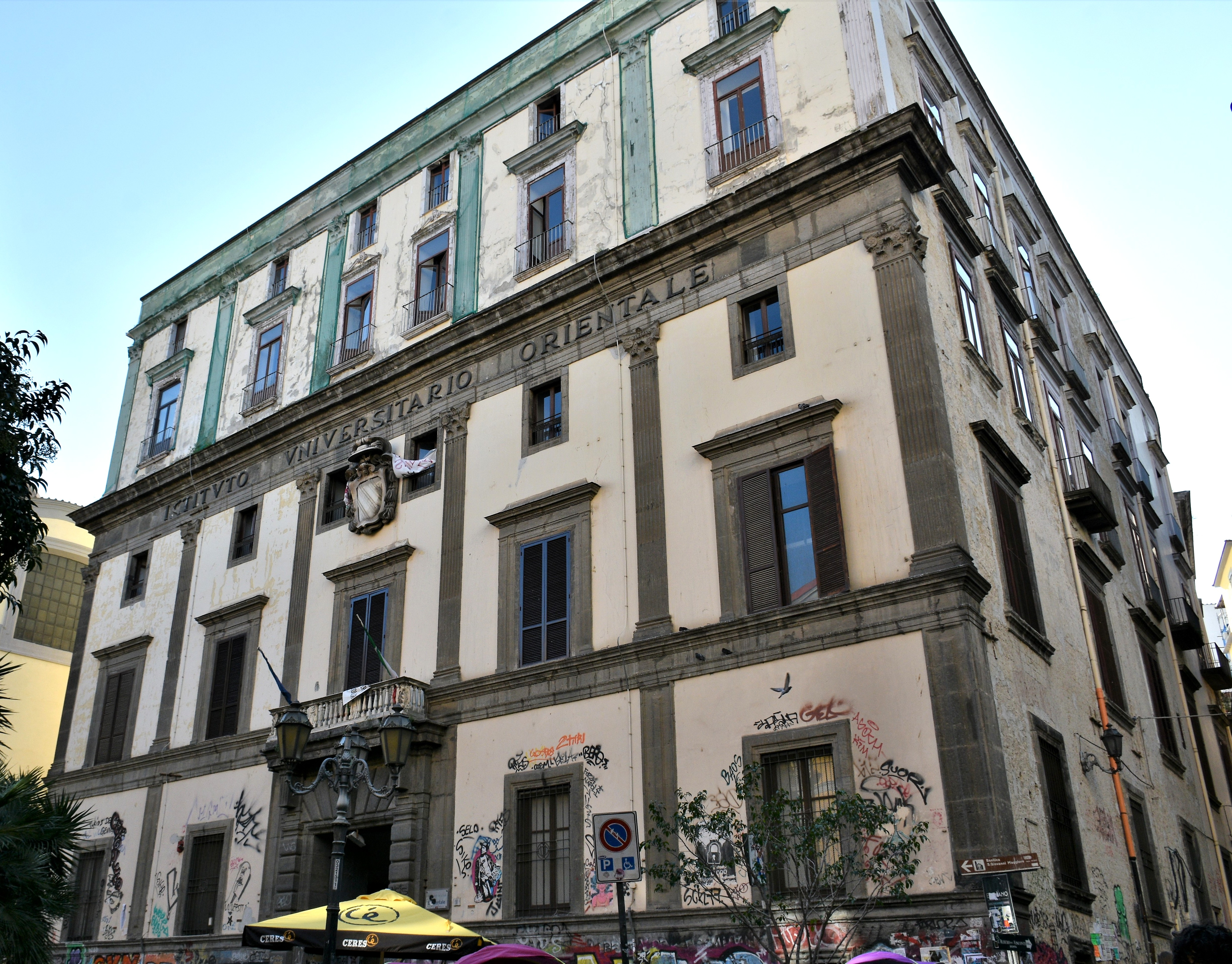
Palazzo Giusso.

#### Influence de Bramante

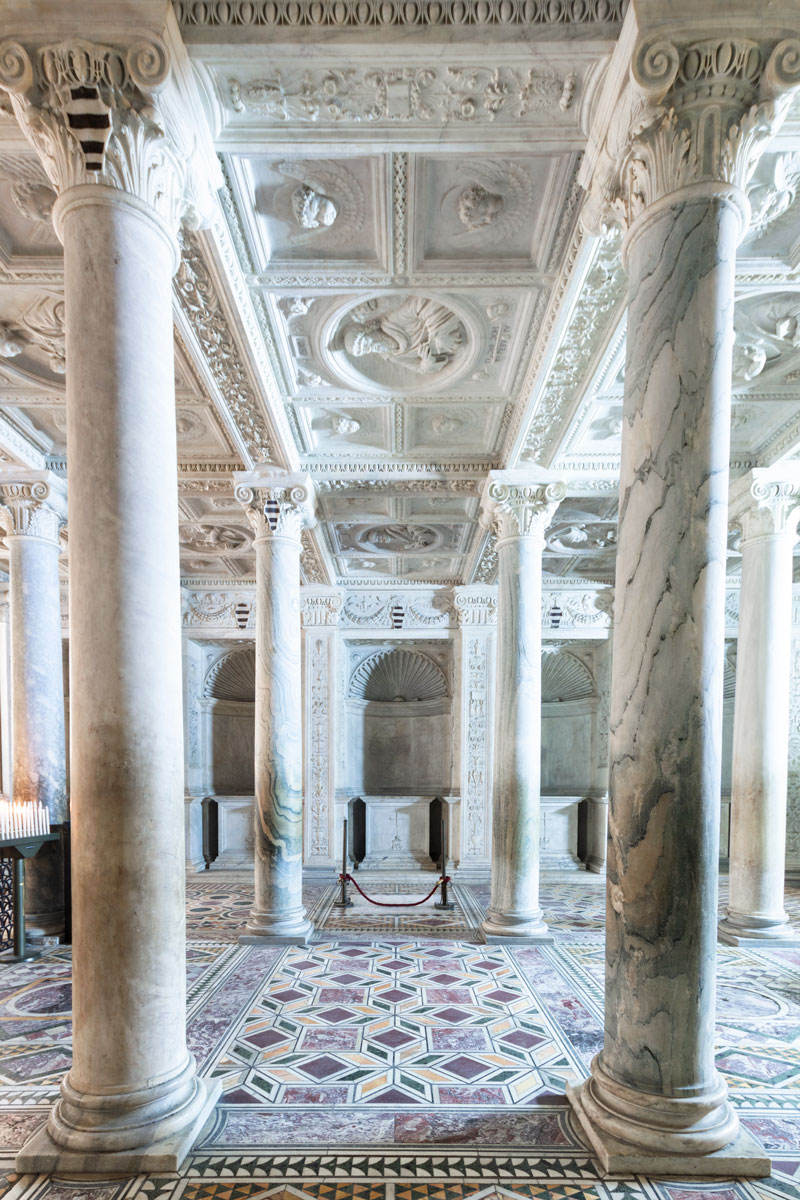
Chapelle du Succorpo, cathédrale de Naples.

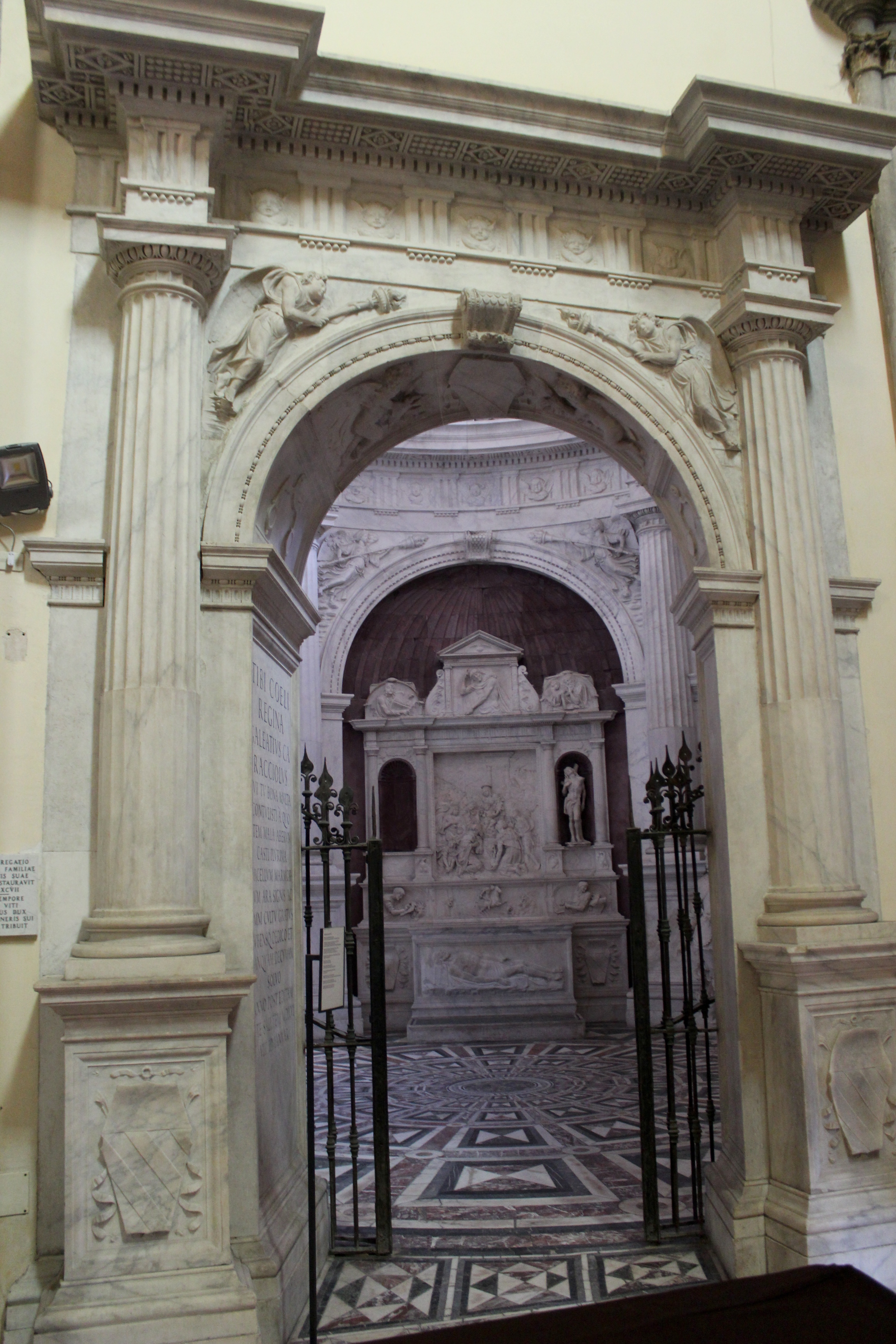
Chapelle Caracciolo di Vico, église San Giovanni a Carbonara.

#### Constructions civiles

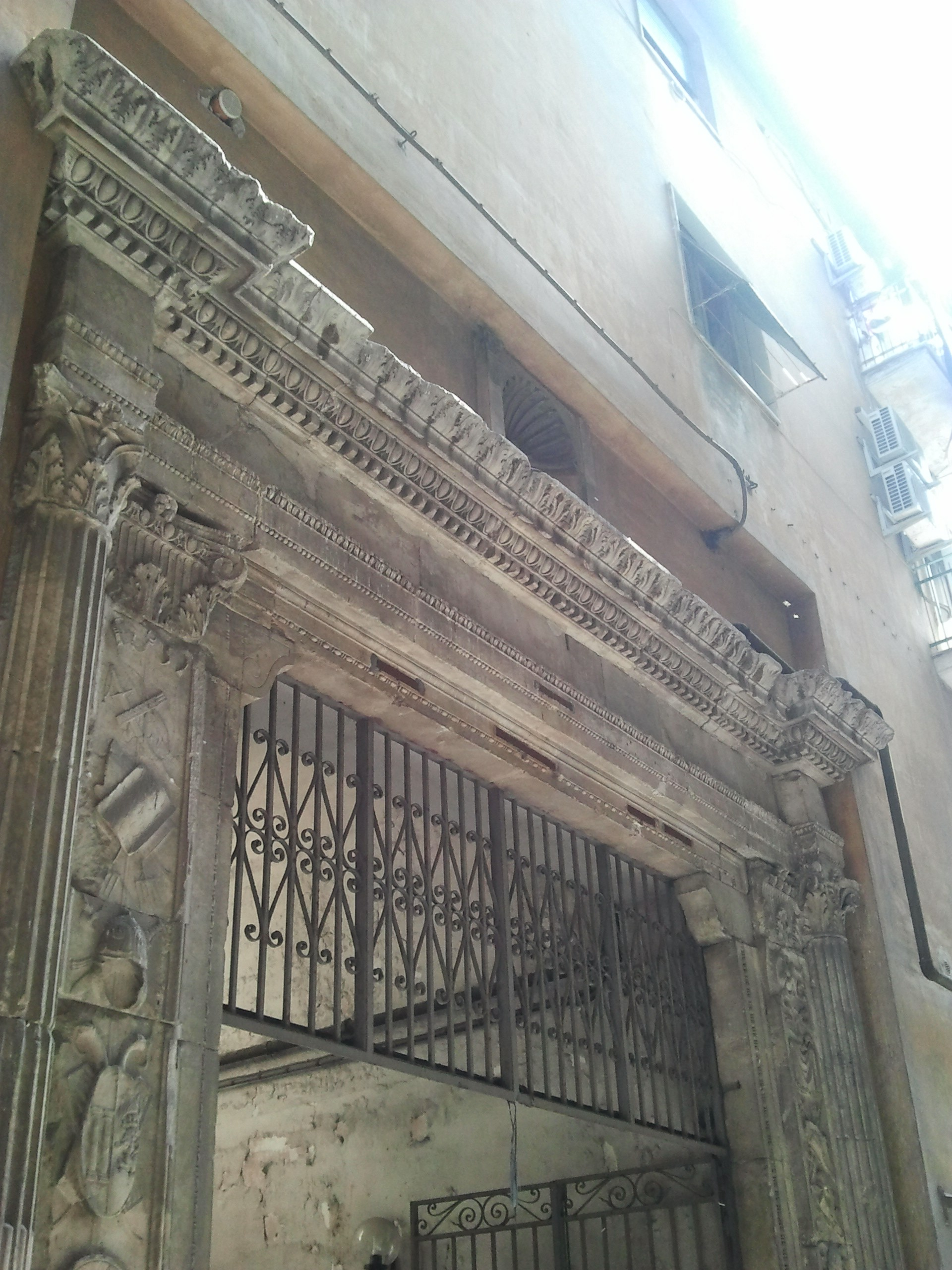
Portail du palais De Scorciatis.

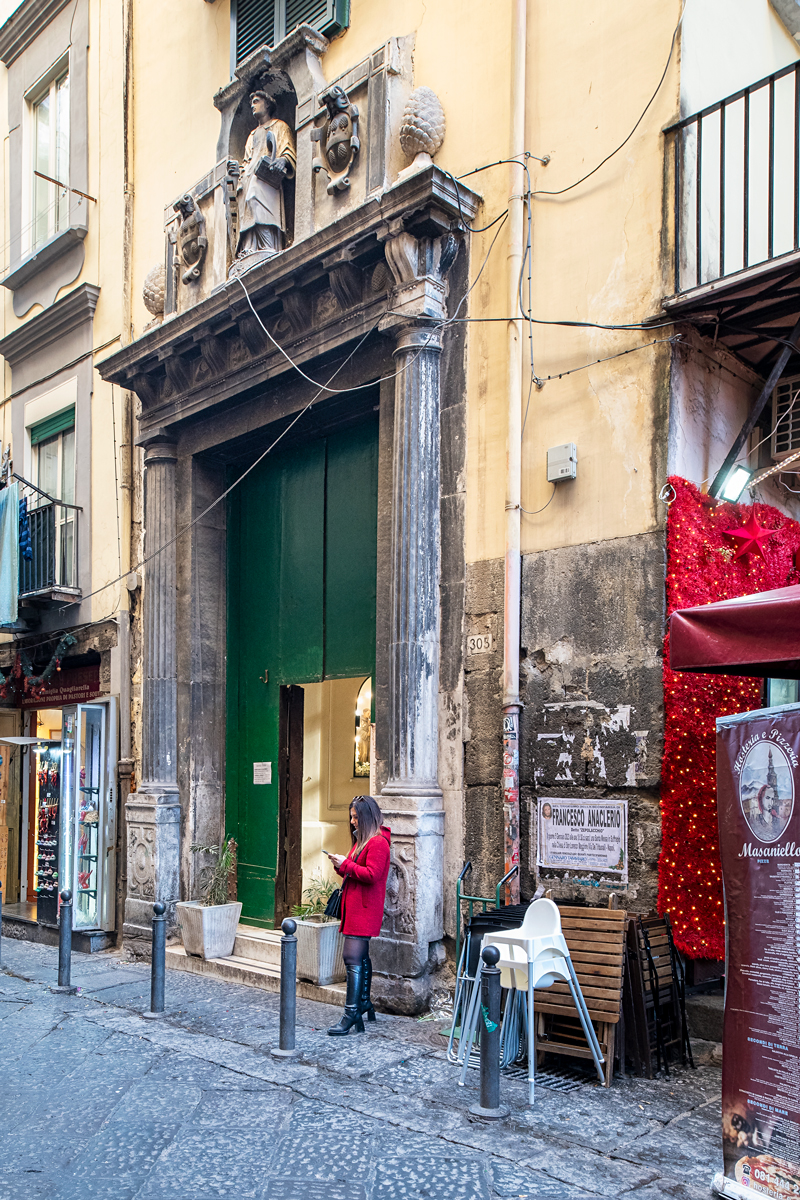
Portail du palais Pignone
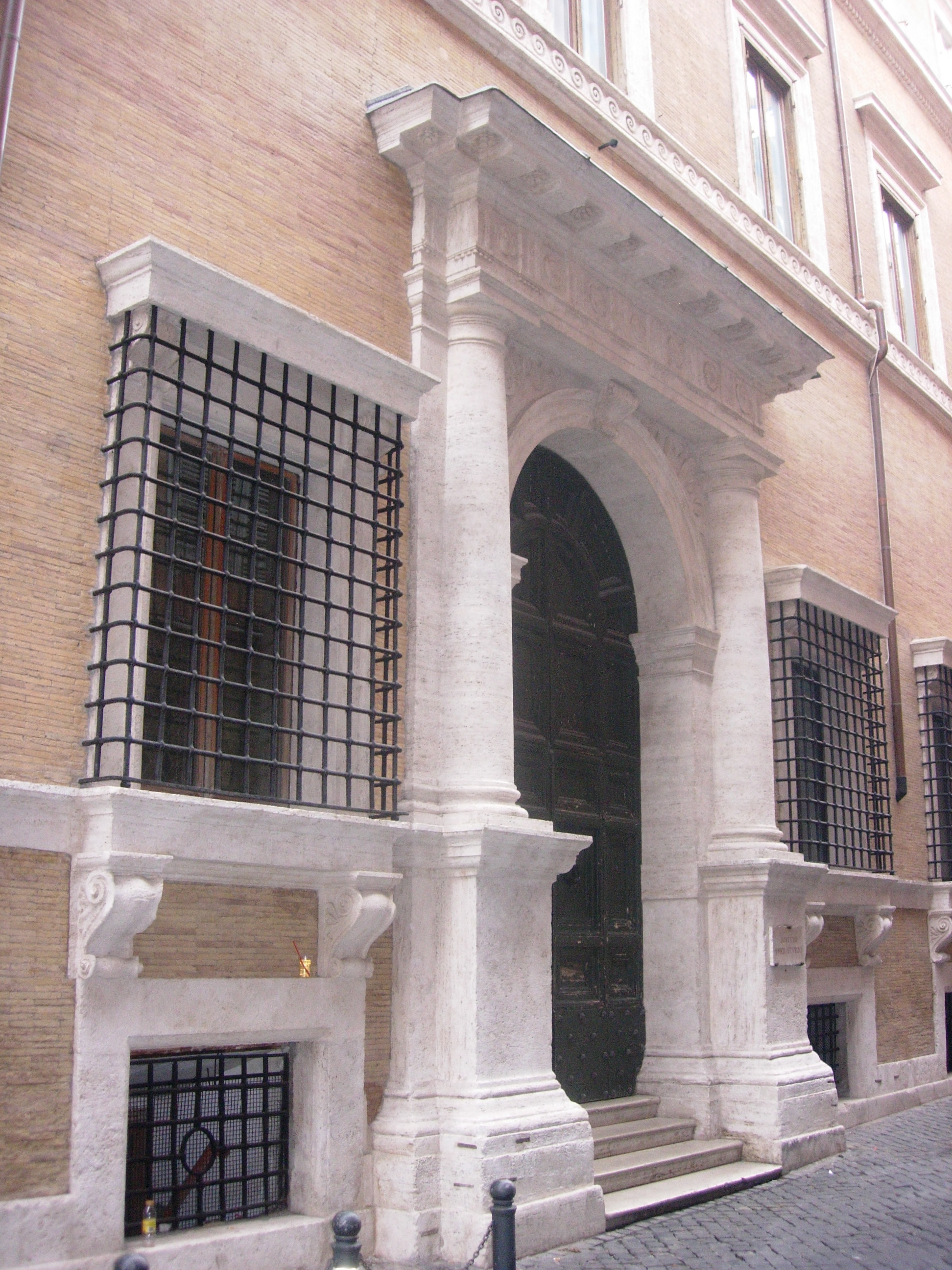
Palais Baldassini à Rome au portail similaire
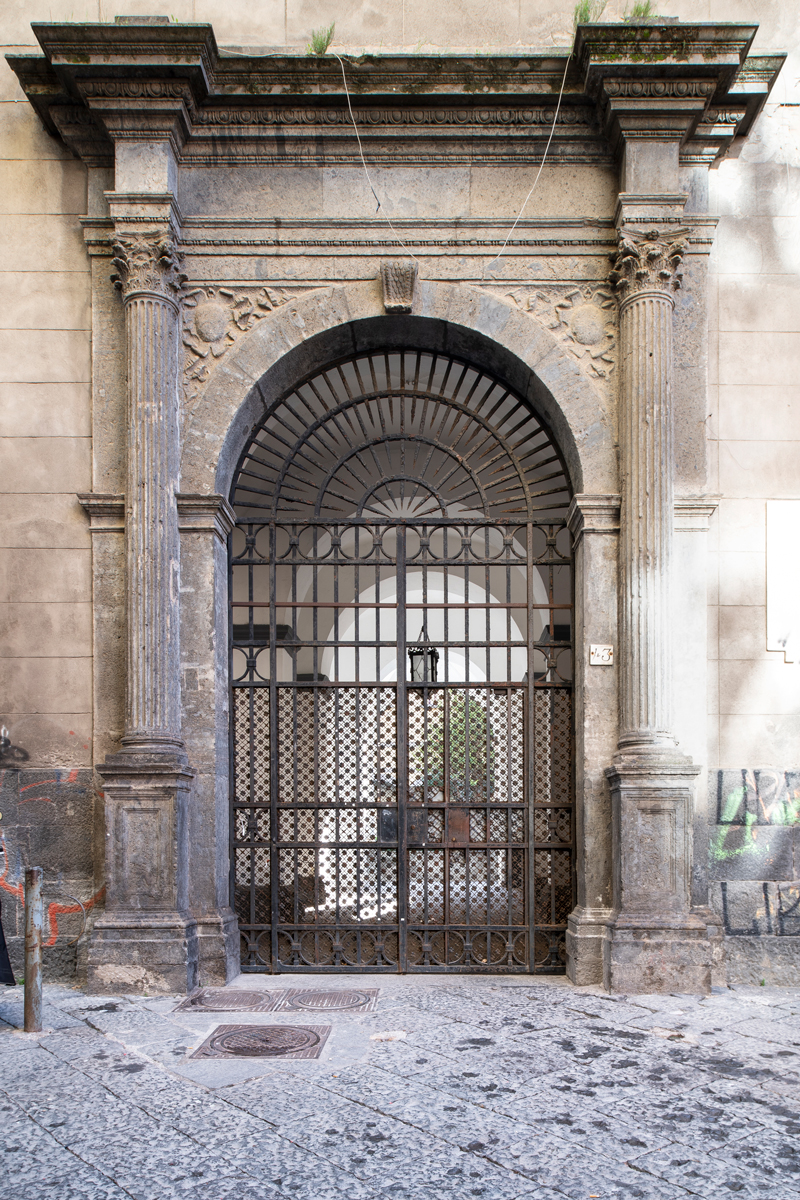
Portail d'accès au couvent de Santa Maria la Nova
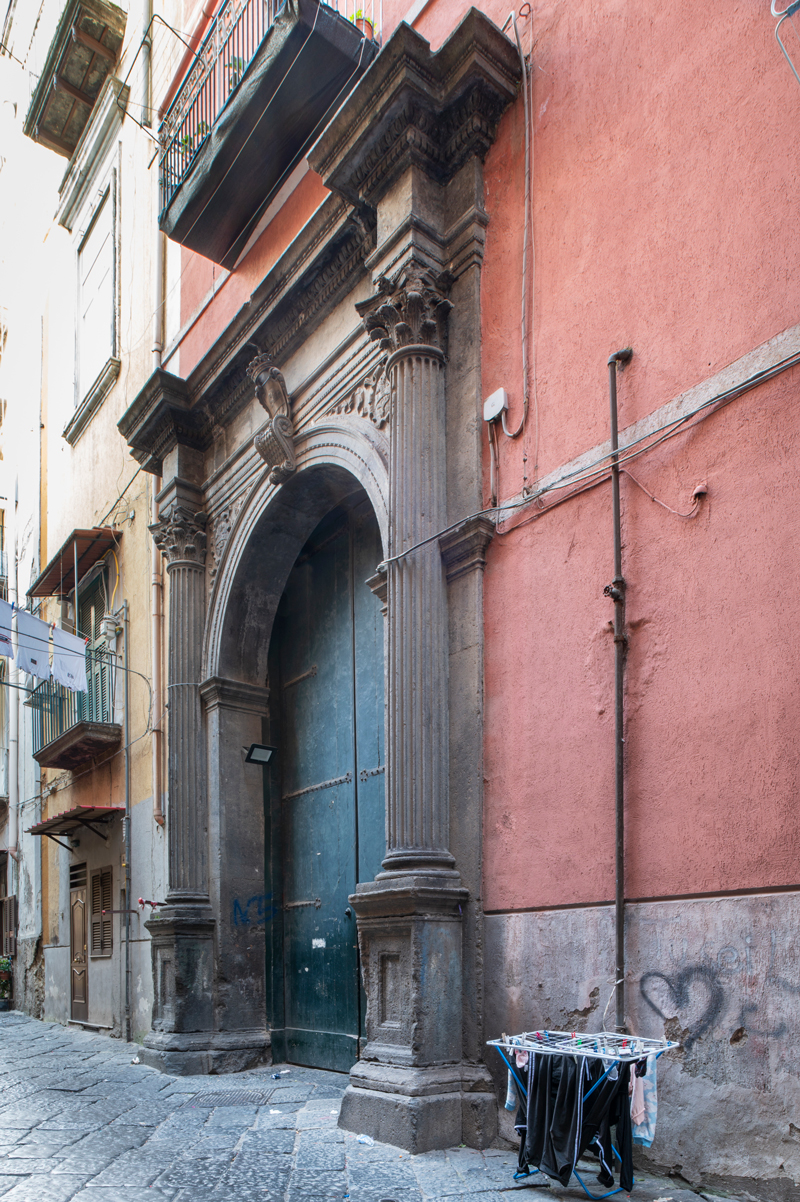
Portail du Palazzo De Liguoro

### Architecture sacrée mineure et moyenne des trois premières décennies du XVIe siècle

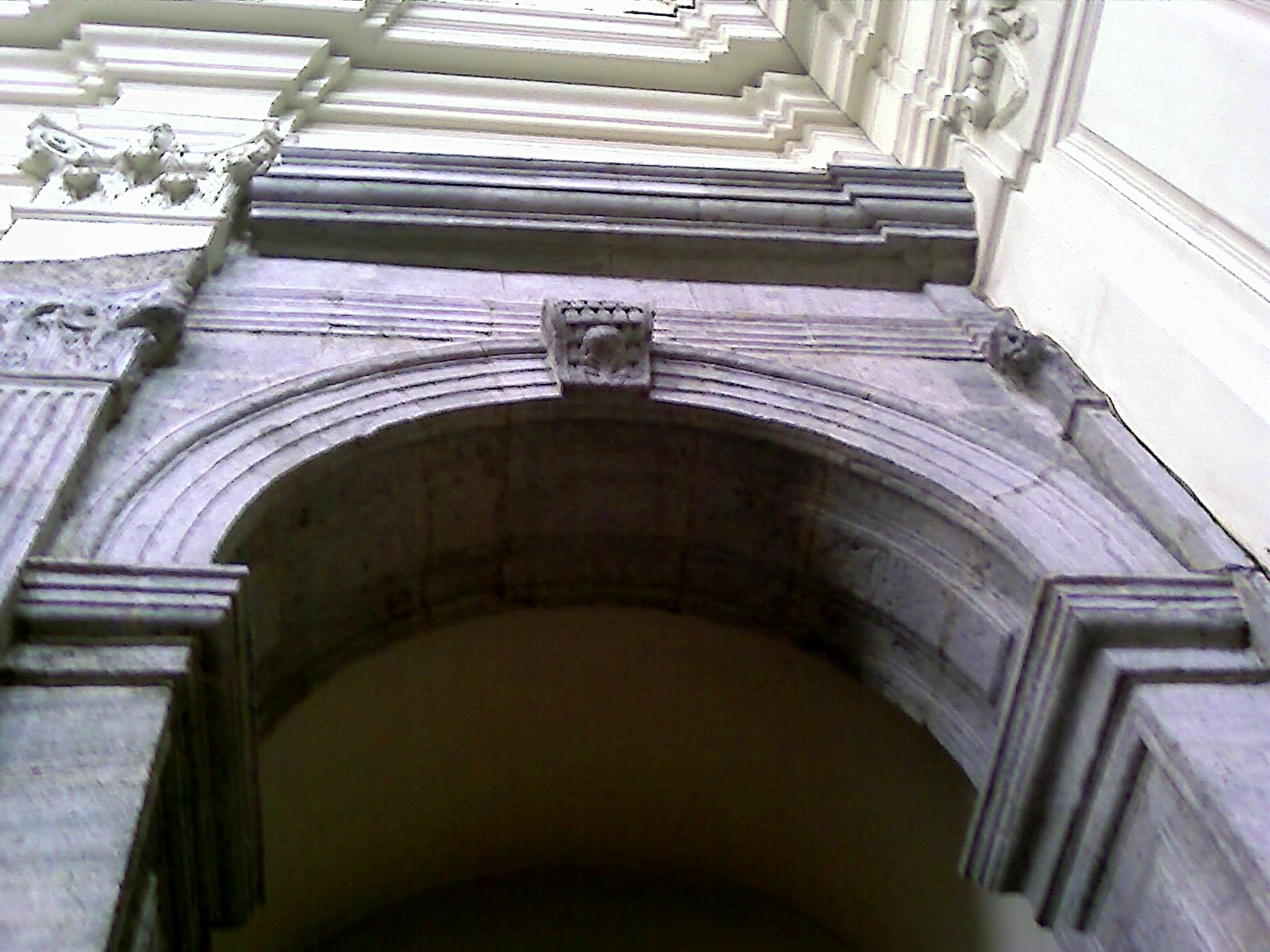
Arche renaissance de l'église San Pietro Martire.

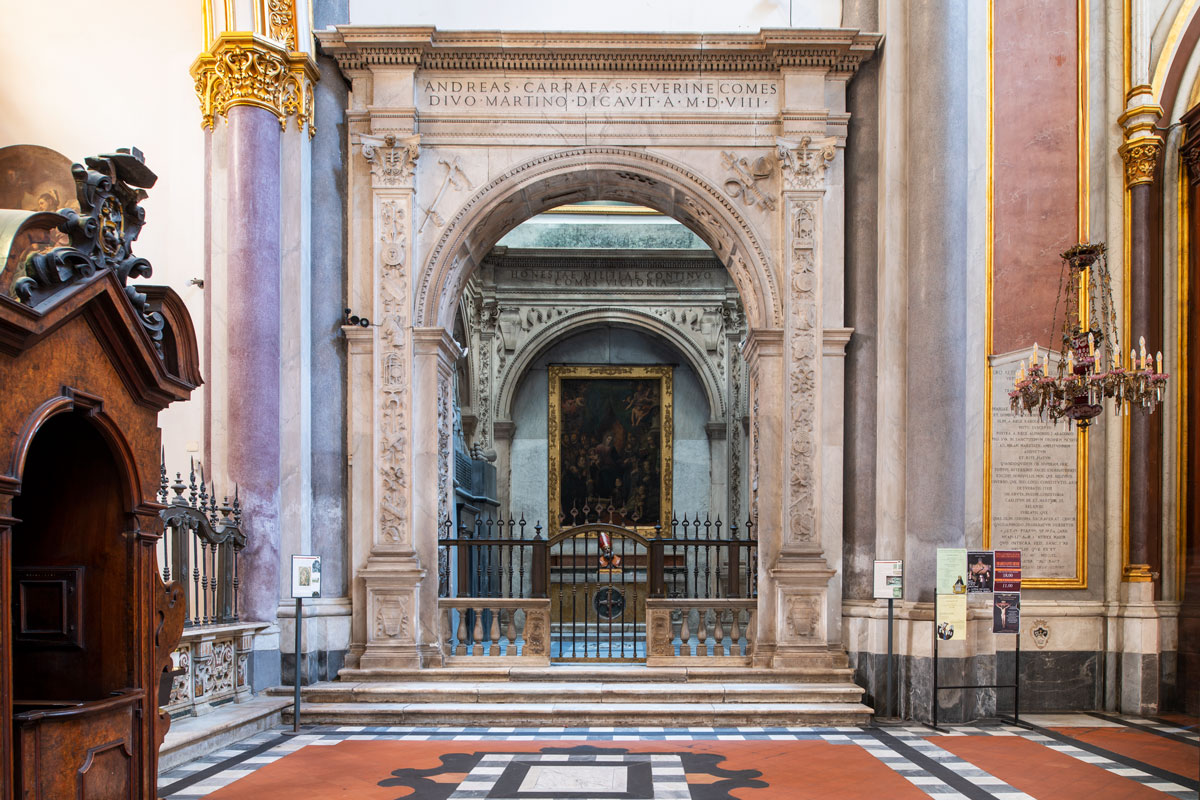
Chapelle San Martino, église San Domenico Maggiore.

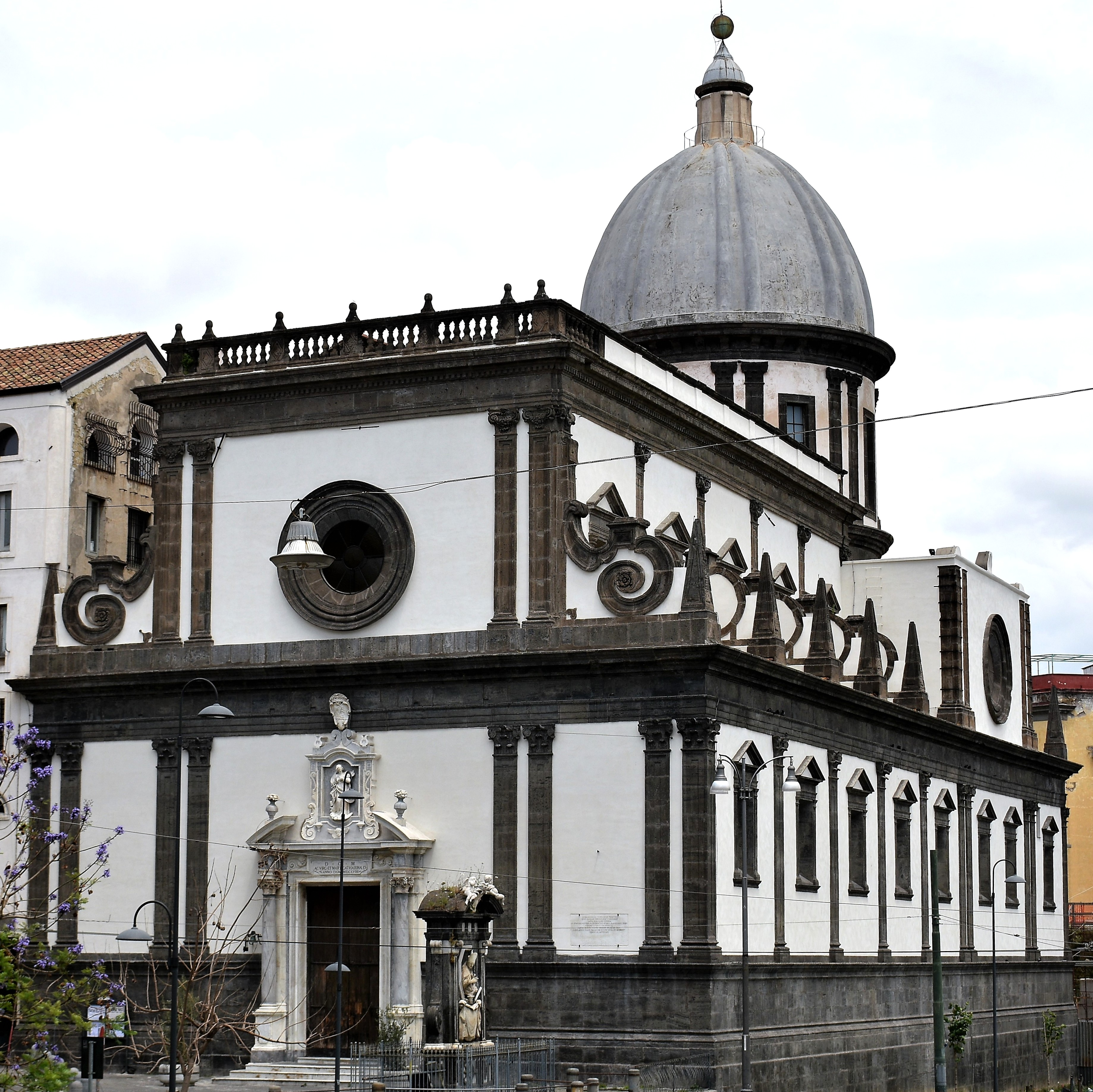
Église Santa Caterina a Formiello.

### Architecture dans les centres périphériques du royaume

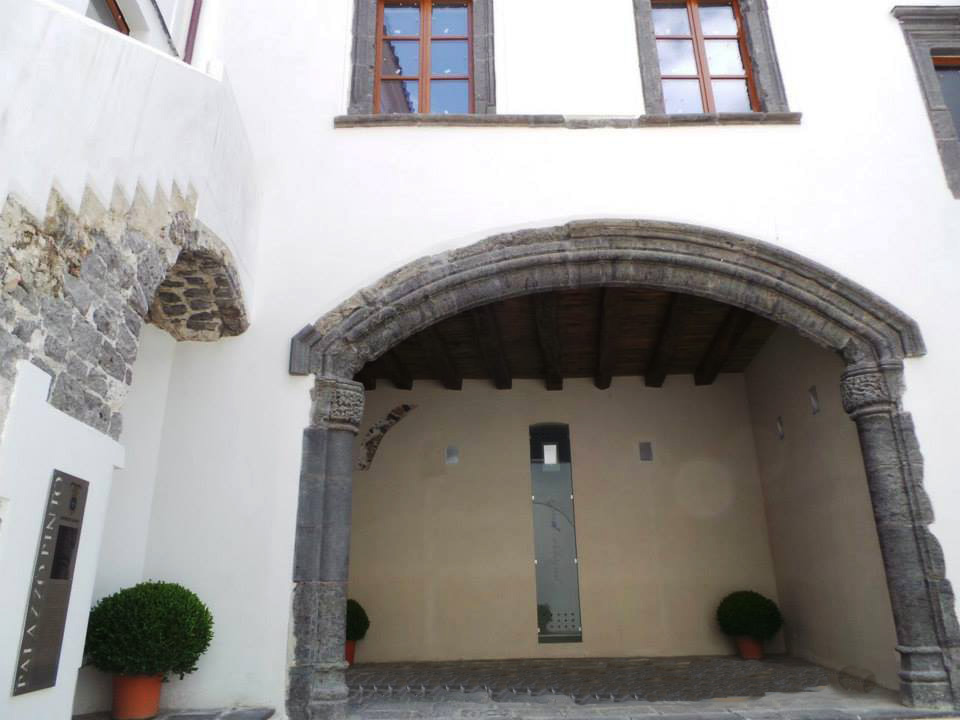
Palais Pinto, 1498-1501, Salerne. Arc catalano-napolitain, réapparu après une restauration récente du palais qui a actuellement des façades dans le style du XVIIe siècle.

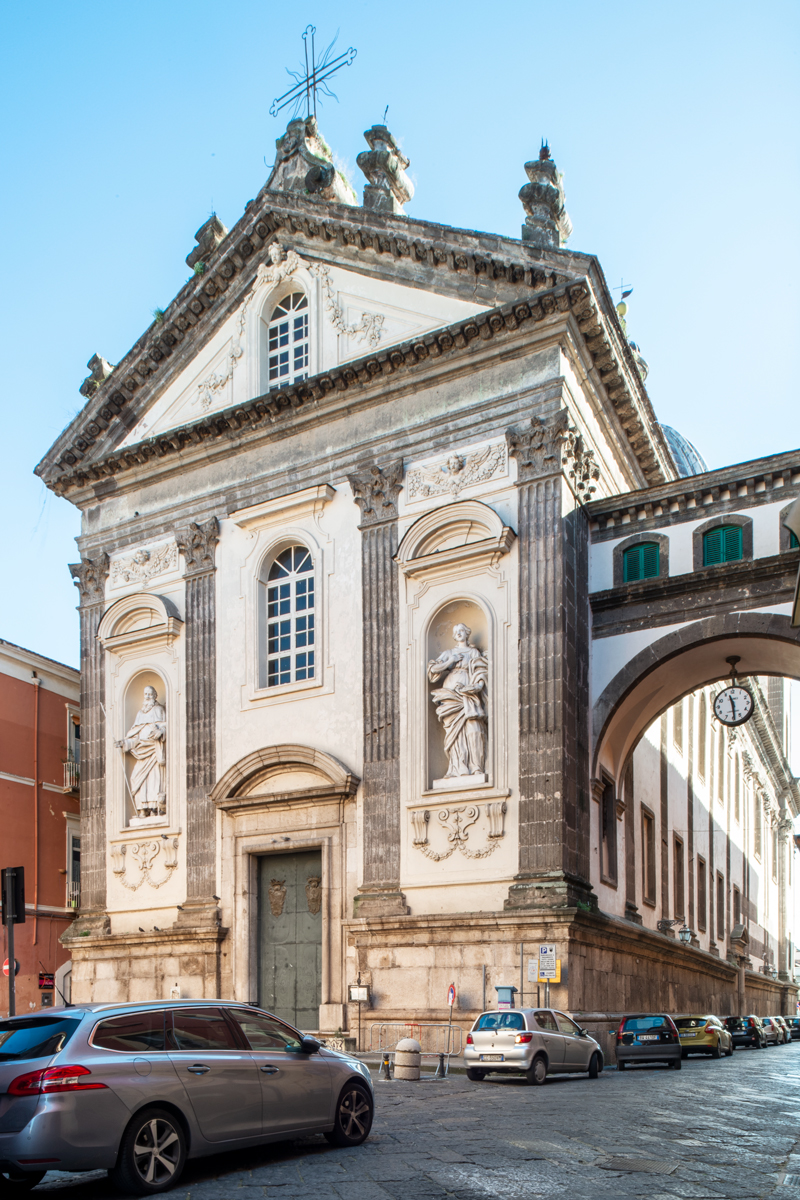
Église de l’Annonciation, Capoue.

#### Influence toscane

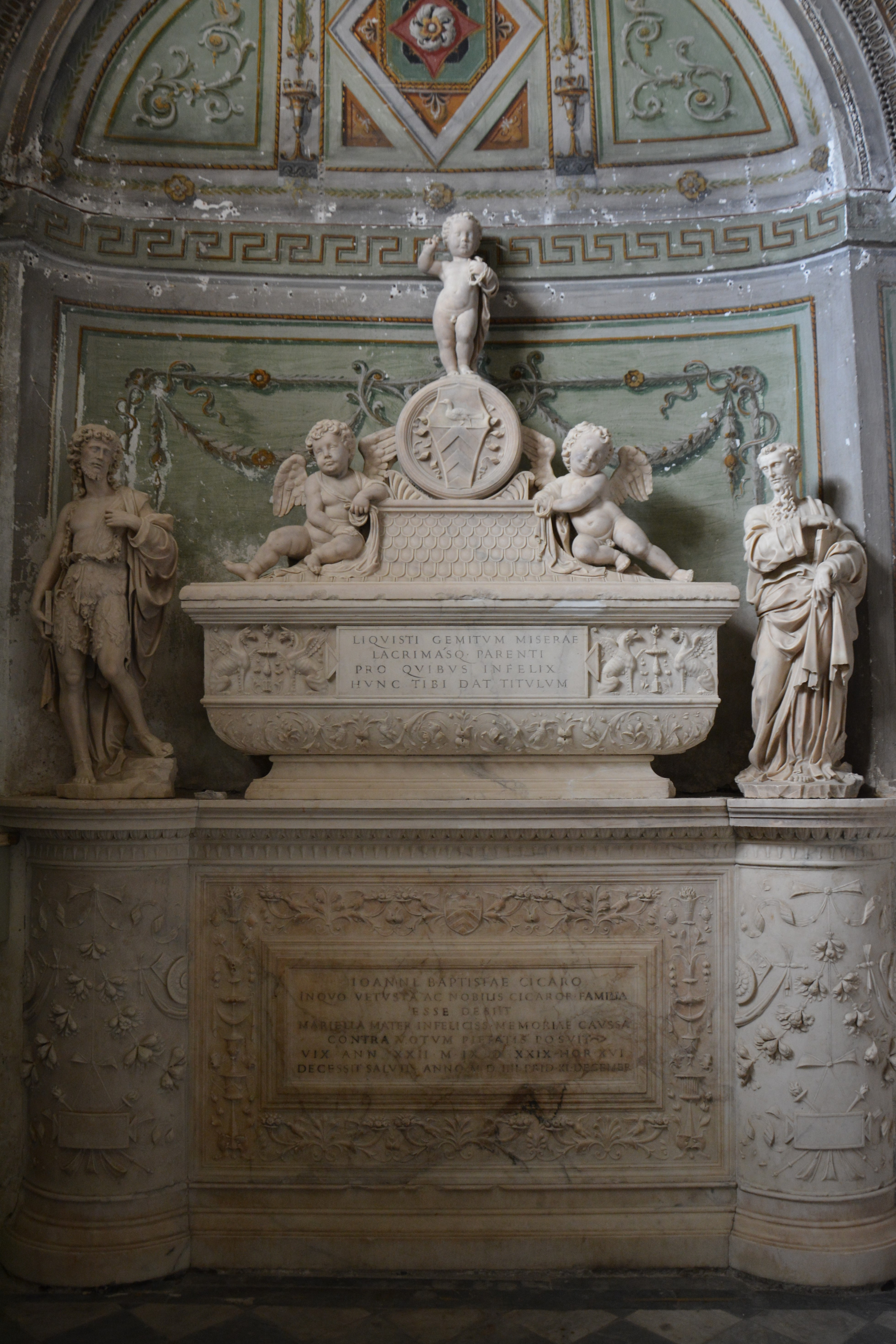
Andrea Ferrucci, Sépulcre de Giovanni Battista Cicaro, basilique San Domenico Maggiore, Naples.

#### Influence lombarde

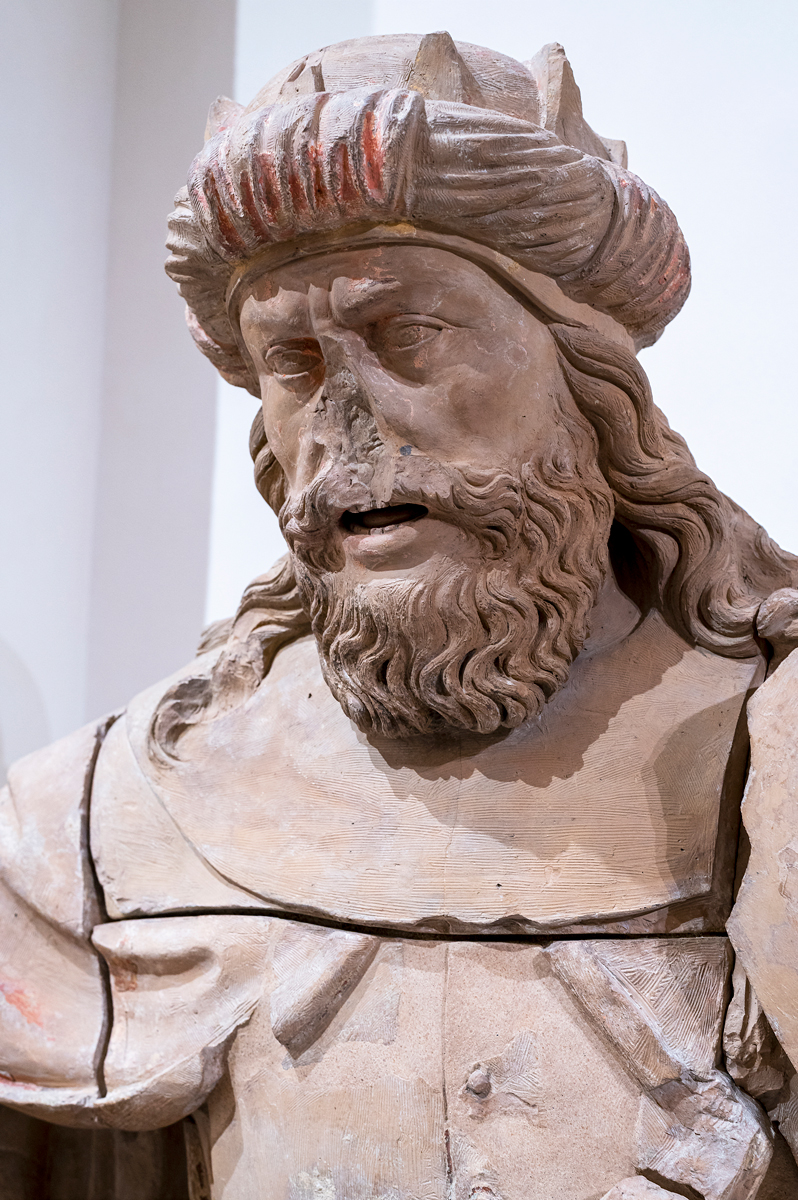
Domenico Napoletano, détail du roi Salomon, Cona dei Lanii, 1508-1517, musée San Martino.

## Architecture et sculpture auXVesiècle

### Période angevine

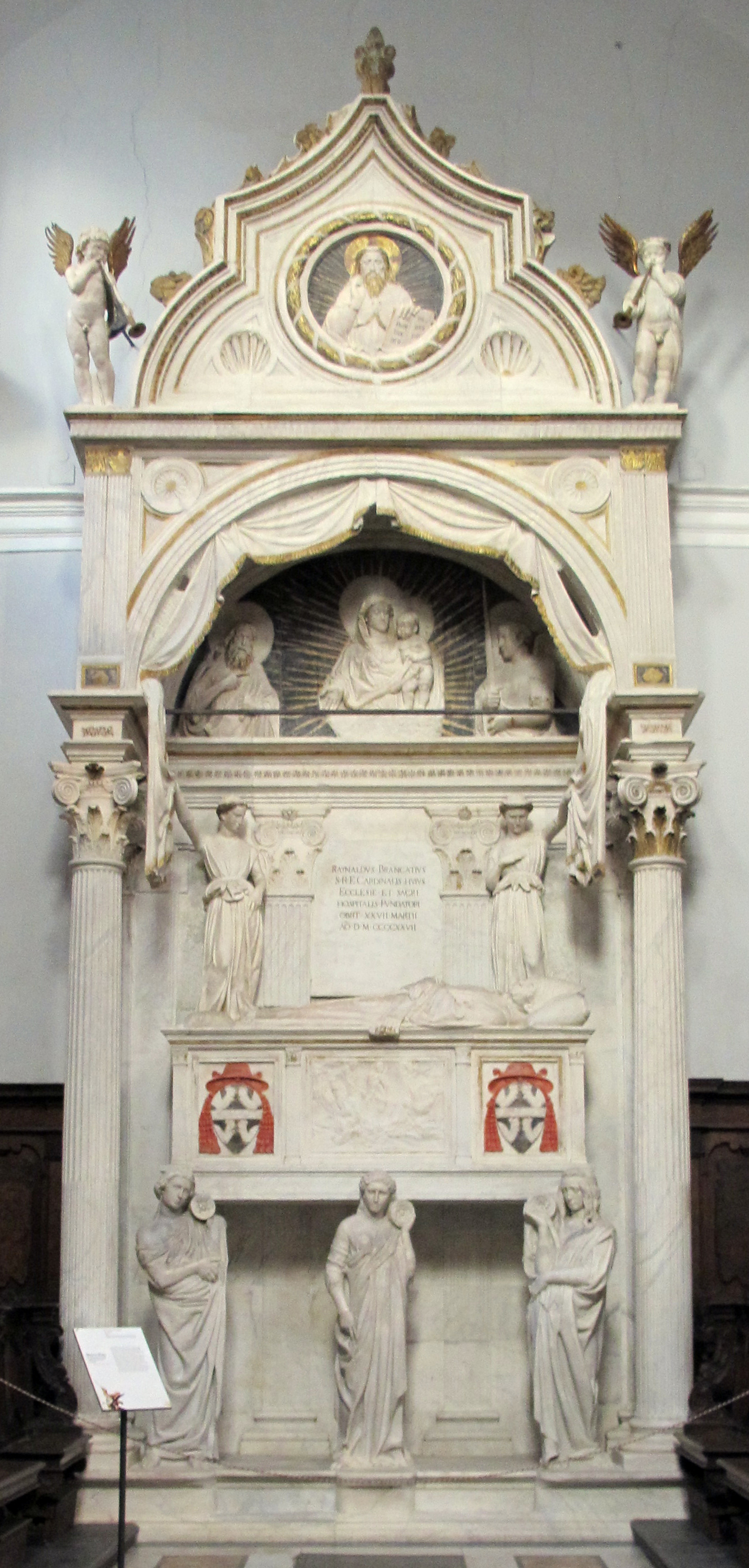
Donatello, Monument funéraire du cardinal Rinaldo Brancaccio, 1426-1428, église Sant'Angelo a Nilo.

Avec l’accession au trône de Jeanne II après la mort de son mari, le royaume retrouve l'apparente paix du siècle précédent ; les arts libéraux s'épanouissement, comme dans le reste de la péninsule. Martin V (1417-1431) demande à la reine un soutien économique pour reconstruire l’armée pontificale, mais celle-ci refuse sur les conseils de Sergianni Caracciolo, le conseiller le plus digne de confiance du royaume. Sous le règne de Jeanne II, les premières et timides expressions de l’humanisme du XVe siècle commencent à se manifester. La cour, toujours sensible aux manifestations artistiques, entreprend dans cette phase tardive du règne un renouveau figuratif, d’abord en architecture, en sculpture et en peinture, puis dans les autres arts. Le chantier d’agrandissement de l'église San Giovanni a Carbonara, voulu par le roi Ladislas Ier, constitue la pierre angulaire de ce changement.
L'art de la Renaissance, entendu comme relevant des influences toscanes, apparaît dans la première moitié du XVe siècle, à Naples et dans le royaume napolitain. Les échanges économiques continus entre la communauté florentine présente à Naples et la ville de Florence deviennent les vecteurs des nouveautés qui apparaissent dans les chantiers de la capitale toscane, où commencent à se répandre les noms de Filippo Brunelleschi, Masaccio et Donatello, celui-ci étant le seul du premier âge de l’humanisme florentin à réaliser une œuvre sculpturale à Naples, le Monument funéraire du cardinal Rinaldo Brancaccio, entre 1426 et 1428, avec l’aide de Michelozzo et Pagno di Lapo Portigiani. La particularité du tombeau est d’avoir été sculpté à Florence et envoyé par mer à Naples pour être assemblé. L’aspect iconographique de la sépulture est également innovant, en renouvelant le thème du baldaquin, déjà vu dans les sculptures funéraires de Tino da Camaino dans la basilique Santa Chiara de Naples et dans l'église Santa Maria Donna Regina Vecchia. Un sens de la théâtralité est perceptible dans l’œuvre de Donatello dû à la sage gestion de la perspective, en introduisant pour la première fois la technique du stiacciato à Naples. L’influence de Donatello devient considérable dans la capitale au point d’influencer même les petits sculpteurs royaux comme dans le Tombeau de Ludovico Aldomorisco d’Antonio Baboccio da Piperno, qui bien que réalisé quelques années avant le Monument funéraire du cardinal Rinaldo Brancaccio, présente déjà des passages de composition donatelliens, probablement dus à ses déplacements le long de la péninsule italienne avant de s’arrêter à Naples.
Le gothique tardif est dépassé lors du chantier d’agrandissement de l'église San Giovanni a Carbonara, avec la construction de la chapelle Caracciolo del Sole. La configuration architecturale de l’espace intérieur souffre encore de l’influence des grandes voûtes à nervures. Les cycles picturaux réalisés par des peintres non locaux, mais encore débiteurs des modes représentatifs de Giotto et Cavalli, mélangés aux influences d’outre-Alpes, en particulier de l’approche flamande qui, au cours de ces années, se répand massivement dans les différents ateliers de la ville, constituent un premier et timide dépassement des exigences médiévales. Les cycles de Leonardo da Besozzo sont particulièrement innovants, où apparaît une représentation de l’espace en profondeur, sans toutefois atteindre la science brunellesque de la représentation comme dans les peintures de Masaccio. Les autres auteurs sont Perinetto da Benevento et Antonio da Fabriano.
Le tombeau de Sergianni Caracciolo, daté entre les années 1420 et les années 1430, mérite une mention particulière même si la composition est encore encadrée dans une vision du monument funéraire médiéval ; l’œuvre est attribuable à un auteur de l’environnement toscan qui n'est pas encore mûr pour atteindre l’expressivité classiciste. Les historiens attribuent la paternité à Andrea Ciccione ou à Andrea Guardi, tous deux sculpteurs florentins et collaborateurs de Donatello, dont l’influence se retrouve dans les sculptures en pied.

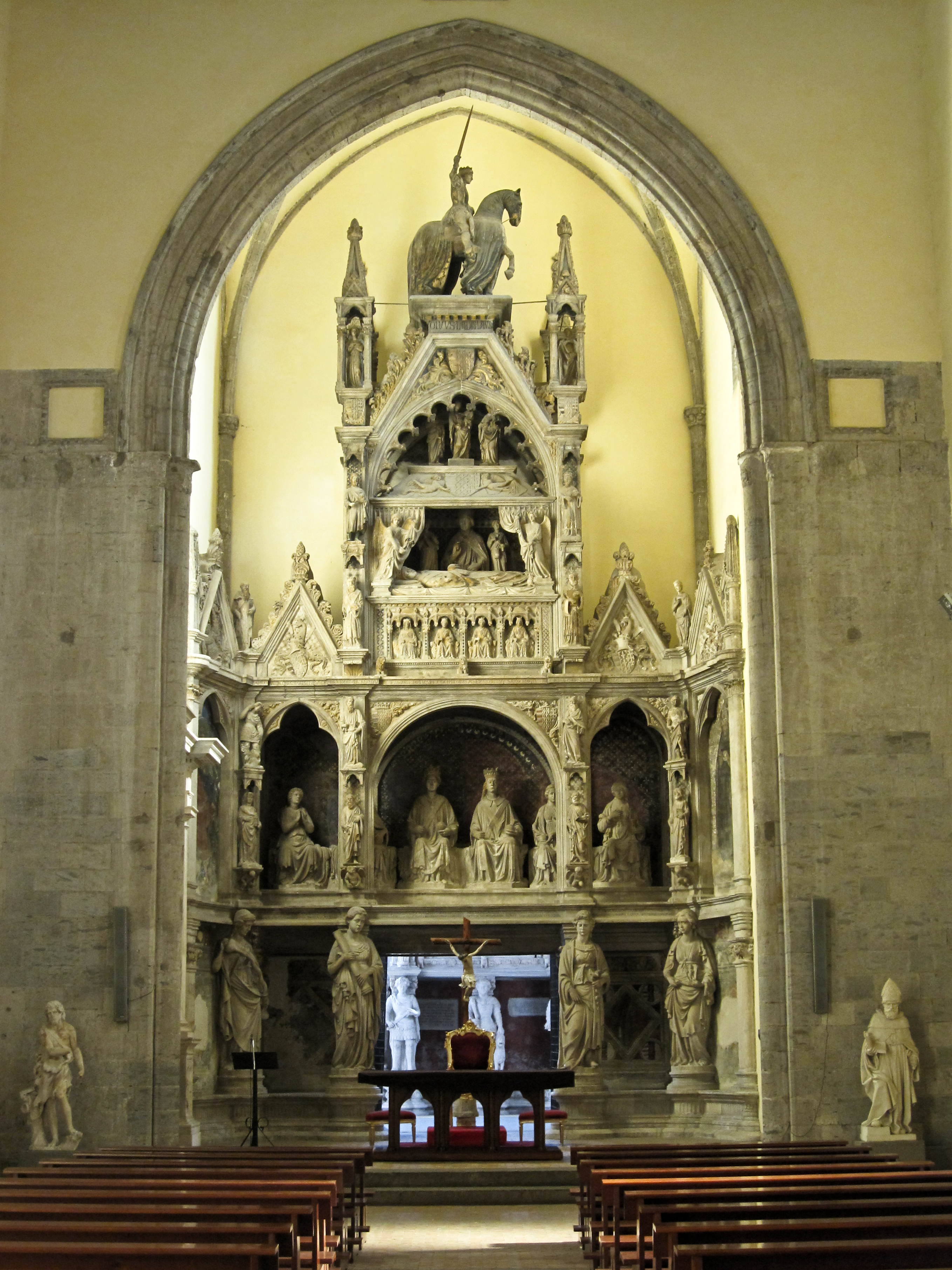
Andrea Ciccione, Monument funéraire de Ladislas Ier, église San Giovanni a Carbonara, Naples.

L'important monument funéraire dédié à Ladislas Ier est attribué à Andrea Ciccione dit Andrea da Firenze, une œuvre commandée par Jeanne II, la sœur du défunt, qui s’élève sur une vingtaine de mètres de haut, faisant de la sculpture l’un des objets les plus complexes réalisés au début du XVe siècle. La composition s’élève sur quatre niveaux, où dans le secteur central du second, sous un arc de goût moderne, sont placées les statues des deux souverains soutenues par quatre vertus cardinales. Le tombeau ceint le monument, aux troisième et quatrième niveaux, comme déjà proposé dans les autres sépulcres angevins de Tino da Camaino.
En architecture, les formes gothiques italiennes sont dépassées pour aboutir à un langage synthétique nord-européen, italien et renaissance. Le passage n'est pas caractérisé par l’étude des antiquités romaines, comme ce fut le cas pour Brunelleschi, mais par la mise en œuvre des mêmes antiquités dans une matrice encore franco-provençale, qui est encore visible dans les petits centres de l’arrière-pays. Le symbole du passage entre les deux références culturelles est l’abandon de l’ogive au profit de l’arc en plein cintre romain, mais ce dernier est encore décliné à l’intérieur d’un décor tiré du gothique, avec par exemple des arêtes trilobées, ou même l'emploi des profils entaqués, mais avec de riches décorations végétales exécutées par percement ou en employant le motif de la fenêtre ; les deux motifs sont visibles dans le palais Petrucci-Covelli à Carinola.

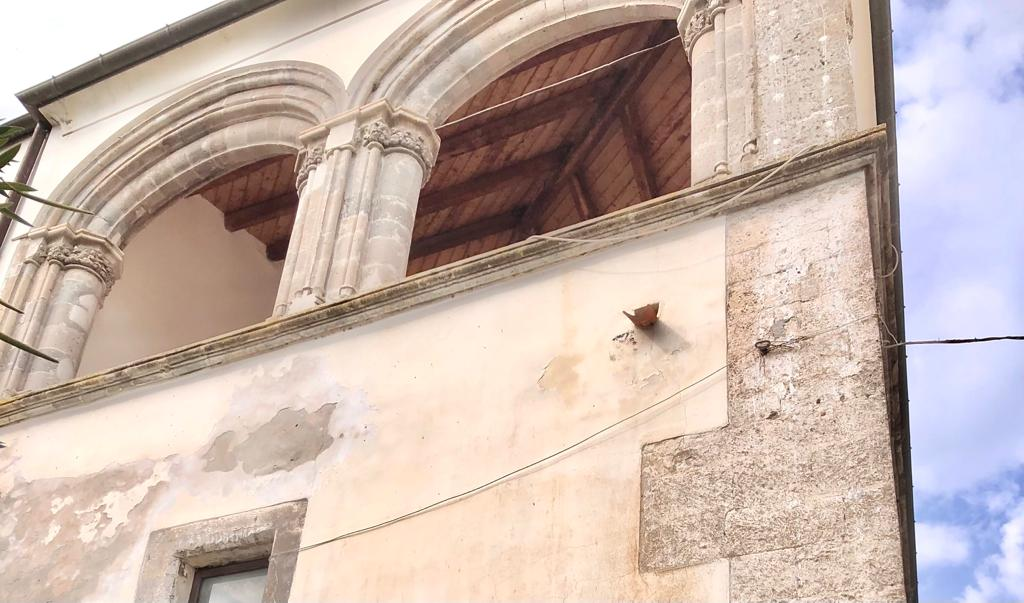
Détail de la façade du palais Petrucci-Covelli à Carinola
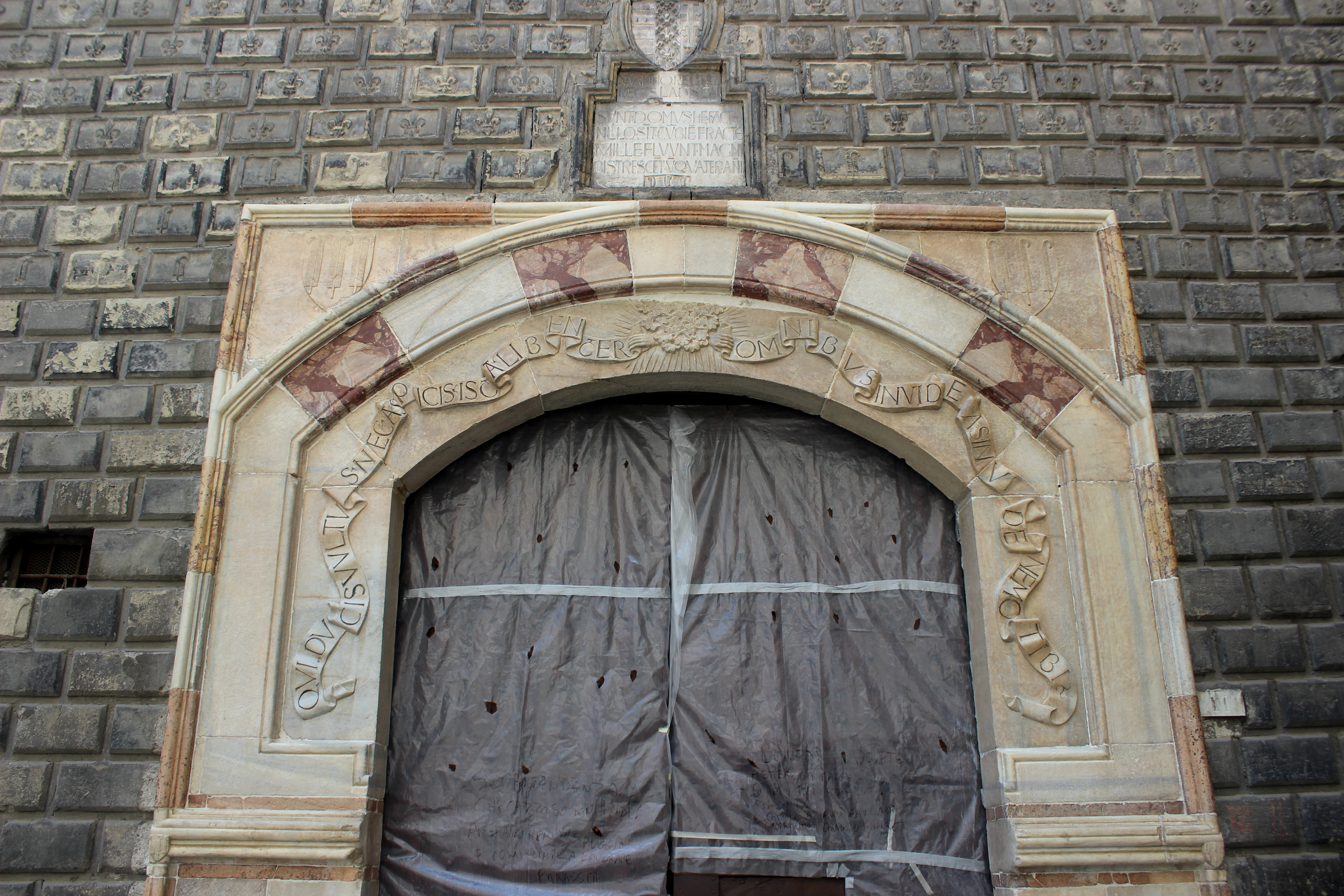
Détail de la façade du Palazzo Penne à Naples

### Naples, carrefour de la Renaissance en Méditerranée

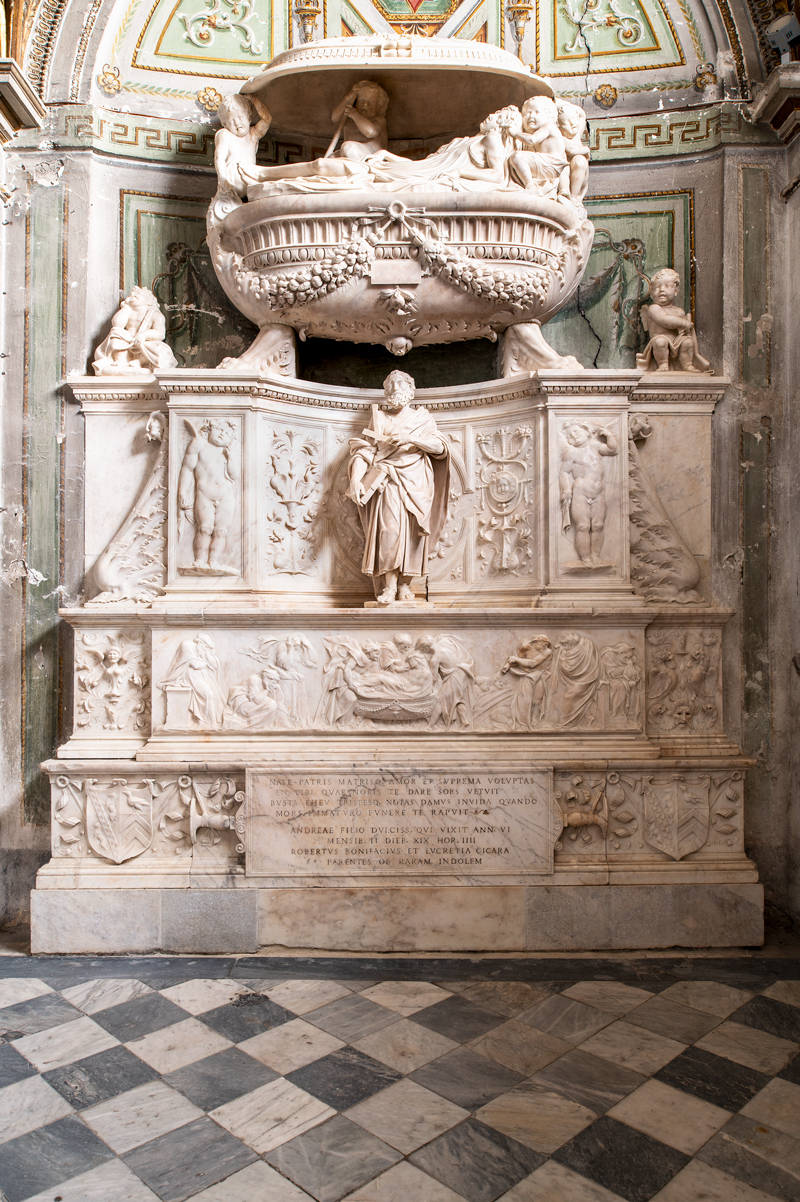
Bartolomé Ordoñez, Tombeau d’Andrea Bonifacio, 1518, église dei Santi Severino e Sossio.

### Vers la maniera moderna

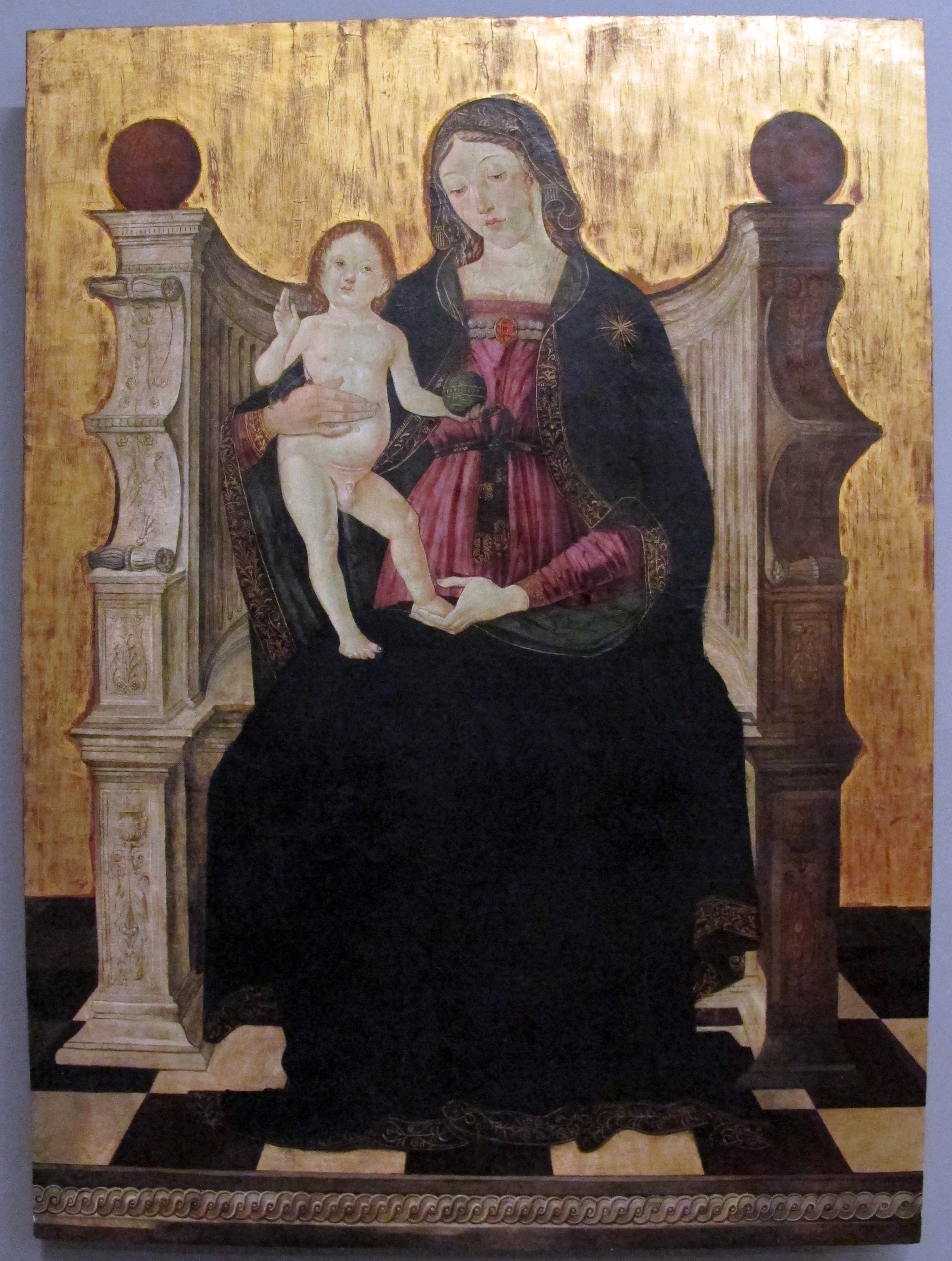
Cristoforo Faffeo, Vierge à l'Enfant, v. 1490, musée de Capodimonte.

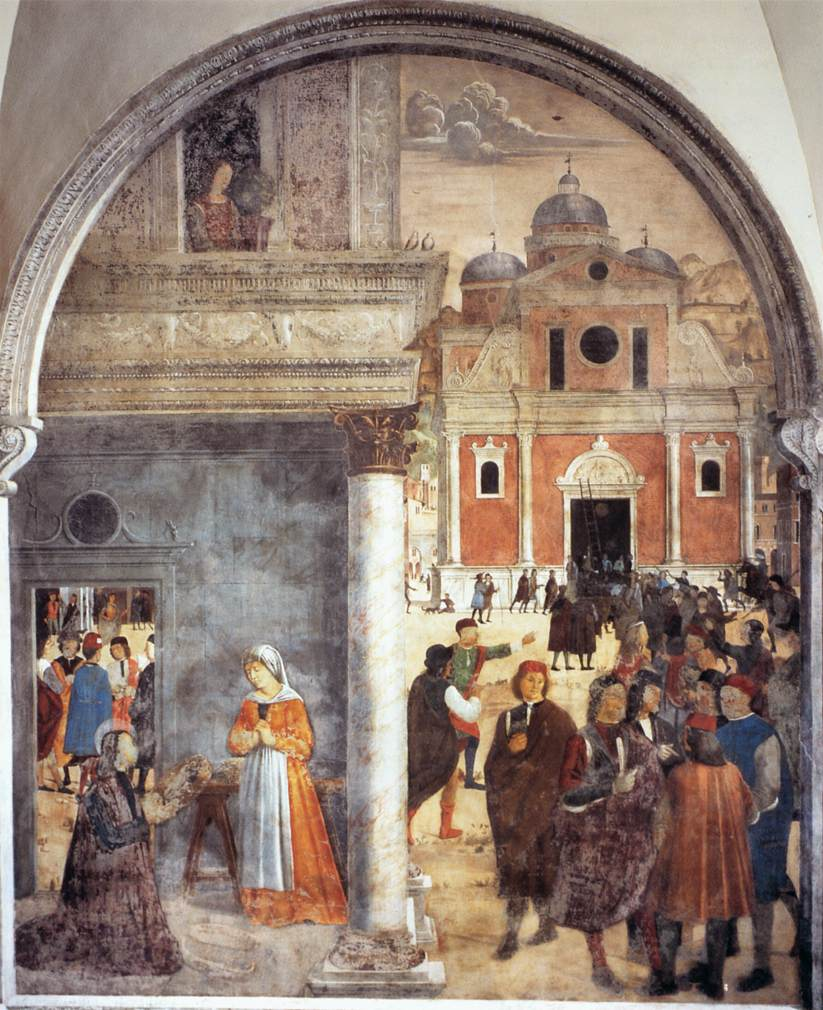
Antonio Solario, Scène de la vie de saint Benoît, cloîtres dei Santi Severino et Sossio.

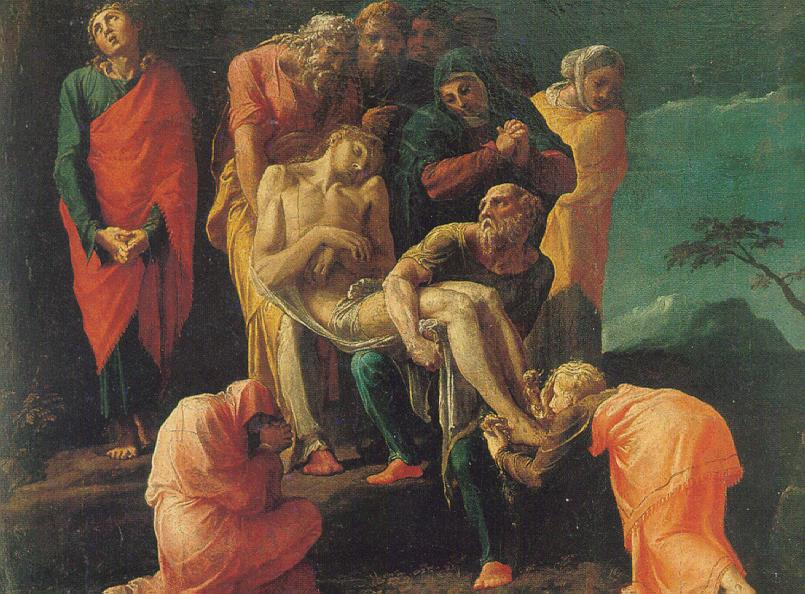
Polidoro da Caravaggio,Le Transport du Christ au tombeau, musée de Capodimonte.

### Andrea Sabatini da Salerno et Marco Cardisco dit Marco Calabrese

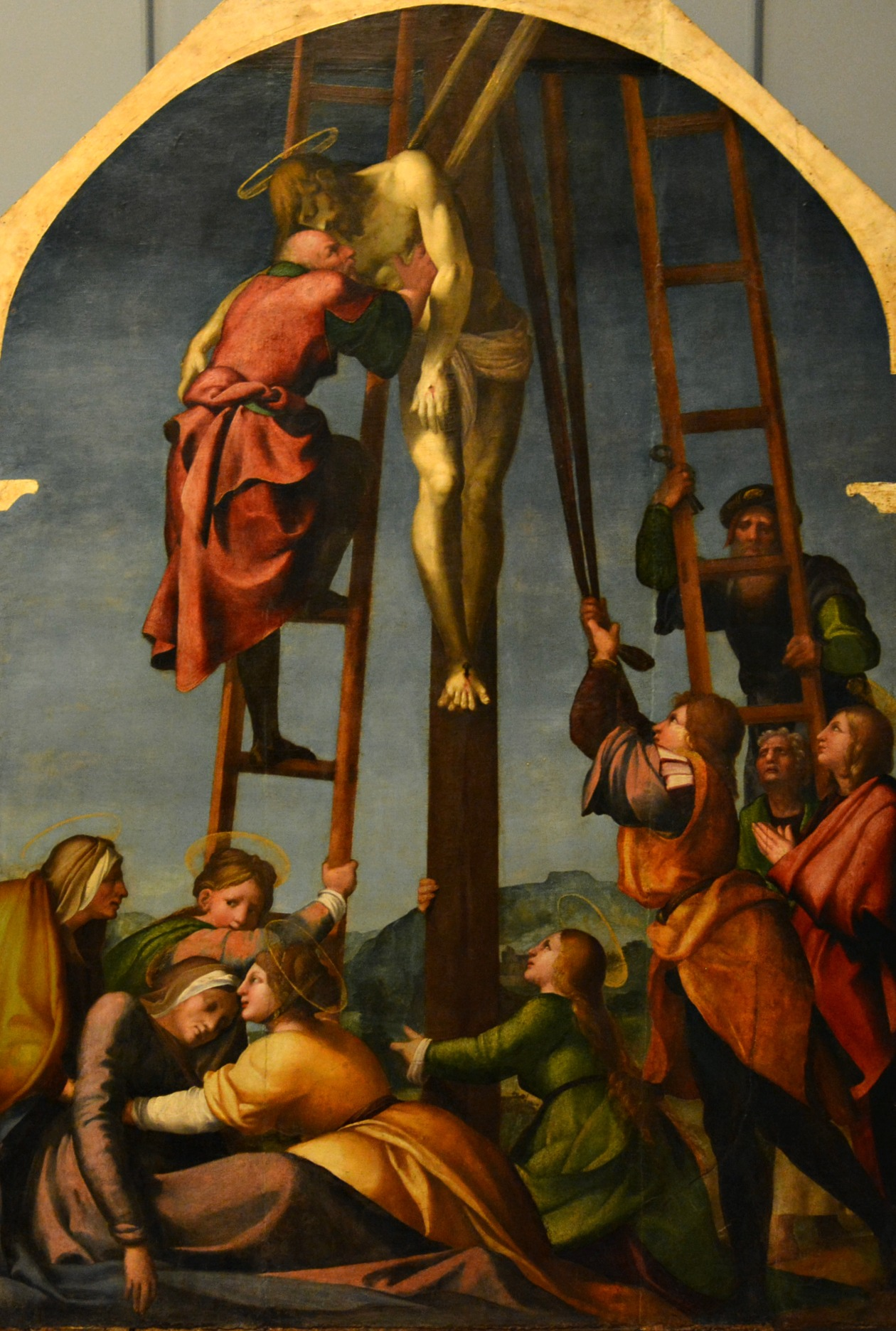
Andrea Sabatini, Déposition de Croix, 1520, musée de Capodimonte, Naples.

### Dépassement du gothique tardif et début d’un style méridional de la Renaissance

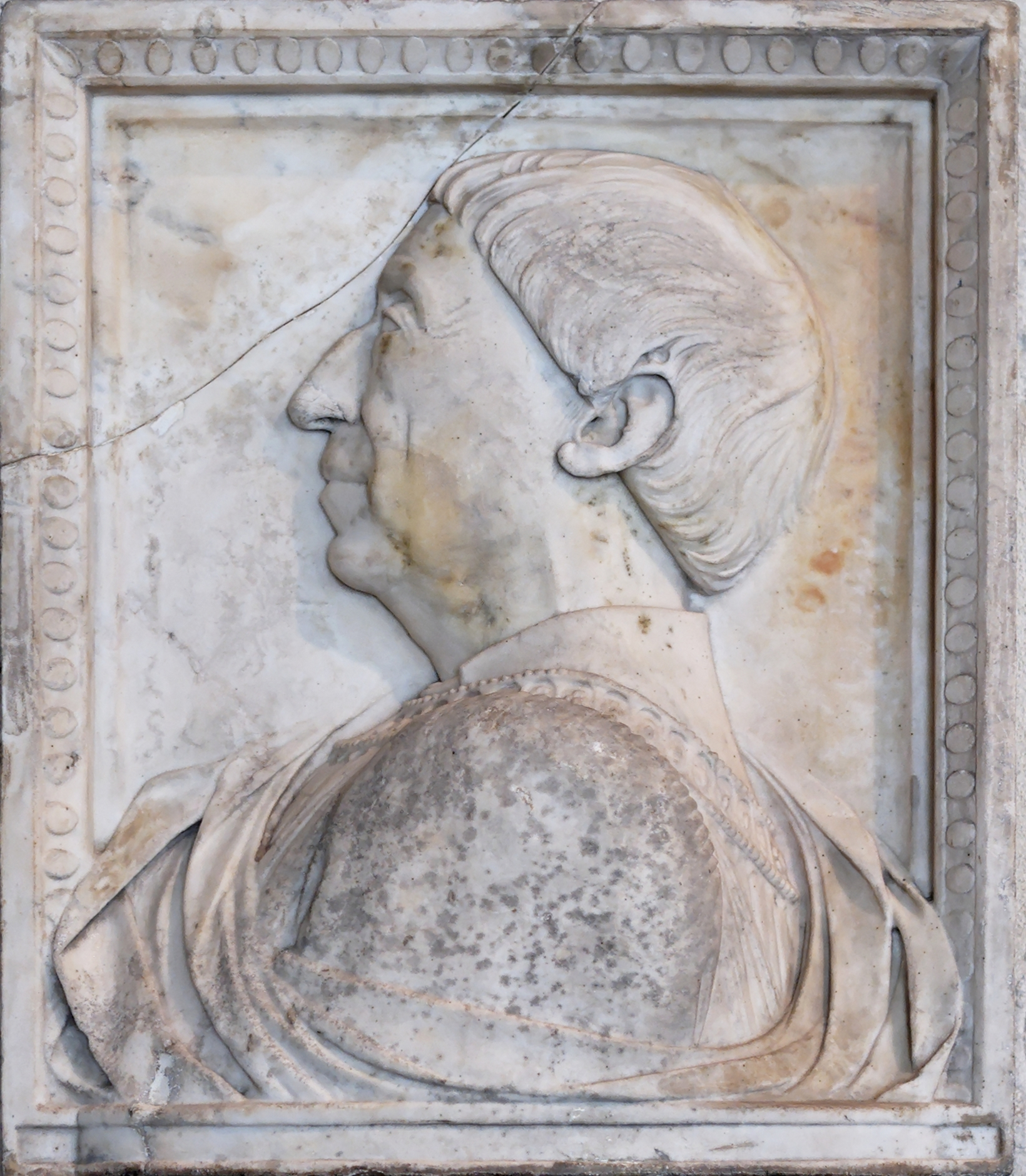
Mino da Fiesole Portrait d'Alphonse V d'Aragon, musée du Louvre.

En 1438, le royaume est assiégé par Alphonse de Trastamare, obligeant le roi René à demander de l’aide au pape et aux seigneurs de Milan, les Sforza. Ces derniers sont vaincus en 1443 et la même année l'union entre le royaume de Sicile et celui de Naples est actée. Les premières années du règne aragonais sont très difficiles, la capitale perd une partie de ses privilèges avec des conséquences catastrophiques pour les intellectuels locaux après la fermeture temporaire du studiorum federiciano.
Alphonse veut s’adapter au style et à la culture des seigneuries du centre et du nord de la péninsule. En bon souverain, il s’appuie sur deux programmes pour affirmer son pouvoir dans un royaume encore lié à la couronne précédente : il développe un puissant programme de développement du tissu urbain, continuellement repris par ses successeurs, et renouvelle progressivement l’art figuratif, qui en principe sous-tend l’art du bâtiment. Ainsi, une politique de contrôle des seigneurs féodaux locaux se met en place, dont le processus connait son plus grand développement au siècle suivant avec l’urbanisation progressive des nobles à la cour aragonaise. Naples devint un grand chantier de constructions civiles et religieuses, tandis que dans les parties les plus à l'intérieur du royaume, subsistent encore des constructions et des décorations de style gothique international de matrice angevine.
Alphonse est un souverain mécène et érudit comme le sont ses pairs de centre et du nord, qui constitue à la cour l’une des bibliothèques les plus importantes de la péninsule. Rusé et habile, il connaît l'importance d'une bonne propagande politique : l'élaboration d'un langage subtil, tant visuel que verbal, destiné à transmettre son idéologie politique à l'aristocratie locale et à ses alliés et rivaux princiers, est un aspect important de sa politique artistique. Avec l’avènement des Aragonais au pouvoir, un renouvellement général des coutumes et de l’art se prépare. La transposition des formes toscanes n’est pas encore mûre, mais les premières tentatives timides déjà entamées sous le règne des derniers angevins, donnent la preuve d’un vif ferment culturel capable de recevoir des langages et des artistes dotés d’expériences singulières au sein de la nouvelle cour, qui foisonne intellectuellement.

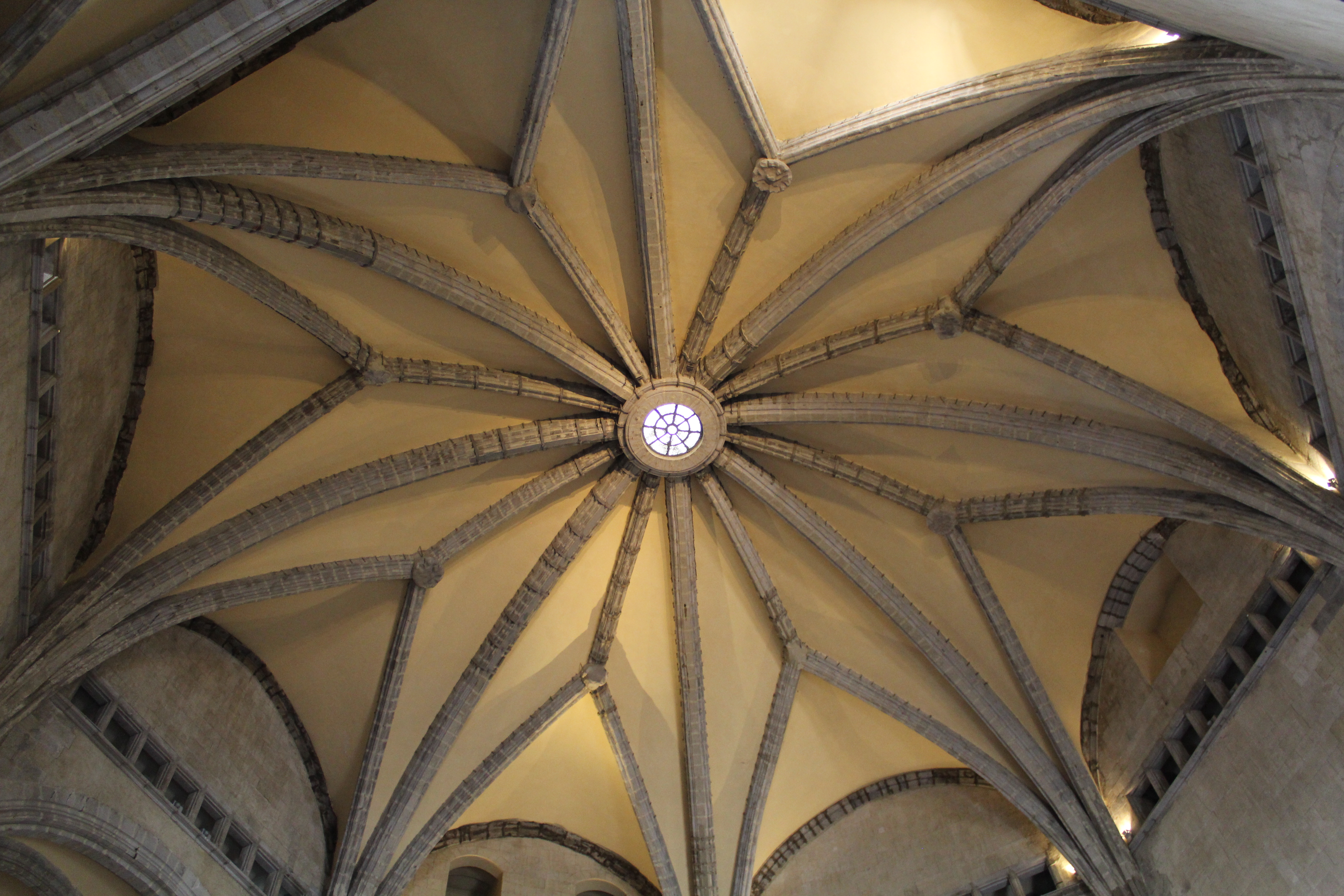
Voûte de la salle des Barons du Castel Nuovo.

Les premières commandes architecturales sont confiées à des artistes espagnols qui sont encore éloignés des concepts de la Renaissance. L'éclectisme du roi transparait dans la reconstruction de Castel Nuovo, où les ouvriers ibériques, dirigés par Guillem Sagrera, sculpteur-architecte catalan présent à Naples dès 1447, travaillent à partir de 1451. Guillem Sagrera est chargé de la délicate fonction d’architecte de la cour jusqu’à sa mort en 1456, avec le projet d’adapter le Castel Nuovo, conçu comme une forteresse royale purement militaire dans les canons médiévaux, en résidence princière plus appropriée à l'époque, mais capable de résister à l'artillerie.
Originaire des îles Baléares, Guillem Sagrera importe un nouveau style de composition des espaces typique de la Catalogne, initiant ainsi un processus d’hybridation stylistique entre les résidus expérimentaux flamand-provençaux et classiques : le schéma général se réfère à la tradition gothique, cependant allégée de toute décoration excessive ce qui en améliore la clarté structurelle. La Sala dei Baroni, par exemple, son chef-d’œuvre absolu, n'a pas d'espace suffisant pour permettre d'intégrer des sculptures, les nervures de la voûte s'enfonçant directement dans l'épaisseur des murs en l'absence de corbeaux. Cette voûte gothique tardif en parapluie octogonale, avec des nervures extravagantes finement ornées et reliées par une pierre de voûte, rappelle les modèles catalans. La clé de voûte elle-même est un oculus, comme on en trouve dans les constructions majorquines. À l'origine, les ogives étaient décorées des armoiries des territoires d'Alphonse.
Pere Johan, sculpteur catalan, est responsable d'une grande partie de la décoration intérieure du Castel Nuovo, tandis que Guillem Sagrera se consacre principalement à celle de style gothique flamboyant de sa Sala dei Baroni. Les sculpteurs italiens ornent de somptueux vases all'antica de lys, de griffons classiques, symboles de l'ordre du Lys, de putti portant des guirlandes, de centaures et de scènes tirées des Travaux d'Hercule.
En 1453, alors que le pouvoir royal peut désormais être défini comme solide, Alphonse décide d'équiper le château d'une entrée monumentale, inspirée des arcs de triomphe romains. Les travaux commencent en 1453 sous la responsabilité de l'architecte dalmate Onofrio di Giordano, réputé expert en antiquité classique. Francesco di Giorgio Martini arrive de Dalmatie en juillet pour sculpter les reliefs avec ses assistants Luciano Laurana et Paolo Romano. Avec Guillem Sagrera, Pere Johan est chargé de la sculpture figurative. L'arc est composé de deux arcs superposés, flanqués de colonnes couplées et couronnées par un tympan curviligne. Une frise, exécutée par deux des principaux sculpteurs romains, Isaia da Pisa et Andrea dell'Aquila, payés 356 ducats au total, représentant l'entrée triomphale d'Alphonse V à Naples, inspirée des triomphes romains, figure sur le premier attique. Elle commémore le manteau de René, vaincu, drapé sur le dossier du Siège périlleux. Des groupes sculptés dans les pavillons de part et d'autre représentent l'ambassadeur de Tunisie et son entourage, ainsi que les redoutables barons napolitains. Alphonse n'a jamais été officiellement sacré roi, cet honneur échoit à Ferdinand Ier, son fils naturel et héritier. Cette structure témoigne d'une interprétation très libre du modèle classique, subordonnée aux besoins festifs.
L'arc de Castel Nuovo constitue un épisode fondamental dans le domaine de la sculpture. Plusieurs sculpteurs travaillent dessus, ce qui est à l'origine du caractère hétérogène de l'ensemble. Une équipe d'artistes liée au courant catalano-bourguignon succède à une autre plus composite, dans laquelle les personnalités de Domenico Gagini et Francesco Laurana, se démarquent et qui, après avoir achevé les ouvrages qui leur sont confiés, restent dans le royaume pendant un certain temps. Domenico Gagini est à l'origine d'une authentique dynastie de sculpteurs, active surtout en Sicile, où il mêle les idées locales à la richesse décorative d'origine lombarde ; Laurana, quant à lui, se spécialise dans les formes plus synthétiques, notamment dans les portraits d'une beauté évocatrice et douce, qui sont sa spécialité la plus appréciée. Dans le portrait d'Éléonore d'Aragon (1468, Palerme, Palais Abatellis), par exemple, le visage a une forme stéréométrique qui transfigure les données physionomiques.

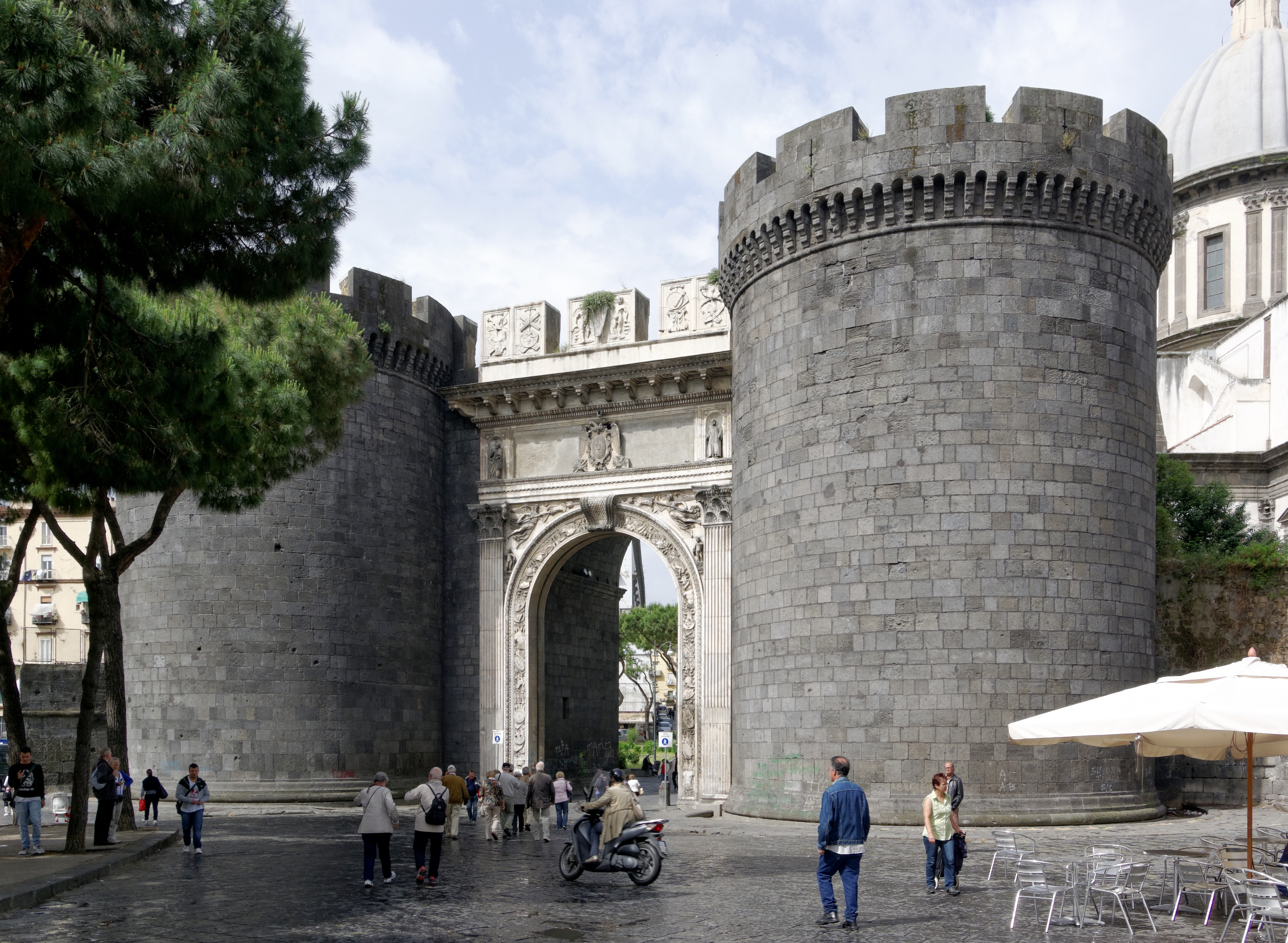
Porta Capuana.

L’œuvre commémorative complexe du nouveau royaume est d'abord esquissée par Pisanello mais immédiatement rejetée en raison de l’absence de vision innovante de l’appareil décoratif. Francesco Laurana, actif dans les domaines de la république de Venise, est alors appelé. Il met en œuvre les recherches les plus récentes, présentes dans le dessin de Piero della Francesca, et le traitement classique redécouvert au début du siècle et réinterprété par Leon Battista Alberti. Selon les historiens, l’une des sources qui ont inspiré le projet est précisément celui de la Porta Capuana qui, à son tour, reprend le thème de la souveraineté impériale du monde antique. De nombreux artistes étrangers, avec diverses origines de formation, participent aux travaux d’édification, dont des sculpteurs donatelliens comme Antonio di Chellino et Isaia da Pisa, lombards comme Paolo Taccone, Pietro da Milano et Tommaso Malvito, et même des sculpteurs tessinois comme Domenico Gagini.
Jusqu’aux années 1670, des ouvrages à la fois du style de la fin du Moyen Âge et de style catalan se répandent en architecture et en sculpture. Les nobles, qui ne connaissent pas encore le nouveau style, préfèrent moderniser leurs constructions selon une tendance nettement traditionaliste. Les différents ateliers locaux, débiteurs du langage d’Antonio Baboccio da Piperno, sont partisans de la diffusion de modèles hybrides. Pendant ce temps, des personnalités comme d’Angelo Aniello Fiore entament des voyages systématiques vers Rome pour se consacrer à l’étude de l’antiquité, tout en se mettant à jour à travers les théories classiques et albertiennes. Angelo Aniello Fiore est l’auteur du portail du Palazzo Petrucci, le sculpteur présumé du portail du palais Diomede Carafa et l’auteur de deux sépultures dans l'église San Domenico Maggiore et dans la basilique San Lorenzo Maggiore.
Alphonse V ne manque pas de se lier à la noblesse locale ; sa fille Éléonore est mariée à l’amiral royal Marino Marzano. Son gendre, conscient de sa puissance acquise par son mariage, décide de donner forme à sa résidence à Carinole en appelant très probablement Sagrera lui-même ou à son fils Jaume pour définir le projet. Le palais, qui aujourd’hui montre seulement une partie de ce qu’il devait être à l’origine en raison des conditions précaires dont il a souffert au cours du siècle dernier avant sa rénovation, est organisé autour d’une cour de style catalan pur, qui s’élève sur deux niveaux accessibles à travers un escalier à loggia qui forme un angle droit.
Bartolomé Facio, secrétaire personnel et historien du roi, lui dédie en 1456 son ouvrage De viris illustribus, dans lequel trois sculpteurs florentins ont droit à ses éloges, dont Donatello qu'Alphonse V admire vivement et à qui il voulait faire exécuter un monument équestre pour son tombeau à la manière de son ancêtre le roi Ladislas, comme il le précise dans une lettre au doge de Venise écrite en 1452.

### Arrivée des maîtres florentins sur la scène napolitaine

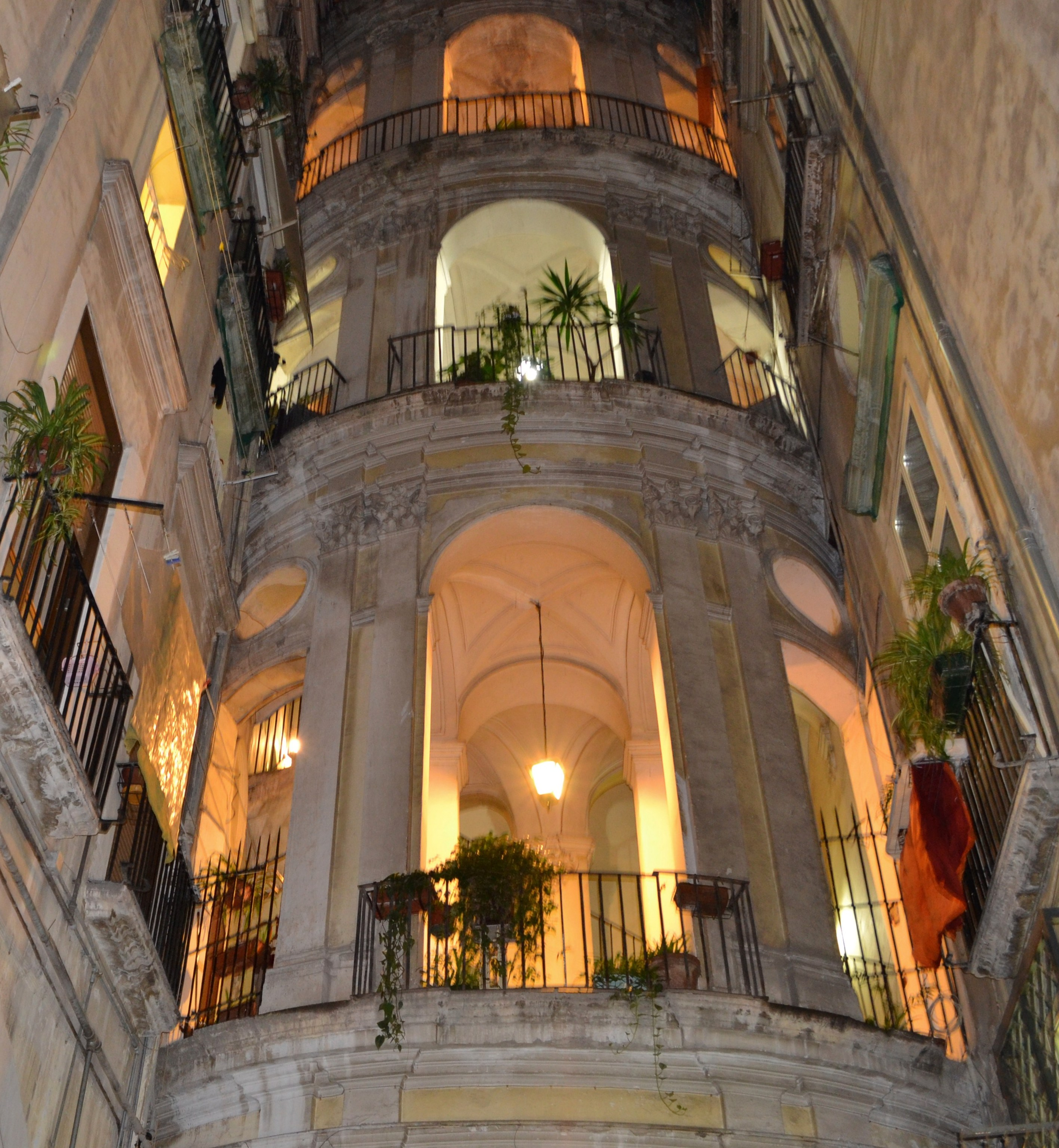
Palais D'Afflitto.

Tout au long du règne d’Alphonse et d'une bonne partie du suivant, sous le règne de son fils Ferdinand Ier, la scène artistique est dominée par les hybridations catalanes et de la Renaissance, interprétées avec une bonne synthèse stylistique par les artisans locaux, comme dans le Palazzo Maiorani, dans le palais D'Afflitto et le Palazzo di Ludovico di Bux. Dans le premier cas, l’escalier est introduit par une paire d’arcs en plein cintre au profil hexagonal, typique du langage catalan, tandis que dans les deux autres édifices, les restes de loggias couvertes et les porches surbaissés témoignent d'une langage hybride. Les portails à arc surbaissé inscrits dans un cadre quadrangulaire à demi tore sont présents dans cette phase transitoire plus tardive.
La péninsule subit alors d’intenses périodes de crises politiques, en commençant avec la ratification de la Paix de Lodi en 1454, après les guerres entre Milan et Venise pour la domination des territoires lombards ; après les guerres contre les Médicis, qui aboutissent à la soi-disant conjuration des Pazzi, le royaume de Naples doit négocier la paix avec Laurent de Médicis dit le Magnifique. L’activité diplomatique d’équilibre préconisée par les Médicis à l’égard des différents États de la péninsule entraîne d’intenses relations culturelles et professionnelles entre Florence et les différentes cours actives en Italie, parmi lesquelles la cour aragonaise parthénopéenne. À partir du milieu des années 1470, plusieurs sculpteurs et architectes toscans commencent à arriver dans la ville, et dans une moindre mesure, des peintres doués d’une sensibilité plus moderne.
L'église Sainte-Anne-des-Lombards, également connue sous son nom ancien de Santa Maria di Monte Oliveto, est l'ouvrage pivot qui marque le passage des modes hybrides angevins tardifs et catalans. Le bâtiment, construit à la demande de Ladislas, est largement revu dans le dernier quart du siècle avec l’arrivée de personnalités comme Antonio Rossellino et les frères Benedetto et Giuliano da Maiano, qui y créent trois chapelles (Piccolomini, Toledo et Mastroianni-Terranova). La chapelle Piccolomini, où Marie de Castille est enterrée, est particulièrement intéressante pour ses caractéristiques de la Renaissance ; la chapelle du Cardinal du Portugal a un aspect plus somptueux pour répondre à la demande du commanditaire.

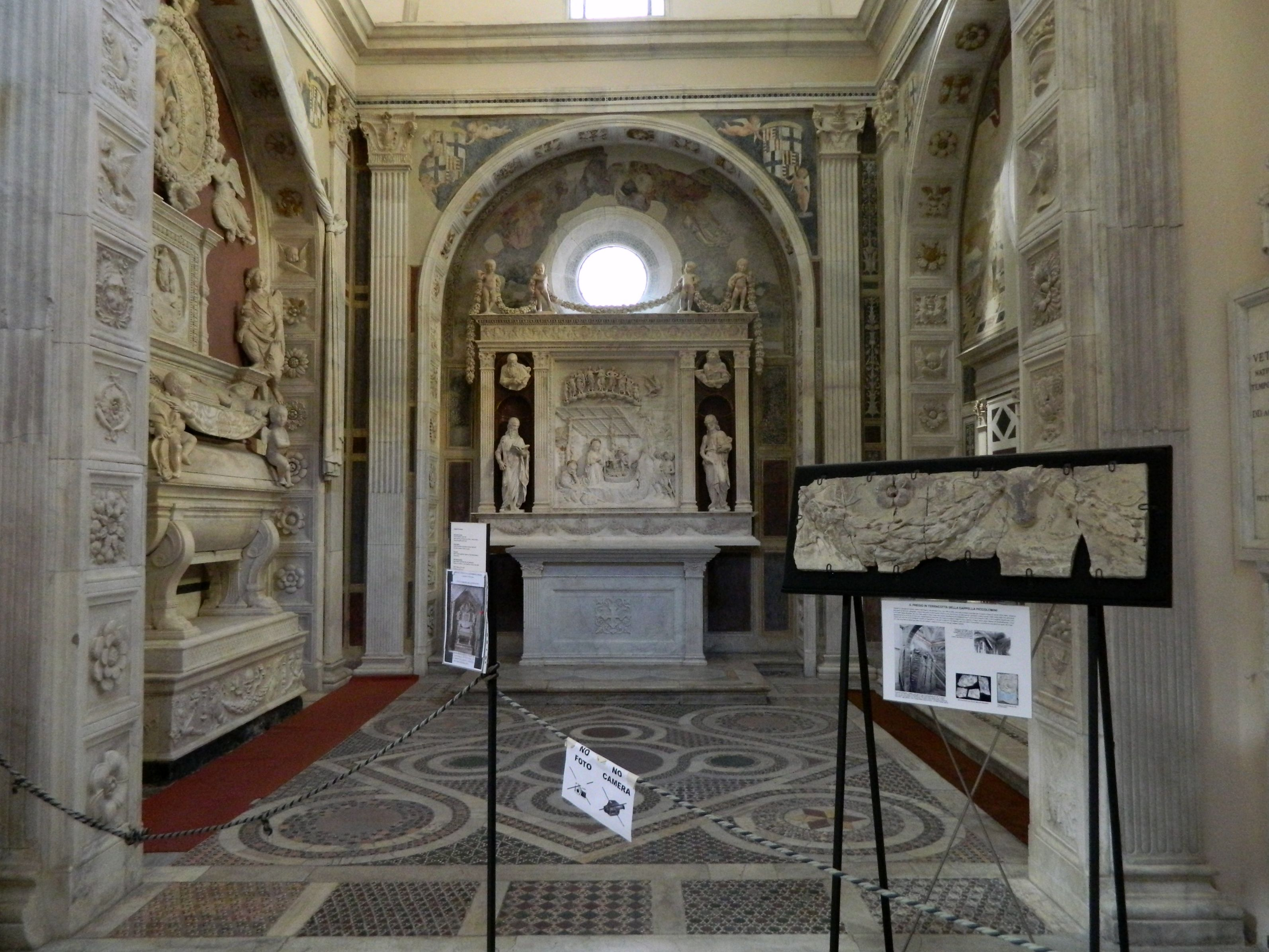
Antonio Rossellino, Giuliano et Benedetto da Maiano, chapelle Piccolomini.

Giuliano da Maiano est celui des trois qui laisse la plus forte empreinte dans la capitale du royaume, récompensé par la charge d’architecte et d’ingénieur militaire royal. Les villas royales Poggio Reale, La Conigliera, La Ferrandina et Duchesca lui sont attribuées. Dans le domaine militaire, il est l’auteur de la Porta Capuana et de la Porta Nolana ; il conçoit à Santa Maria di Monte Oliveto les espaces et les sculptures de la chapelle Piccolomini et de la chapelle Tolosa. Ces ouvrages constituent les exemples organiquement les plus réussis de la renaissance florentine en dehors de la ville des Médicis. Les deux chapelles ont des proportions bien calibrées et souffrent de l’ascendance brunelleschienne de l’espace par la simplification en modules et sous-modules faciles à gérer. Giuliano da Maiano devient une référence pour tous les nouveaux architectes qui naissent dans la seconde moitié du siècle. Des commandes privées, comme celle d’Angelo Como pour l’agrandissement et la modernisation du palais Como, ne manquent pas. La paternité de l’œuvre a été contestée avec Antonio Fiorentino della Cava, également toscan, à qui sont également attribuées les premières interventions dans l’église Santa Caterina a Formiello. Giuliano ouvre également une école où sont formés des architectes, dont Pietro et Ippolito del Donzello, qui diffusent le style Renaissance dans tout le royaume.
Giuliano da Maiano est surtout crédité de la conception de la résidence royale, la villa Poggio Reale, qui, commencée entre 1487 et 1490 et complétée par Francesco di Giorgio Martini, peut être considérée comme le point d'arrivée de la conversion progressive à la Renaissance de la capitale aragonaise. Bien qu'elle ait été détruite par la suite, il est encore possible de s'en faire une idée grâce à sa reproduction dans le traité de Sebastiano Serlio et grâce à son succès qui en a fait une référence de l'architecture du XVIe siècle. Le bâtiment se caractérise par une disposition originale avec des références à l'ancien adaptées aux besoins contemporains. Sa typologie de base est la villa romaine, modifiée pour répondre aux besoins défensifs d'un château médiéval, avec des pièces spécialement conçues pour la résidence, les loisirs et la représentation. Le résultat est un petit bâtiment avec une base quadrangulaire et quatre corps en saillie dans les coins, semblables à des tours d'angle, mais de la même hauteur que le reste du bâtiment. Le corps central est à portiques sur les côtés extérieur et intérieur, avec une cour en contrebas, accessible par cinq marches, qui rappelle les modèles antiques comme les théâtres et les thermes. La cour, conçue selon un modèle de Vitruve, pourrait avoir été recouverte d'un grenier en bois pour être utilisée pour des fêtes et des spectacles.

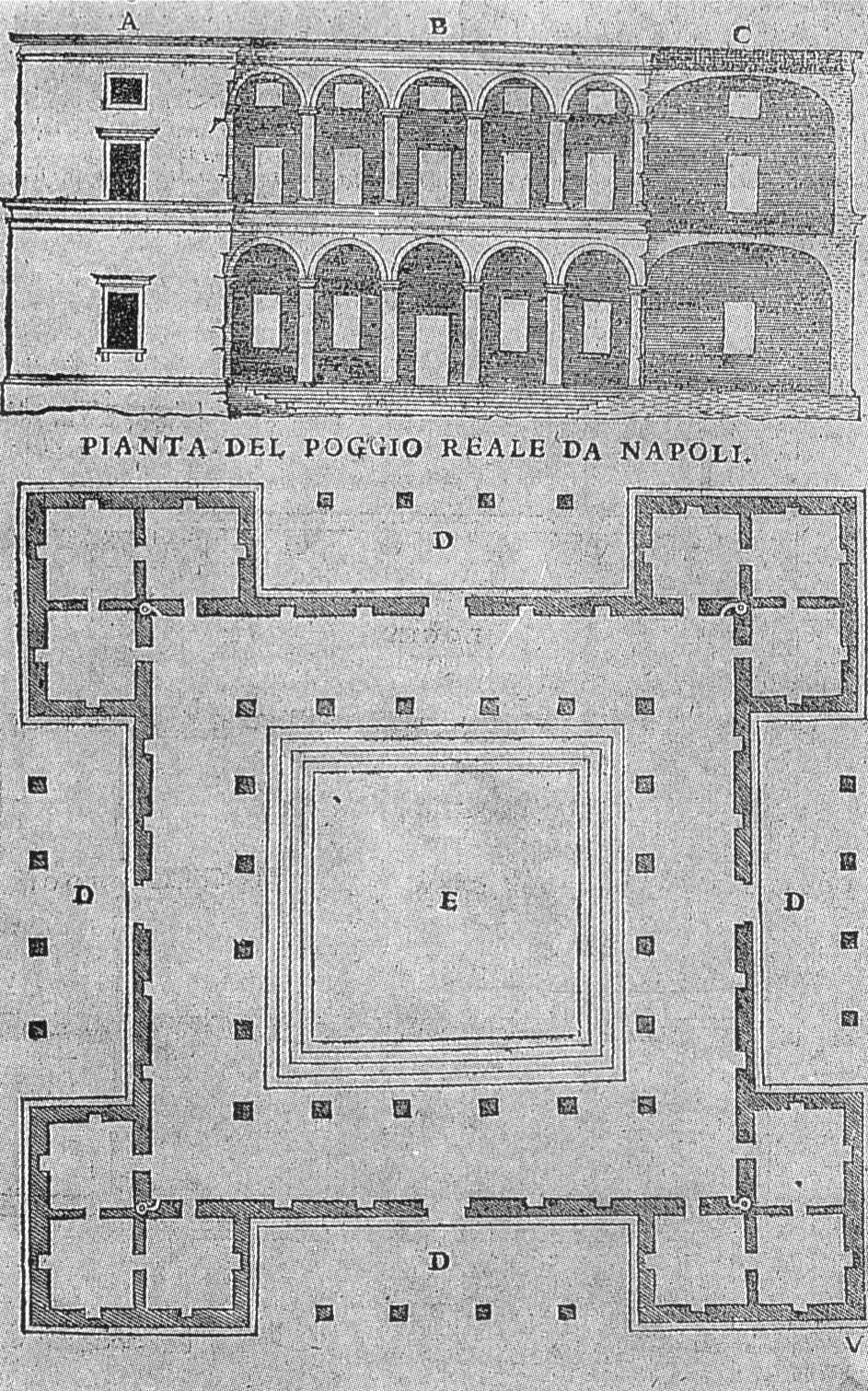
Sebastiano serlio, plans de la villa Poggio Reale, 1540.

La résidence royale de Poggio Reale fait également l’objet de visites d’architectes illustres tels que Baldassarre Peruzzi, qui laisse quelques croquis planimétriques de l’œuvre, aujourd’hui conservés dans le cabinet des dessins et des estampes du musée des Offices. Dans ses quatre livres, Sebastiano Serlio fait l'éloge de la qualité du projet et fournit également une représentation, très idéalisée, de l’implantation planimétrique de l'édifice, qui se présente comme un édifice typique des « délices » florentins. Roberto Pane, dans son texte sur l’architecture de la Renaissance napolitaine, en documente une partie de la résidence principale utilisée très probablement comme maison d'hôtes et dont, à l’heure actuelle, aucun vestige n’a été trouvé après les bombardements massifs et les altérations successives de la zone. Les jardins, avec des jeux d'eau, qui s’étendent jusqu’à la mer à travers un petit bois pour la chasse, sont réalisés par Frà Giovanni Giocondo vers 1490 avec l’aide de Pacello da Mercogliano. Cette villa a symbolisé pendant des siècles le principal chantier de la Renaissance napolitaine.

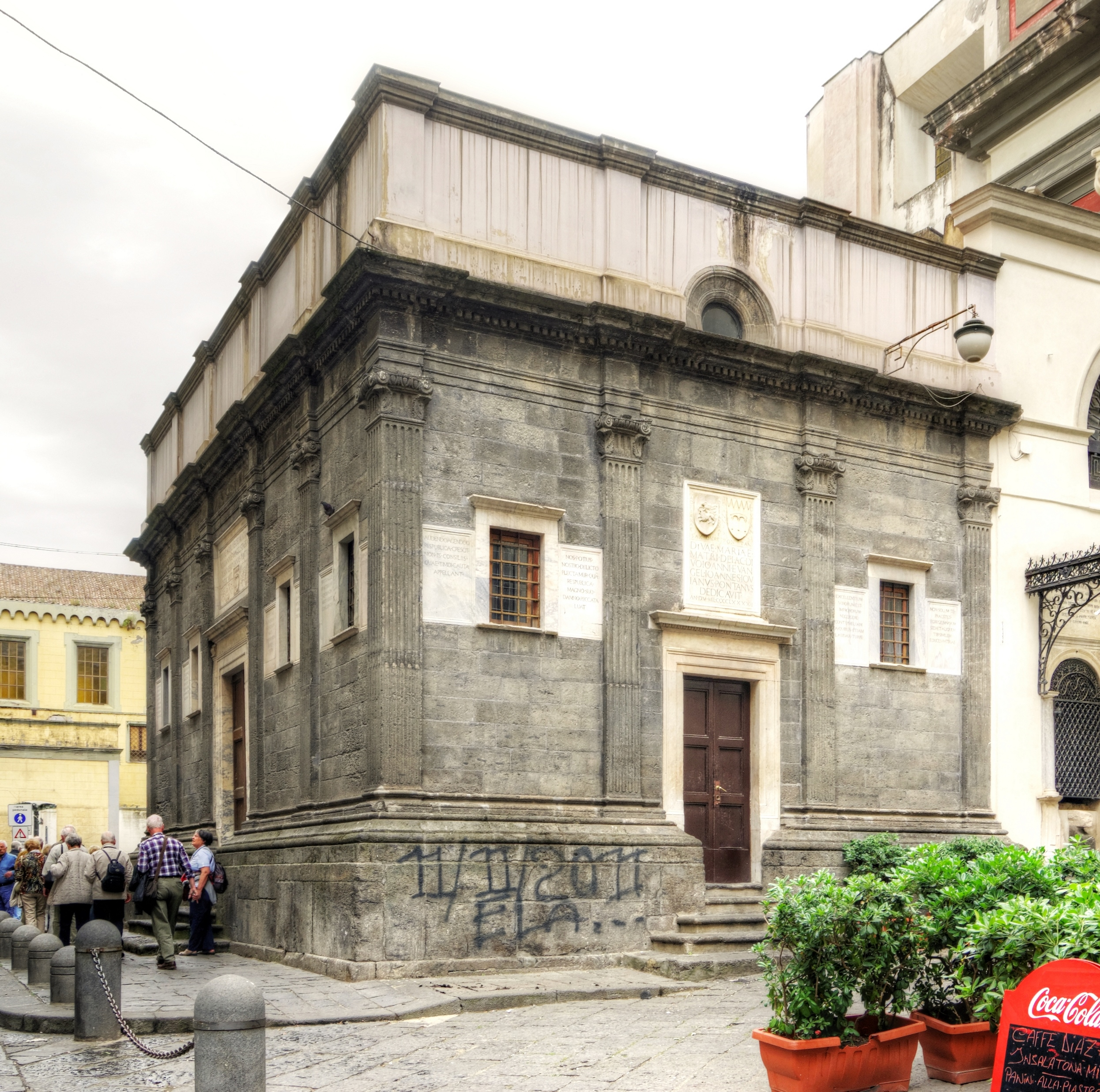
Chapelle Pontano.

La chapelle Pontano, via dei Tribunali, construite pour l'humaniste napolitain Giovanni Pontano, dont l'extérieur est remarquable par ses pilastres corinthiens, est aussi attribuée (avec incertitude) à Frà Giocondo.
En 1495 Charles VIII (roi de France) envahit le royaume et occupe temporairement Naples. À son départ, il emmène avec lui, Frà Giocondo et le jardinier Pacello da Mercogliano, qui amènent à la cour de France le jardin à l'italienne qui apparait alors dans la péninsule, ainsi que d'autres artisans et artistes qui travaillent à Naples, dont le sculpteur Guido Mazzoni qui contribue à la diffusion de la culture classique italienne et au développement de la Renaissance française.
Les « délices » d’Alphonse V deviennent également importants pour le langage des parements. Dans La Conigliera, il est fait un grand usage de piperno pour les murs et d'inserts en marbre pour les cadres de fenêtres. Cette approche bichromatique de la décoration des façades devient typique des nouvelles constructions jusqu’aux premières décennies du XVIe siècle. La combinaison des deux matériaux est due au fait que le piperno sculpté ne permet pas de rendre les ornementations avec une netteté absolue ; à l'inverse, il sert à souligner les éléments architecturaux, même lorsque les saillies sont peu prononcées.
La présence de Giuliano da Sangallo à la cour de Ferdinand Ier est fondamentale. Le roi demande à Laurent de Médicis la faveur de lui procurer un architecte pour la construction d’un somptueux édifice royal qui pourrait remplacer la construction médiévale du Castel Nuovo. Le choix se porte sur Sangallo qui fournit en 1488 au roi, le projet et le modèle du palais. Le dessin autographe de l’architecte existe toujours et est conservé à la Biblioteca Barberini. Le bâtiment, bien qu’il ne soit pas de plan central, se présente dans un carré, au centre duquel l’espace est exploité de manière à contenir un véritable amphithéâtre, avec des marches, dont le dégagement est donné par quatre escaliers. Cette solution pourrait avoir été suggérée par le donneur d’ordre sur la base de la cour couverte de Poggio Reale. D’une manière générale, l’immense construction de Sangallo aurait dû largement dépasser toute autre construction civile du XVe siècle. Selon Pane dans un passage de son texte sur la Renaissance napolitaine, le plan du Sangallo manifeste une complexité qui fait penser à Andrea Palladio. Des similitudes avec le projet napolitain sont également perceptibles dans un projet contemporain, jamais réalisé, pour la famille Scala della Gherardesca à Florence, dans lequel, Sangallo adopte un bâtiment très ouvert, avec une cour tout à fait similaire à celle de Ferdinand.
Dans les années 1470, l'Ombrien Guglielmo Lo Monaco réalise des portes de bronze pour l'arc qui montrent la victoire de Ferdinand sur les barons rebelles en 1462, l'attentat contre sa vie en 1460 et sa victoire contre les troupes de René d'Anjou lors des batailles d'Accadia et de Troia. Le programme est sans doute conçu par Bartolomé Facio dont les vers en latin accompagnent les six scènes de foule. Le style rappelle celui des miniatures contemporaines, avec des bordures héraldiques autour de chaque champ, ainsi que les reliefs classiques qui s'enroulent autour de la colonne Trajane et de la colonne de Marc-Aurèle.
À Naples, les deux Vierges à l'Enfant de Laurana, une pour l'église Sant'Agostino alla Zecca, réalisée lors du premier séjour napolitain de l'artiste, et l'autre, sculptée lors de son second séjour dans la ville pour la chapelle palatine du Castel Nuovo, sont des marqueurs de la Renaissance locale. Gagini réalise deux Tabernacles avec la Vierge et l'Enfant, toujours pour la chapelle palatine, et une sculpture sur le même sujet pour la basilique de la Sainte-Annonciation-Majeure de Naples.

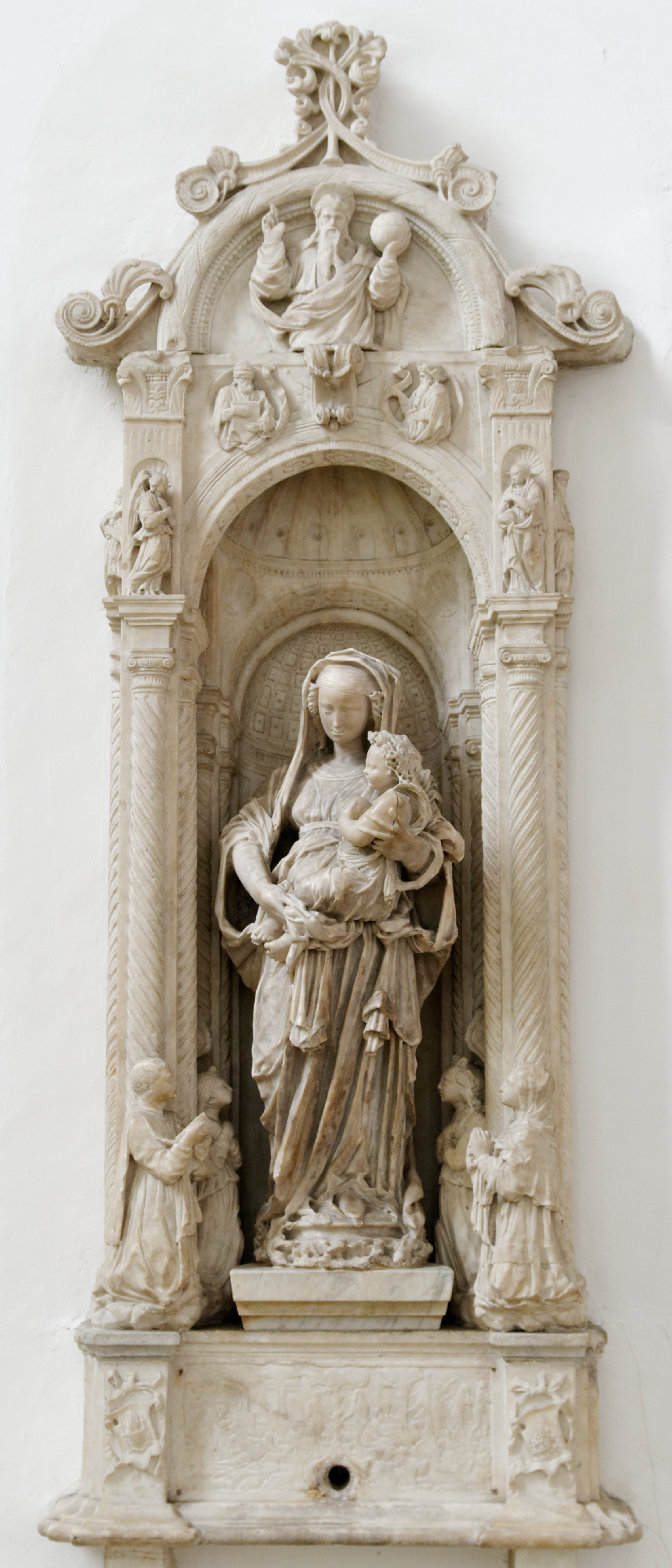
Domenico Gagini, Tabernacle avec la Vierge à l'Enfant, Musée civique de Castel Nuovo (Naples).
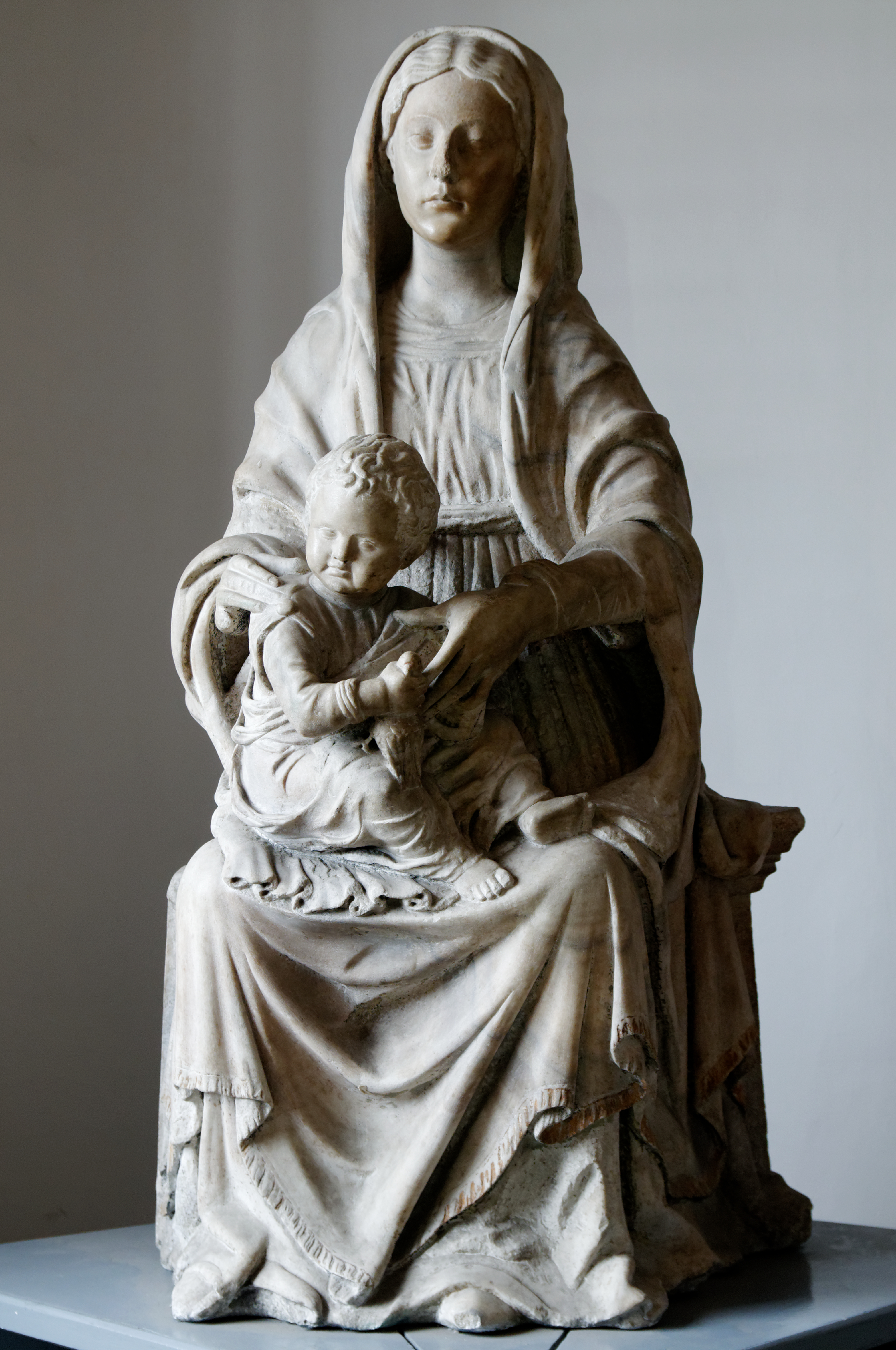
Francesco Laurana, Vierge intronisée avec l'Enfant de Sant'Agostino alla Zecca.

Le reste du royaume aragonais montre plutôt une propension très traditionaliste et arriérée pour les arts, notamment en raison de la structure sociale toujours liée à la féodalité et du manque de dialectique avec la cour de Naples. Par exemple, la cour du château de Fondi, rénovée en 1436, est encore marquée par des éléments de style gothique et espagnol, qui la font ressembler à un patio. En Sicile, après son essor sous les Angevins, il faut attendre la fin du XVe siècle pour trouver une interprétation locale de la Renaissance, liée avant tout à l'architecture de Palerme signée Matteo Carnelivari (église Santa Maria della Catena).

#### Girolamo Santacroce

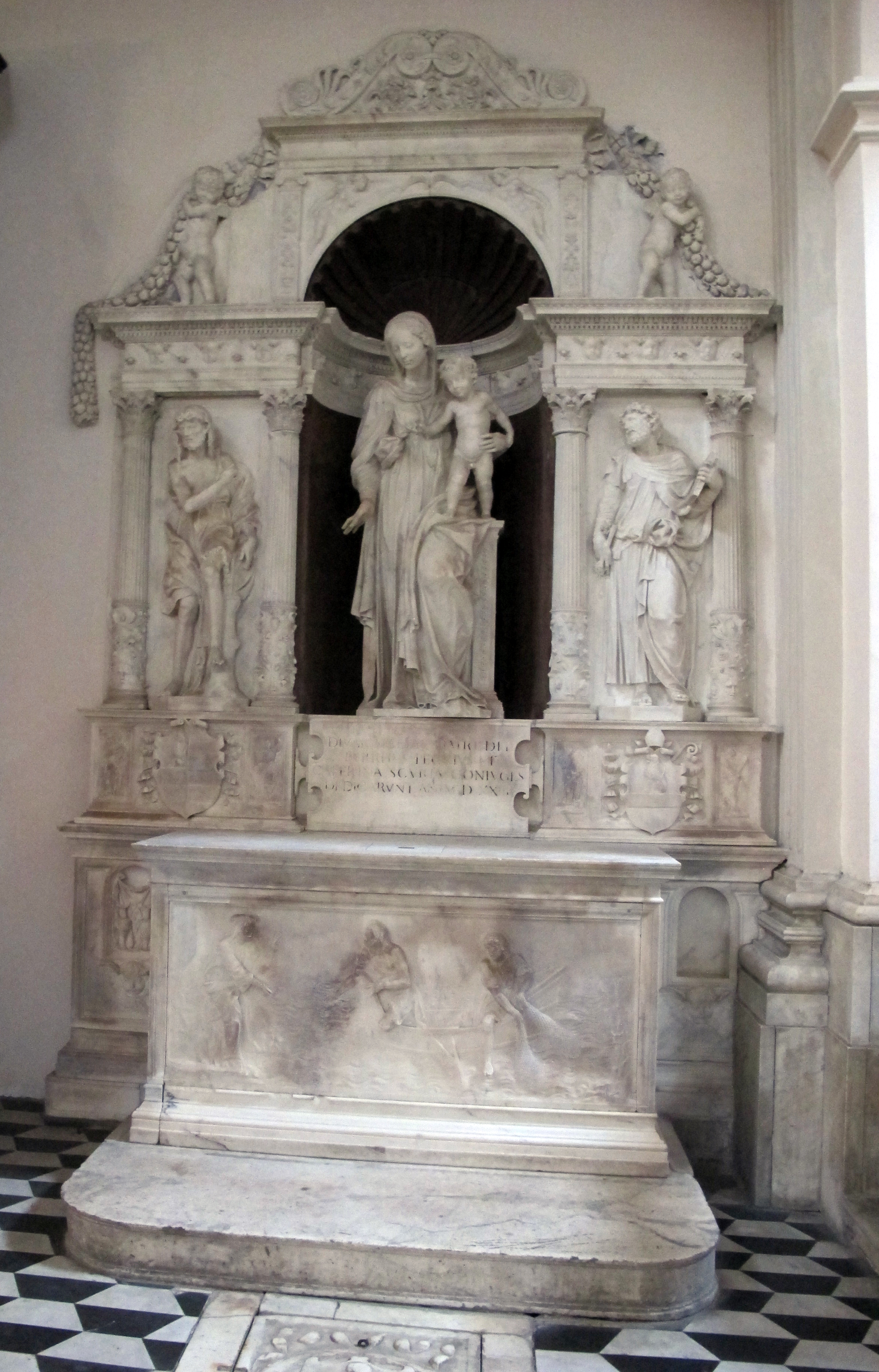
Girolamo Santacroce, Altare del Pezzo, 1524, église Sainte-Anne-des-Lombards.

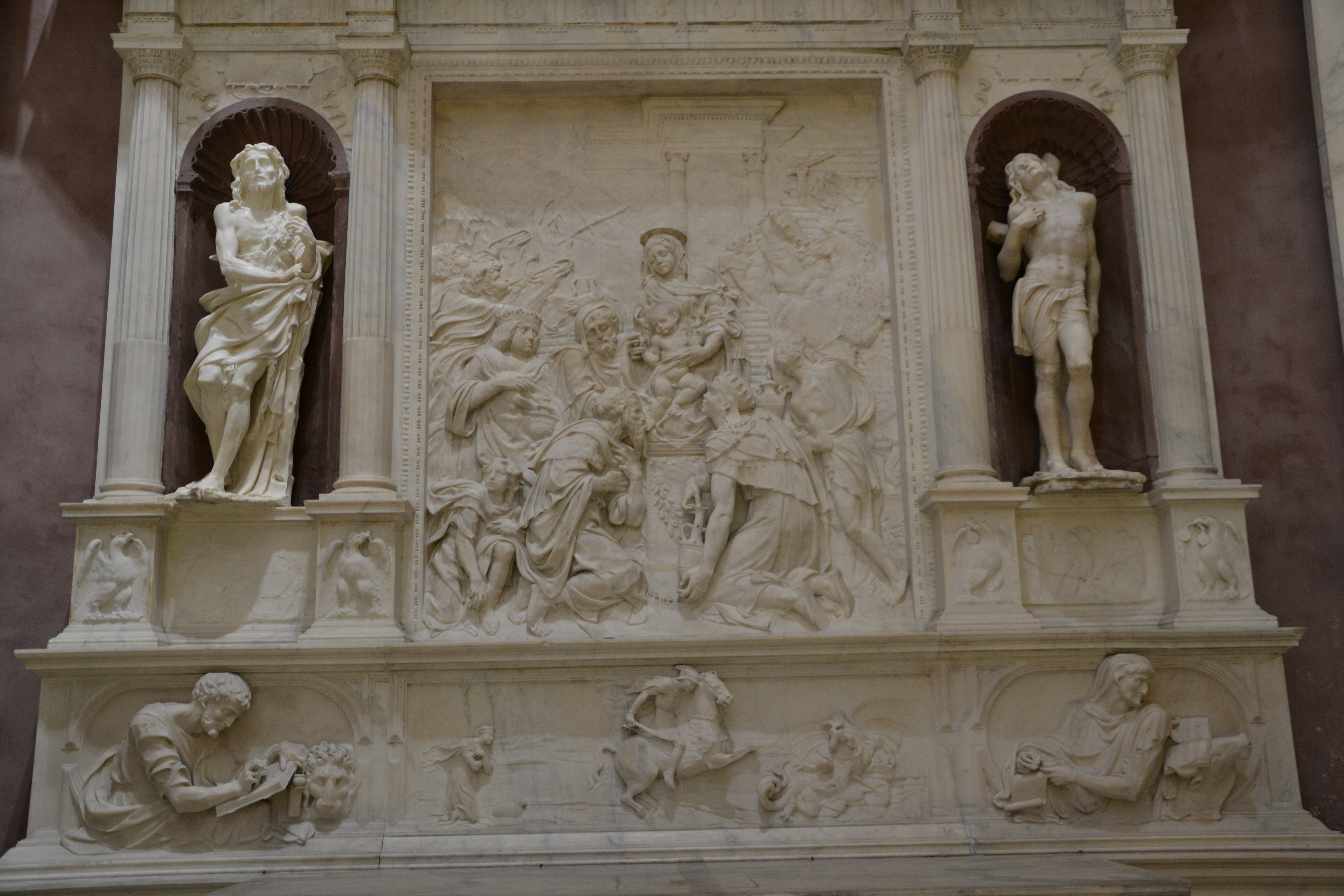
Diego De Siloé et Bartolomé Ordoñez, Retable de l'Epiphanie, église San Giovanni a Carbonara.

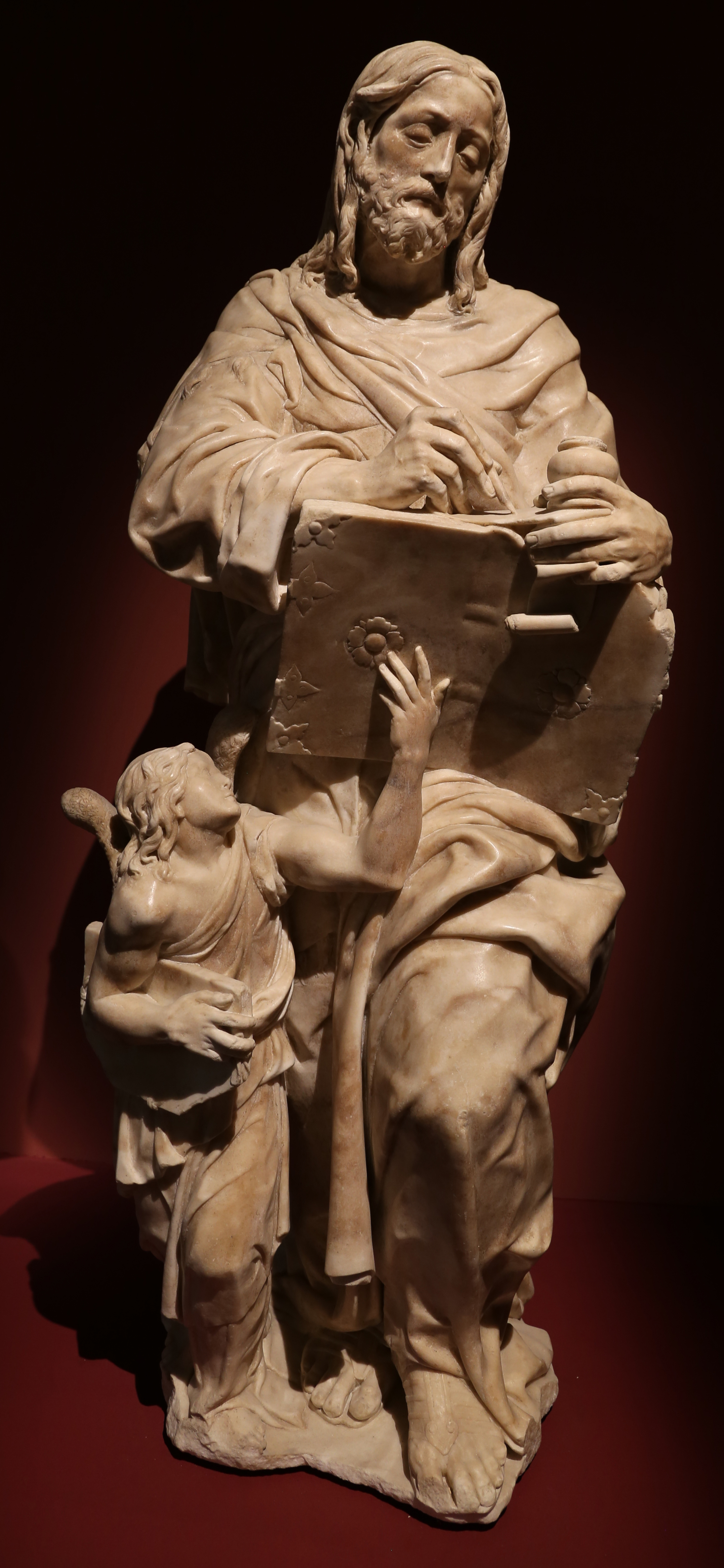
Bartolomé Ordoñez, Saint Matthieu et l’Ange, v. 1515-1516, église San Pietro Martire.

### Formation et présence de sculpteurs et d’architectes locaux éduqués au goût humaniste

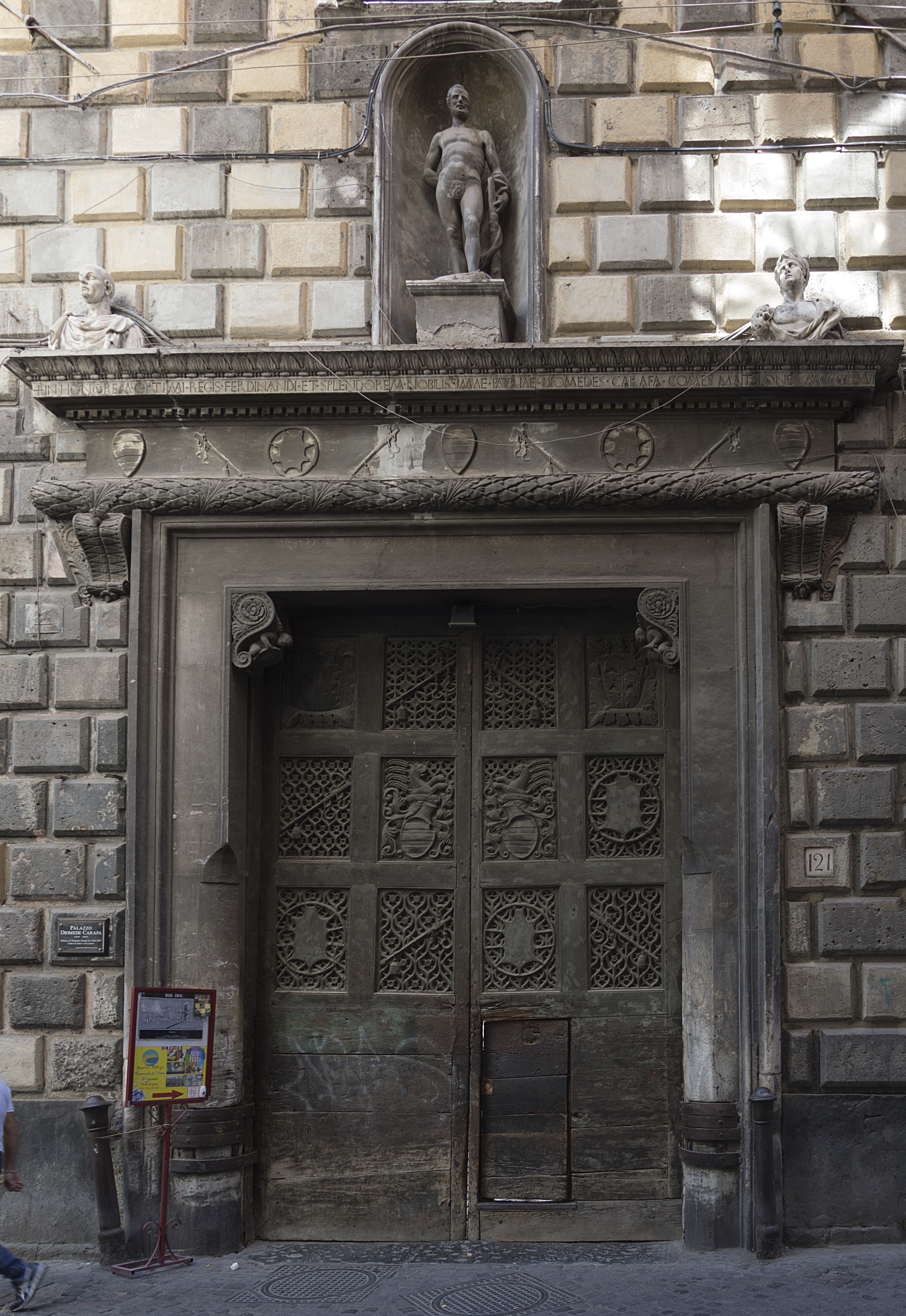
Portail du palais Diomede Carafa.

L’avènement de maîtres florentins et lombards, pionniers des nouvelles tendances du goût, se répand, surtout parmi les cours princières du royaume qui ressentent le besoin de gagner les faveurs de la nouvelle dynastie régnante. Après les premières tentatives de modernisation avec les portails du Palazzo Petrucci et du palais Diomede Carafa par les sculpteurs locaux, dès les dernières années de la décennie 1470, des sculpteurs et des architectes dominent, pleinement formés à ces tendances, qui ne négligent toutefois pas les expériences linguistiques antérieures de l’art catalan.
La présence dans la ville du natif de Côme Tommaso Malvito et l’arrivée dans la ville de Giuliano da Maiano sont documentées en 1484. Malvito a collaboré étroitement avec Francesco Laurana sur les chantiers de la Vieille Major de Marseille et du Castel Nuovo, mais est surtout connu pour avoir implanté à Naples l’un des ateliers les plus prolifiques pour la formation de nouvelles personnalités locales éduquées à la culture florentine et milanaise (ou bramantesque), dont son fils Giovan Tommaso Malvito, qui contribue à la maturation du style au cours des six premières décennies du siècle suivant. La formation de personnalités locales dans le monde de l’architecture et de la sculpture ne peut se dispenser des séquelles des expériences acquises dans le domaine franco-provençal et catalan. La présence d’une communauté locale riche et dense de tailleurs de pierres, de maçons et de maîtres-artisans provenant de la ville de Cava de' Tirreni et de la vallée de l’Irno est aussi importante. Outre le déjà connu Onofrio de Giordano, qui, comme maître d’œuvre, commence lentement, au début du XVe siècle, à s’imposer comme ingénieur et architecte expert dans la ville de Raguse en Croatie grâce aux intenses échanges culturels entre le royaume de Naples et les villes de l’Adriatique, et à son successeur Francesco de Giordano qui lui succède avec succès, des figures s'imposent, telles que Novello de Paparo et Novello da San Lucano.
Les informations relatives Novello de Paparo sont rares à cause de la perte de documents originaux d’archives remontant à la phase aragonaise. Son activité a pu être retracée par des transcriptions partielles de ces documents. On sait qu’il est né dans la plaine du Sélé, précisément à Eboli, et qu’il commence son activité comme maître d’œuvre pour ensuite se spécialiser et évoluer en tant qu’architecte. Dès 1472, il apparaît comme architecte de confiance de la famille Pignatelli dans un différend contre le sculpteur lombard Pietro de Martino relatif à la réalisation d’un tombeau à San Domenico Maggiore. En 1475-1476, il est impliqué dans la fourniture de matériel de construction pour l’hôpital de l’Annunziata et dans le chantier de Castel Capuano. En 1479, il épouse Agata di San Barbato, sœur d’un notable napolitain, ce qui le conduit à une ascension sociale et professionnelle, qui s’inscrit dans les droits de la Renaissance qui émancipent les activités libérales des activités manuelles à travers une formation rigoureuse et l’ascension dans la société comme professionnels libres. En 1488, il réapparait comme procureur de Scipione Pandone pour l’achat d’une maison qui devient plus tard le Palazzo Conca. À partir de la fin des années 1480, il est de nouveau actif à la cour aragonaise, ce qui témoigne de ses conditions économiques et sociales remarquables, pour la réalisation d’œuvres au Castel Capuano et à la Conigliera al Cavone.

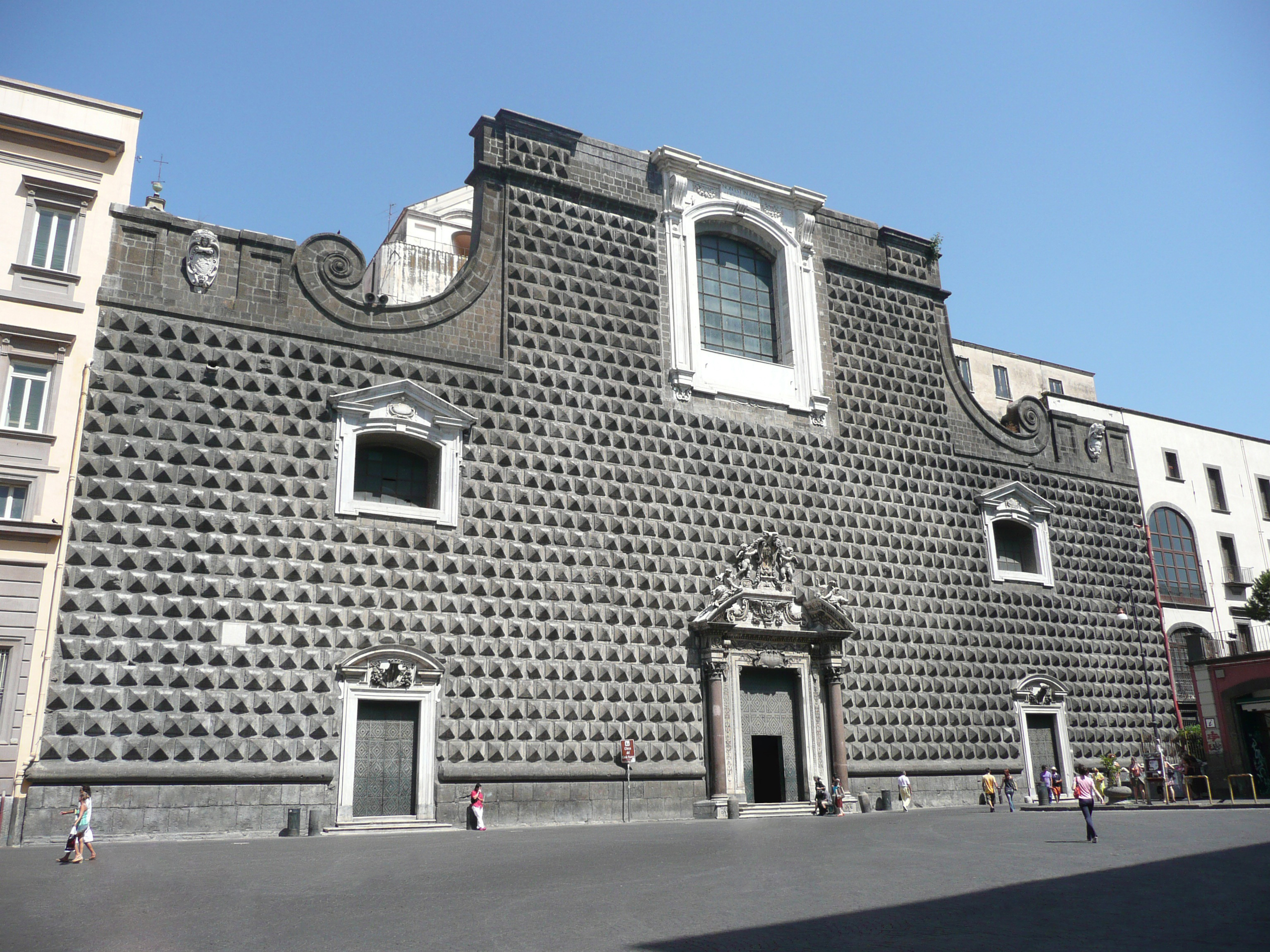
Façade du Palazzo San Severino, aujourd'hui celle de l'église du Gesù Nuovo de Naples.

Toujours du fait de la destruction des archives aragonaises, les informations sur Novello da San Lucano sont éparses, mais il est connu de la critique spécialisée pour avoir laissé sa trace dans la façade du Palazzo San Severino, son œuvre la plus connue. Ordonné frère, il contribue fortement au rajeunissement artistique du royaume à travers une connaissance profonde des échanges culturels intenses en Méditerranée. La façade du Palazzo San Severino, aujourd'hui celle de l'église du Gesù Nuovo de Naples, est révélatrice des contaminations qui ont lieu à la suite des contacts dans la région de l’Adriatique, atténuées par les expériences catalanes précédentes, comme la bande toroïdale de la base, et avec les expériences milanaises contemporaines proches des Sforza, qui sont entrés en contact avec Le Filarète. L’introduction dans l’architecture campanienne du bossage à pointe de diamant est une innovation figurative qui a comme précédant les tours circulaires du château des Sforza et qui s’étend progressivement à partir des années 1470 avec la résidence parthénopéenne des Sanseverino, puis dans le palais Sanuti Bevilacqua Degli Ariosti de Bologne (1472-1482) et dans le Palazzo dei Diamanti (1493), également à la suite d’alliances politiques délicates entre le royaume de Naples et les seigneuries du centre-nord de la péninsule. Un deuxième bâtiment est construit dans le quartier de la Selleria avec des caractéristiques similaires, mais dont il n'en reste aujourd’hui aucune trace après la démolition du Risanamento (Naples).

### Phase transitoire au nouveau siècle et débuts de Giovan Francesco Mormando

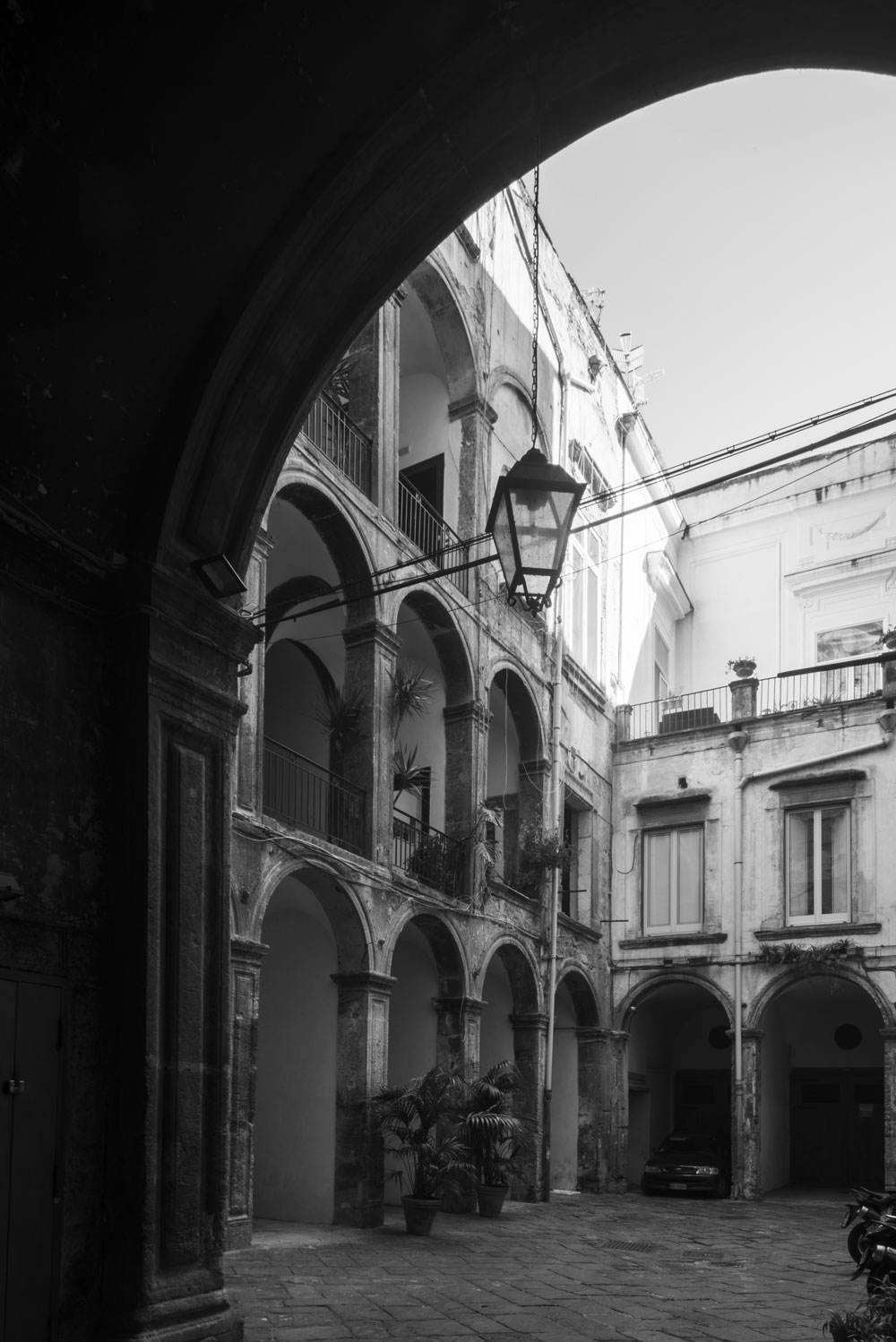
Exemple de cour tardive au centre du palais d’Afflitto.

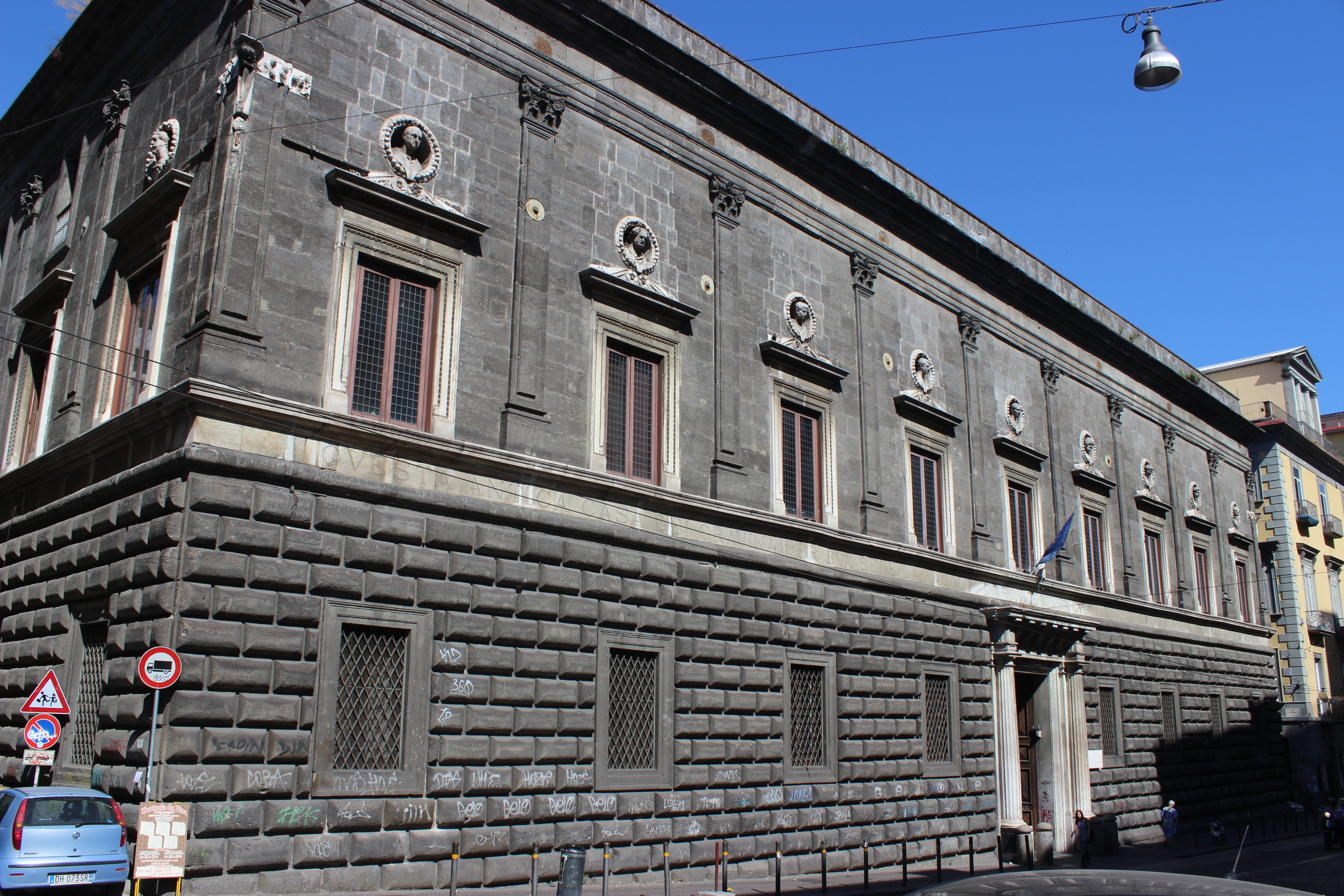
Façade du Palazzo Orsini di Gravina.

À la fin du XVe siècle, le ferment culturel parthénopéen, et du royaume en général, atteint son apogée, grâce aussi aux suites de la Conjuration des barons qui voit le renforcement de la dynastie royale sur le territoire. De jeunes protagonistes suivent la voie tracée par les premières délégations d’artistes et d’architectes toscans et lombards appelés à la cour. Aujourd’hui, beaucoup d’entre eux sont encore plongés dans l’anonymat historiographique le plus profond, dû aussi aux destructions massives lors de la guerre du très riche fonds aragonais conservé aux Archives d’État. Des traces de ces noms, bien qu’avec des inventions de caractère hagiographique, sont rapportées dans les ouvrages de Bernardo de Dominici.
Deux noms émergent, ceux de Gabriele d’Agnolo et de Giovanni Francesco Mormando. Les informations relatives à Gabriele d’Agnolo sont particulièrement maigres, il est mentionné la première fois dans l’historiographie artistique du XVIe siècle de Benedetto Di Falco qui écrit « Gabriel d’Angelo napolitain fabriqua avec un magistère admirable le palais de l’illustre duc de Gravina avec des chambres basses confortables comme le palais de Frenesi à Rome à la cour Savella ». Son œuvre est décrite, même si ce n’est pas de manière scientifique, par Bernardo de Dominici au siècle suivant. Il reste, comme pour Novello da San Lucano, lié à son œuvre la plus connue, le Palazzo Orsini di Gravina. Bien qu’il s’agisse d’une œuvre des premières décennies du XVIe siècle, elle est considérée, par Roberto Pane, comme la dernière du siècle précédent pour ses caractéristiques de composition selon des schémas non encore retrouvés dans le classicisme du XVIe siècle.
Le palais, qui à l’origine était bâti en en C, dispose d'une cour soutenue par des arcades d’ordre toscan, doublée en contre-façade par un second ordre d’arcades, cette fois aveugles, d’ordre composite et entrecoupées de fenêtres en piperno et de niches en marbre blanc. Les façades, tant latérales que principales, présentent une cloison horizontale délimitée par un entablement continu en marbre. Le rez-de-chaussée est recouvert d'un parement en piperno, brisé par les cadres de fenêtres ensoleillées, un héritage des compositions de façades typiques du XVe siècle.
Il est également comparable au Palazzo Marigliano, pour lequel Pane avance l’hypothèse de la présence de Giovanni Francesco Mormando, derrière la figure obscure d’Agnolo. Giovan Francesco Mormando, est l’autre personne clé du passage des formes purement du XVe siècle à la maturité de la Renaissance. Pour Roberto Pane, Mormando reste un architecte occasionnel et un facteur d'orgues très apprécié. Sur cette base, on peut supposer qu'il se forme d’abord comme facteur d’orgues puis, à partir des années 1480, en tant qu’élève de Giuliano da Maiano, qui lui apprend les notions d’architecture. Cette étrange combinaison de deux activités complètement différentes peut avoir contribué à l’ascension rapide de l’architecte Mormando : au XVe siècle, l’architecture est enseignée dans la tradition classique, en l’associant à la musique à travers le filtre de la culture néoplatonicienne de Marsile Ficin. La construction de l’orgue de l’église Sainte-Marie-de-la-Paix de Rome, où il put observer le travail de Bramante, est à ce titre significative.

## Peinture auXVesiècle

### Contexte

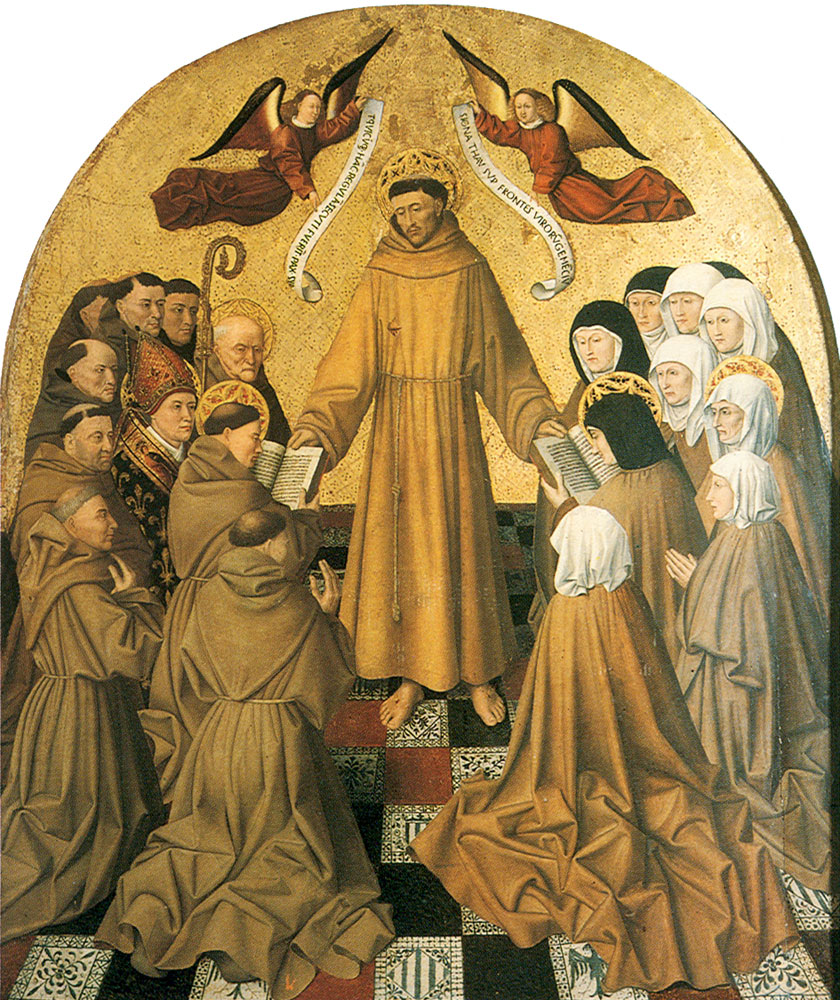
Colantonio, Saint François d'Assise remettant la règle à ses disciples, vers 1440-1470, musée de Capodimonte.

La position culturelle de la Bourgogne au XVe siècle contribue largement à influencer la peinture napolitaine et méridionale, devenant le lien entre l’Europe du Nord et le monde méditerranéen. Le naturalisme flamand, qui se montre réceptif à l’apparence multiforme de la réalité, ne dédaignant pas la représentation du faste et de la richesse, est plus facilement acceptée dans les cours européennes .
Les routes commerciales et les stratégies politico-militaires établies dans la dernière période angevine et plus tard par Alphonse d’Aragon contribuent à leur diffusion. La domination française contribue à faire affluer dans la capitale des modes et des styles provenant de France, notamment de Provence. René d’Anjou, considéré comme le grand mécène de son temps, se fait le promoteur des innovations artistiques flamandes et bourguignonnes. La formation de Colantonio a lieu pendant son règne, qui devient la référence de la peinture méridionale dans la seconde moitié du XVe siècle. Les expériences flamandes sont pleinement percevables chez Colantonio, au point que Pietro Summonte, dans une lettre, cite ces influences liées également à des voyages de formation.
Le règne de René d’Anjou (1435-1442) est significatif pour l’art napolitain du début du XVe siècle, qui fait bénéficier la ville, aux horizons culturels déjà vastes, de son goût personnel. René d'Anjou a la réputation d'être un artiste accompli et, d'après Pietro Summonte, a étudié la peinture flamande. La scène artistique est dominée par les influences franco-flamandes en raison des routes politiques et commerciales qui passent par la ville. Durant cette période très courte et intense, parrainée par le roi en tant que mécène de plusieurs artistes de la cour, la conjoncture Nord-Sud parvient à son apogée, à savoir la rencontre des voies méditerranéennes et flamandes qui concerne une grande partie du bassin méditerranéen occidental, y compris les régions de transit non côtières, et dont l’épicentre est Naples. De nombreux artistes flamands arrivent à Naples, le plus représentatif étant Barthélemy d'Eyck, connu pour être le peintre de cour de René d'Anjou, qui installe à Naples une école de peinture où se forme Colantonio, le maître d’Antonello de Messine.
Le passage des Angevins aux Aragonais confirme une orientation répandue dans les cours du continent, qui reconnaissent une certaine continuité de style et de goût entre le gothique international et la peinture flamande, négligeant la peinture italienne.
En 1431, alors qu'il est roi de Valence, Alphonse V envoie Lluís Dalmau, son peintre de cour, en Flandres avec le tapissier Guillem d'Uxelles, afin qu'il apprenne à faire des cartons de tapisserie à la manière flamande. Il y serait arrivé juste à temps pour voir l'achèvement et l'exposition publique du retable de L'Agneau mystique exécuté par Hubert et Jan van Eyck. À son retour, cinq années plus tard, il peint des œuvres influencées par les maîtres flamands. Le roi apprécie les œuvres de style hispano-flamand. Il acquiert un premier tableau de Jan Van Eyck quand Jacomart travaille à son retable. Le sujet lui importe peu, il veut juste posséder une œuvre du maître. Un marchand de Valence trouve un Saint-Georges et le Dragon en vente à Bruges, le fait expédier à Barcelone, d'où il est envoyé à Naples en 1444. Aujourd'hui perdu, il suscite l'enthousiasme de Pietro Summonte, écrivain du XVIe siècle, qui indique dans une lettre de 1524 qu'il comporte un paysage avec une petite figure de la princesse secourue, une ville au loin et une vue de la mer, ainsi qu'un détail de bravoure, typique de la maîtrise de Van Eyck, le dragon, mortellement blessé à la gueule par une longue lance, se reflètant dans l'armure de la jambe gauche de saint Georges, le saint protecteur du roi.
Ce n’est donc pas un hasard si des œuvres de maîtres flamands tels que Jan van Eyck et Rogier van der Weyden circulent dans le royaume, des références significatives, avec des figures catalanes et valenciennes, dans la formation et la maturation culturelle de Colantonio, bien visible dans Saint François d'Assise remettant la règle à ses disciples et dans son interprétation du thème de Saint Jérôme dans son cabinet, les deux faisant partie du polyptyque pour la basilique San Lorenzo Maggiore et aujourd’hui conservés au musée de Capodimonte.
Alphonse V possède également une Adoration des mages de Van Eyck qui orne l'autel de la chapelle Santa Barbara dans son palais de Castel Nuovo. Des œuvres de Van der Weyden ornent la grande Sala del Trionfo au Castel Nuovo, formant une magnifique toile de fond pour les allées et venues de la cour et éveillant la célèbre piété d'Alphonse.
Le De viris illustribus de Bartolomé Facio comporte un chapitre sur les peintres qu'Alphonse V considère comme les meilleurs de son époque : Jan Van Eyck et Rogier van der Weyden, Pisanello, et Gentile da Fabriano, mort en 1428, qui a travaillé pour Pandolfo III Malatesta à Brescia, à la cour papale et à Florence.
Le changement politique amplifie les échanges culturels en Méditerranée. Les territoires napolitains sont impliqués dans des échanges très étroits avec les autres territoires de la couronne aragonaise ; des artistes catalans et espagnols, peintres et architectes notamment, viennent à Naples, amenés par Alphonse V, parmi lesquels le Valencien Jaume Baçó Escrivà, dit maître Jacomart, qui réside dans la ville à plusieurs reprises de 1442 à 1446. Dans ces mêmes années, le maître français Jean Fouquet est aussi présent. Le Véronais Pisanello arrive à Naples à la fin 1448 et est nommé membre de la maison du roi en février 1449 avec un salaire de 400 ducats.

### Jacomart

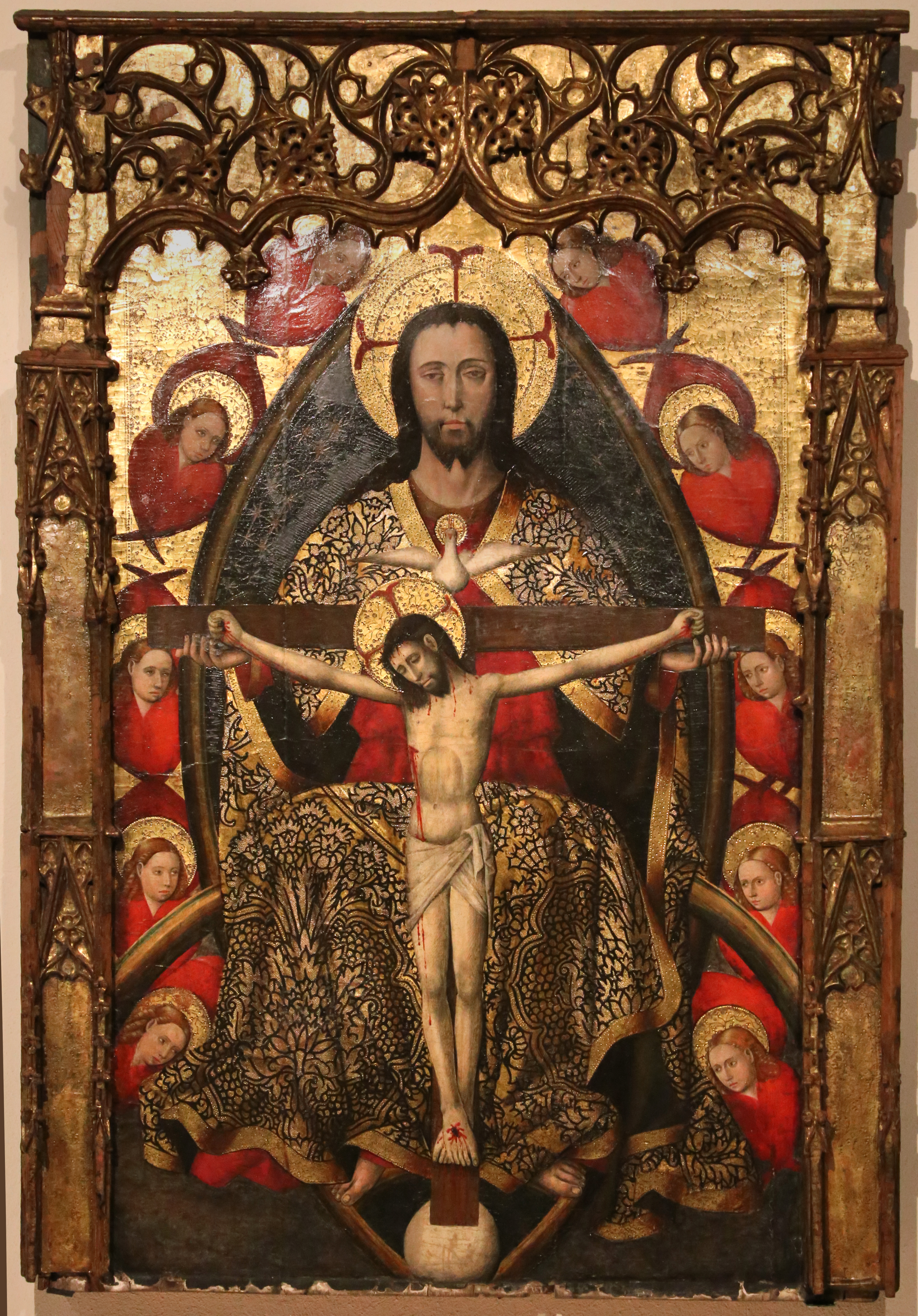
Jacomart, Trinité, v. 1450, palais des Beaux-Arts de Lille.

La première commande napolitaine d'Alphonse V est confiée à Jaume Baçó Escrivà, connu sous le nom de Jacomart, que le roi voulait déjà faire venir alors qu'il campait devant Naples en octobre 1440. Peu après sa conquête triomphale, il lui fait peindre un retable pour une chapelle de style classique, qu'il fait ériger sur le Campo Vecchio pour marquer le site où lui et ses troupes ont campé aux portes de la ville. La Vierge y apparait au roi dans sa tendre majesté. Œuvre d'art parmi celles les plus prisées du roi, il la fait porter lors des cortèges annuels commémorant son entrée dans la ville. Ce retable illustre l'alliance très espagnole, caractéristique d'Alphonse, de religiosité dévote et de conviction militaire. Il est détruit en même temps que l'église au XVIe siècle.
Le style « international » de Jacomart est le produit de l'école de Valence : formel, gracieux et d'une grande splendeur décorative. Il est conforme au goût connu d'Alphonse pour les images de dévotion, qui souhaite des œuvres spirituelles délicates, ayant de plaisantes qualités décoratives, associées à des détails naturalistes agréables : brocarts ravissants, décoration sculpturale peinte et joyaux étincelants à côté de figures élégantes et raffinées. Il est également influencé par la technique et le style flamands qui sont alors en vogue en Espagne et qu'il admire beaucoup.

### Leonardo da Besozzo et Perinetto da Benevento
Leonardo da Besozzo, principal peintre de cour d'Alphonse V en 1449, qui a travaillé pour le régime angevin précédent, sert le roi jusqu'en 1458. Il réalise les fresques des palais et des églises du roi, enlumine ses chartes et ses livres et décore son armure. Il est l'un des trois peintres qui décorent 920 étendards et bannières pour le banquet célébrant la naissance du petit-fils d'Alphonse. Perinetto da Benevento reçoit aussi de nombreuses commandes, dont un cycle de fresques illustrant Les Sept Joies de la Vierge. Tous deux travaillent dans la tradition de Giotto et de Pietro Cavallini dont les œuvres napolitaines ont rendu la ville célèbre au XIVe siècle.

### Colantonio

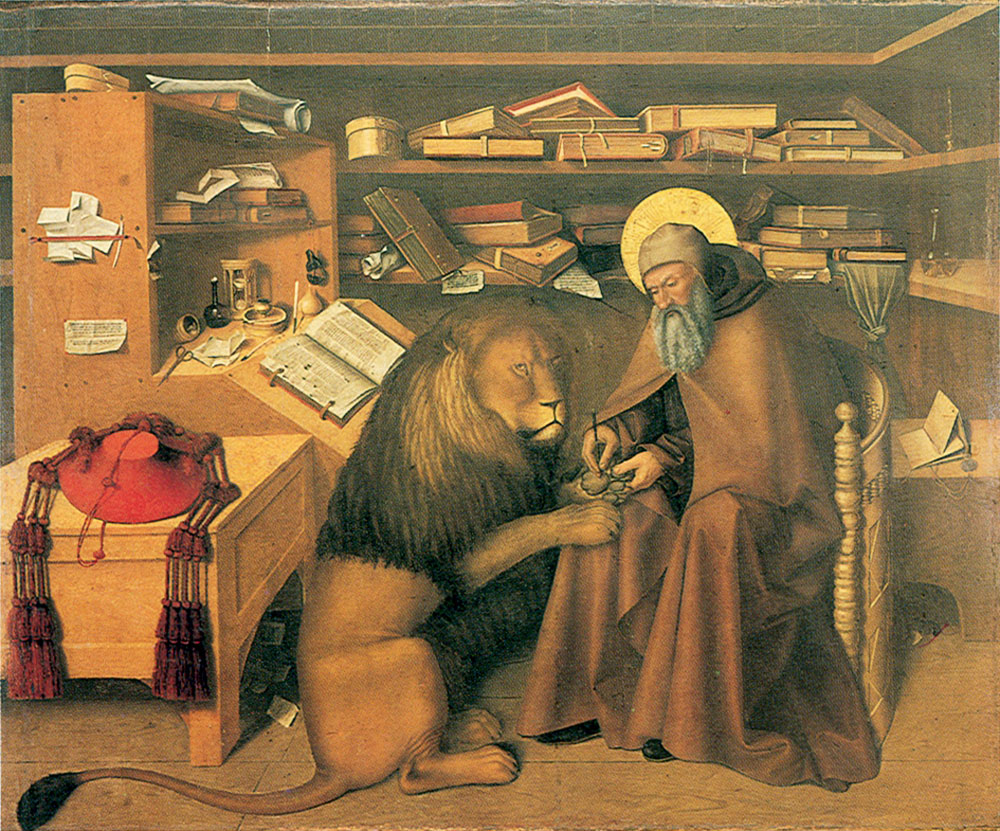
Colantonio, Saint Jérôme dans son cabinet, musée de Capodimonte.

Le principal artiste local de cette période est Colantonio dont les œuvres traduisent sa capacité à assimiler les différentes cultures présentes dans la ville. Certains auteurs avancent que Colantonio pourrait avoir appris la technique flamande du roi lui-même. Une œuvre telle que Saint Jérôme dans son cabinet (vers 1444) se réfère à la peinture flamande et révèle sa maîtrise de l'illusion eyckienne. Il y use d'effets de trompe-l'œil (le morceau de parchemin plié et corné, épinglé à l'étagère, les lettres accrochées au mur). L'effet « naturaliste » s'exprime dans le désordre des livres empilés, le rendu minutieux des accessoires et l'étui en forme de viole contenant les lunettes du saint. Dans Saint François donnant la règle de l'ordre, œuvre ultérieure (vers 1445), les différentes influences catalanes sont déjà assimilées, comme l'indiquent le sol à la verticale, les traits expressifs et les plis rigides et géométriques des vêtements.
En plus d’Antonello de Messina, d’autres peintres moins connus de ce contexte culturel comme Angiolillo Arcuccio et Buono de Buoni se sont formés dans l’atelier de Colantonio.

### Antonello de Messine

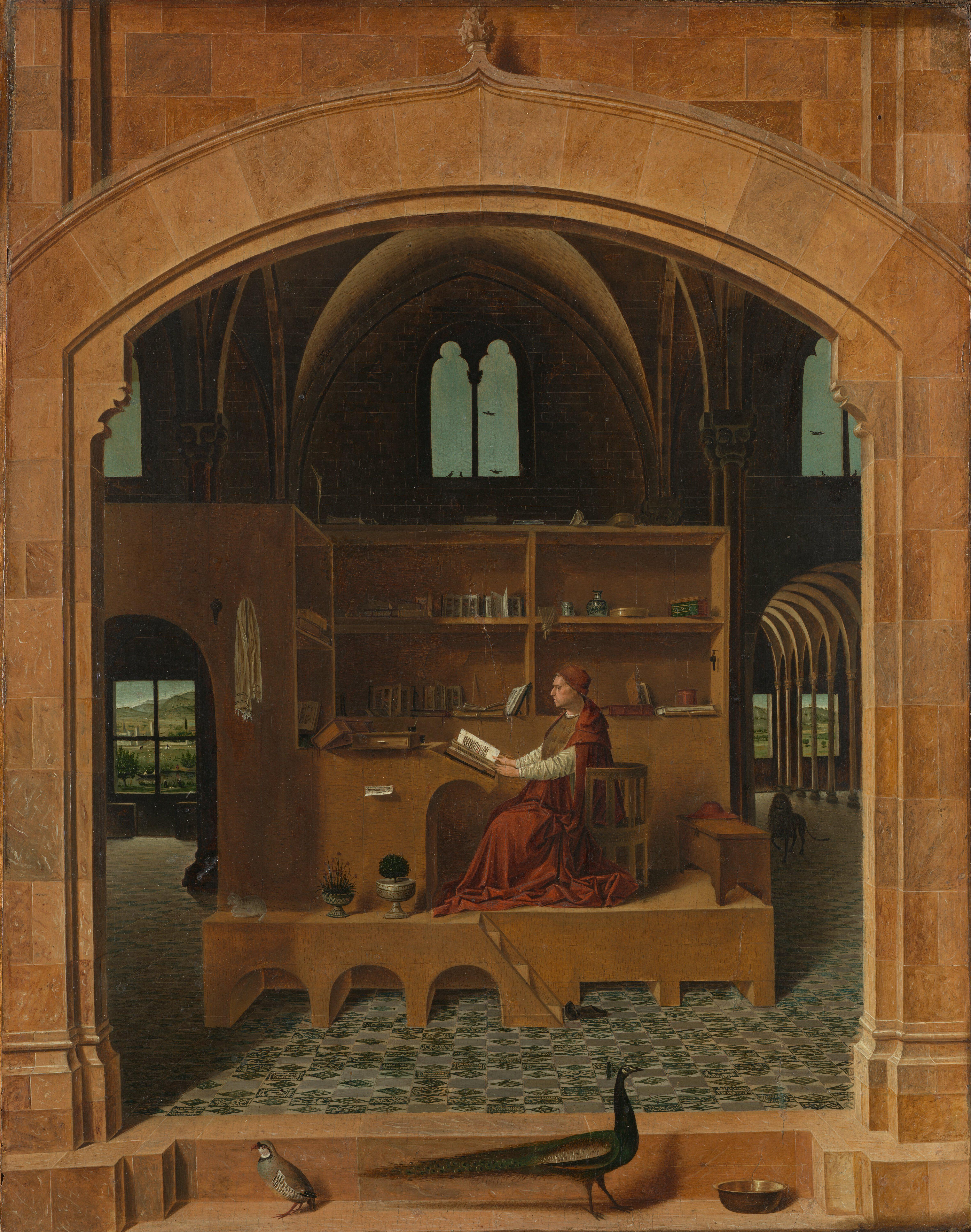
Antonello de Messine, Saint Jérôme dans son étude, National Gallery, Londres.

Même en peinture, l'approche des pratiques de la Renaissance est progressive. Elle est peut être pleinement perçue chez le plus grand maître du sud de l'Italie du XVe siècle, Antonello de Messine, formé à Naples chez Colantonio.
Ses premières œuvres, comme le Salvator Mundi, témoignent d'une adhésion aux styles flamands et bourguignons, notamment en ce qui concerne l'iconographie, la technique d'exécution et les types physiques des personnages, tandis que l'aspect monumental de ceux-ci et les valeurs spatiales sont typiquement italiens. Antonello fait un pas en avant en recentrant la culture centro-italienne et florentine d' Andrea del Verrocchio et Masaccio, et en abordant progressivement les recherches spatiales et lumineuses de Piero della Francesca et des peintres flamands, comme Jan van Eyck et son contemporain Petrus Christus. Des Flamands, il ramène en Italie la typologie des portraits de trois quarts, plutôt que de profil, qui accentue à la fois les composantes psychologiques et humaines du visage.
Le meilleur exemple de cette extraordinaire synthèse entre différentes écoles picturales est peut-être le Saint Jérôme dans son étude, peint en Sicile, où à la richesse flamande des détails et à la multiplication des sources de lumière, il ajoute une construction spatiale complexe, avec un faux cadre qui sert de lien entre le spectateur et le saint, en plus de l'interprétation humaniste du thème avec le saint représenté comme un savant. La lumière, qui entre par la fenêtre au premier plan suit les lignes de perspective, permettant de prendre la mesure de l'espace et focalisant l'attention sur le cœur de la peinture.
Sa Vierge de l'Annonciation, synthèse remarquable de géométrie et de naturalisme, avec une douce utilisation de la lumière, figure aussi parmi ses dernières œuvres produites à l'intérieur des frontières du royaume d'Aragon. Antonello voyage ensuite dans la péninsule, notamment à Venise, où sa confrontation avec Giovanni Bellini est à l'origine d'un renouveau dans la peinture des sujets sacrés.

## Urbanisme auXVesiècle

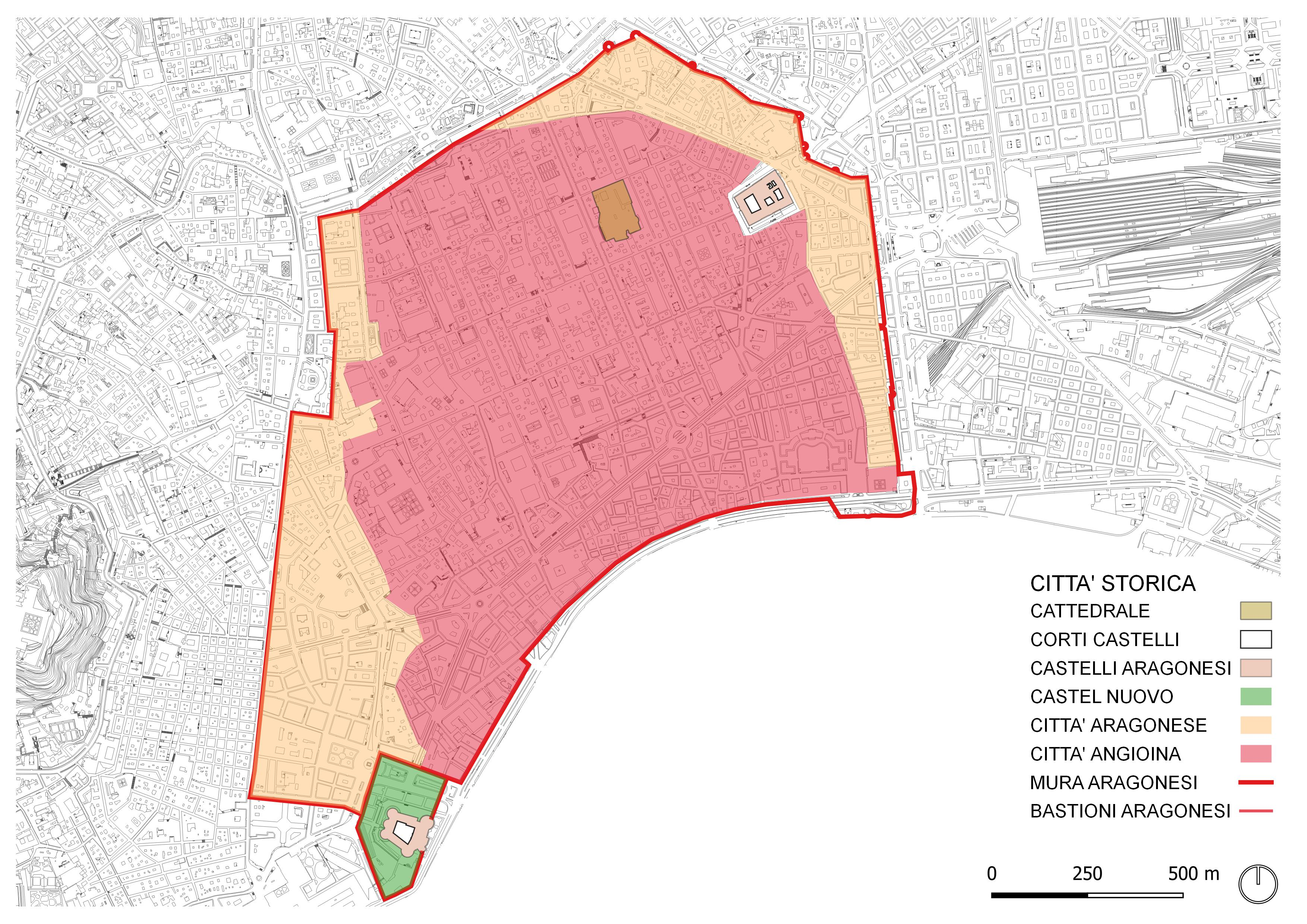
Extension de Naples au XVe siècle (en jaune).

Lors du passage d’une dynastie à l’autre, la capitale du royaume ne subit pas de grands changements urbains. La cité angevine était structurée sur la cité gréco-romaine et byzantine-ducale. Le rôle de Naples en tant que grande place commerciale s’est consolidé au cours du XIVe siècle et la ville compte environ soixante mille habitants. Avec l’affirmation de la dynastie aragonaise, en particulier avec Ferdinand Ier qui promet des privilèges aux marchands locaux et étrangers comme les Espagnols, les Génois, les Florentins et les Milanais, le renouveau général conduit au doublement de la population à la fin du XVe siècle, qui atteint les cent mille personnes. L’augmentation de la population entraîne la réorganisation urbaine de la capitale qui élargit sa superficie de construction d’environ deux cents hectares avec une réorganisation globale de l’enceinte, qui englobe à l’intérieur du circuit défensif tous les terrains au nord-ouest autour de Castel Nuovo et toute la zone à l’est dans la campagne vers Poggio Reale. Les traces des tours de défense entre la via Rossaroll et le château du Carmine sont des signes des agrandissements défensifs.
Le projet de rénovation des systèmes défensifs urbains est confié à Giuliano da Maiano qui conçoit la nouvelle Porte Capuana et le déplacement plus loin de la Porta Forcella qui devient la Porta Nolana. L’expansion vers l’est est aussi justifiée par l’assèchement des marais de Sant’Anna et de Poggio Reale ; les terrains sont transformés en ce qui est appelé « le potager de la ville ».
La création de deux résidences royales, la Duchesca derrière Castel Capuano et à l’intérieur du périmètre défensif, et la villa Poggio Reale juste à l’extérieur de Porta Capuana, est également favorisée. La réorganisation de la citadelle militaire de Castel Nuovo est organisée par l'important architecte et ingénieur militaire Francesco di Giorgio Martini, qui est probablement responsable de l’extension de la défense de la ville vers le nord-ouest.

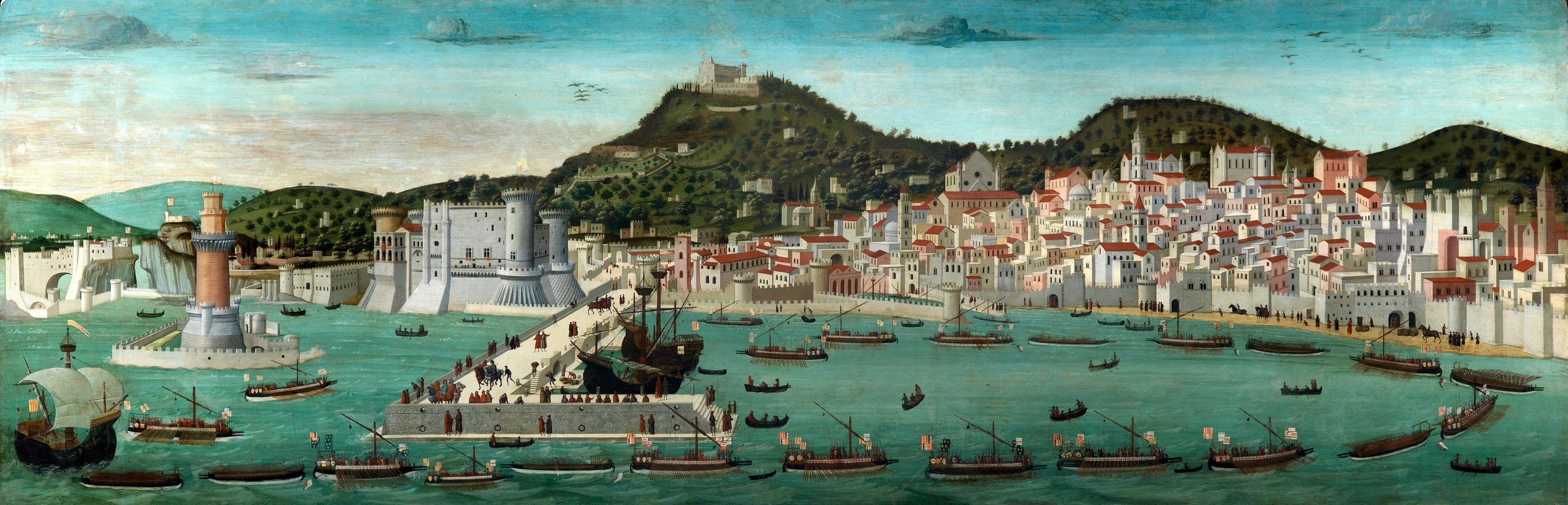
La Tavola Strozzi, 1472, musée San Martino, Naples.

Alphonse II de Naples conçoit un vaste plan d'urbanisme pour la ville destiné à unifier les interventions dispersées de son prédécesseur, à régulariser le tracé romain et à effacer les superfétations médiévales. Le plan hippodamien devait voir le jour qui aurait fait de Naples, dans les intentions des concepteurs, la « ville la plus élégante et policée [...] de toute l'Europe ». Ce plan n'a pas été mis en œuvre en raison de la brièveté du règne du souverain (1494-1495) et ses successeurs, souffrant d'un environnement instable en raison des révoltes baronniales récurrentes, préfèrent se consacrer à des travaux militaires, comme élargir les murs, initiative d'Alphonse quand il est encore duc de Calabre, ou construire des châteaux dans la région. L'aspect de Naples à la fin du siècle est connu par la Tavola Strozzi (vers 1472, musée San Martino), où la ville est vue de la mer et apparait complètement entourée de murs à tourelles qui relient les deux forteresses de Castel Nuovo à l'ouest et du château du Carmine à l'Est. Les portes de la ville sont purement fonctionnelles du point de vue de la défense, à l'exception de la Porta Capuana, inspirée d'un arc de triomphe, et qui mène à Poggio Reale.

## Médailles

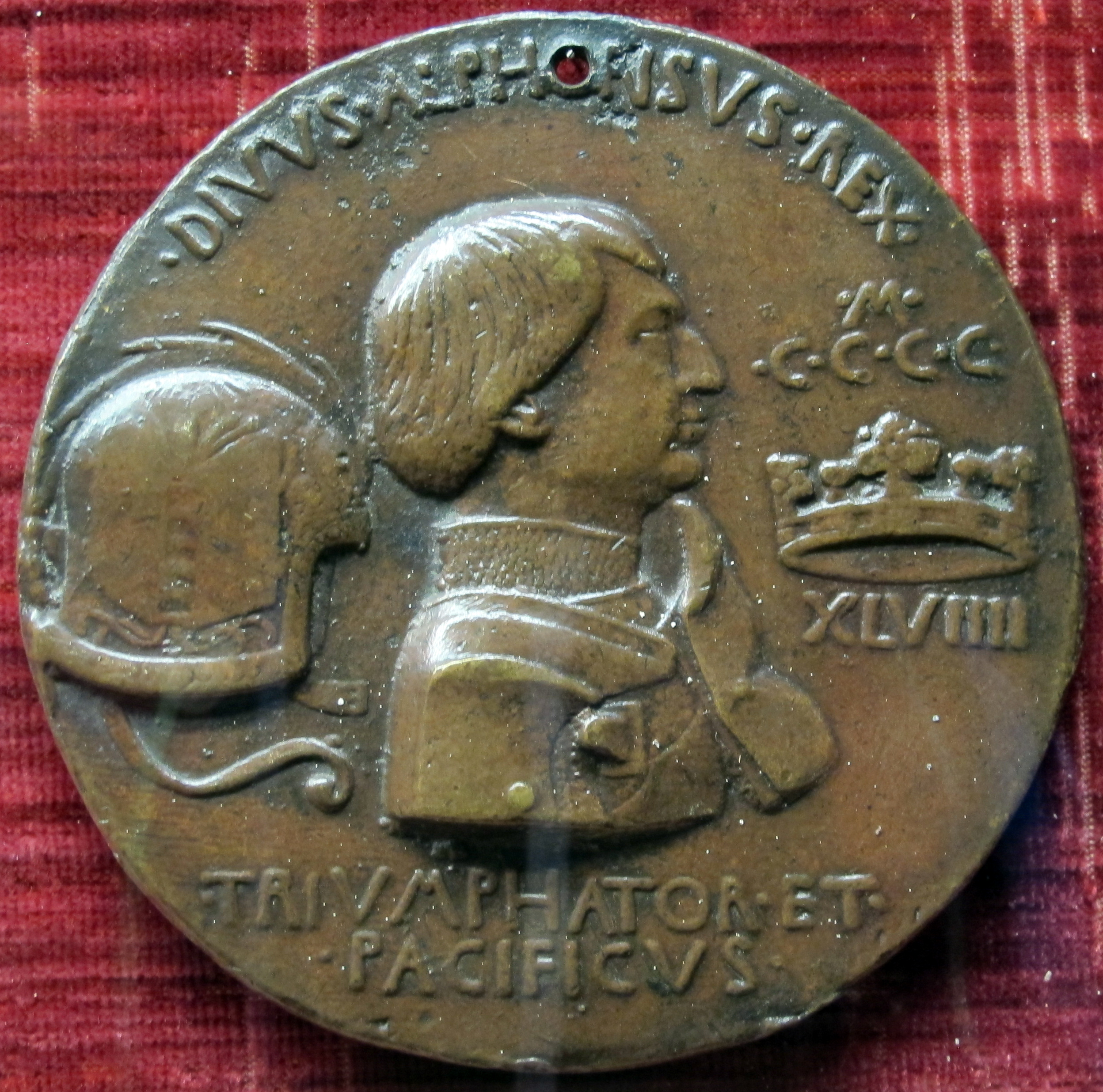
Pisanello, médaille d'Alphonse V, 1549, recto, musée archéologique national de Madrid.

Alphonse V fait dessiner sa propre médaille par Pisanello en 1449 à une échelle digne du roi d'un grand empire. Il est représenté vêtu d'une armure contemporaine, dans un profil classique, comme il convient à un général et à un souverain. Son casque à aigrette et un livre ouvert se trouvent à sa gauche, sa couronne et la date de la médaille à sa droite. L'inscription dit « Divus Alphonsus Rex » en haut et « Triumphator et Pacificus » en bas. L'emploi du mot « Divus », « saint », l'associe aux premiers empereurs romains, dont plusieurs furent déifiés après leur mort. Le roi est célébré comme vainqueur militaire et comme pacificateur.
Au revers, Alphonse demande à Pisanello de faire figurer une allégorie de la « Libéralité ». Cette ancienne vertu impériale, évoquant l'empereur Auguste, a pour objet de rehausser le pouvoir impérial du souverain et de refléter sa piété et son amour du peuple.

## Humanisme auXVesiècle
Alphonse V, rusé et habile, connaît l'importance d'une bonne propagande politique : l'élaboration d'un langage subtil, tant visuel que verbal, destiné à transmettre son idéologie politique à l'aristocratie locale et à ses alliés et rivaux princiers, est un aspect important de sa politique artistique. Des architectes et des artistes espagnols travaillent à l'intérieur du Castel Nuovo, harmonisant la décoration au caractère de la cour. Des musiciens flamands, unanimement considérés comme les meilleurs, arrivent à Naples, tout comme des tapisseries et des panneaux peints flamands, accrochés aux murs des principales pièces de la demeure royale. Des humanistes italiens parmi les plus célèbres sont invités car ils nourrissent l'amour des livres et la fascination de l'Antiquité d'Alphonse, mais surtout car ils peuvent traduire ses visées politiques dans la langue humaniste en vogue et consigner ses faits pour la postérité.
La fermeture du studiorum sert d’acte de démonstration pour faire comprendre aux royaumes que la culture officielle est celle défendue à la cour. L'humanisme est un des intérêts du roi Alphonse qui fait de la ville un foyer important de l'humanisme, comme en témoigne la présence à la cour d'intellectuels célèbres tels que François Philelphe, Bartolomé Facio, Antonio Beccadelli dit en latin Antonius Panormita, son favori sicilien, Giovanni Pontano et Laurent Valla, qui est son secrétaire. Ceux-ci débattent régulièrement avec le roi de questions littéraires, philosophiques, théologiques et probablement artistiques, dans l'ora del libro, le forum littéraire régulier d'Alphonse V. Ces réunions prennent ensuite officiellement le statut d'académie, présidée par le vif et spirituel Panormita. Les érudits y sont invités à exposer et à défendre une thèse, s'appuyant sur des textes et des exemples empruntés à l'Antiquité, dans un esprit de concurrence féroce. Après la réfutation des arguments d'autrui, on sert du vin et des fruits.
En 1440-1442, Valla prouve que la « Donation de Constantin », texte sur lequel repose le droit papal à régner sur les territoires italiens, est un faux.
Les nouvelles connaissances restent cependant essentiellement confinées à la cour, le souverain ne marquant pas, par exemple, d'intérêt pour l'Université, qui aurait pu répandre la nouvelle culture dans le royaume. La littérature elle-même a un caractère essentiellement encomiastique.

## Références à la Rome impériale

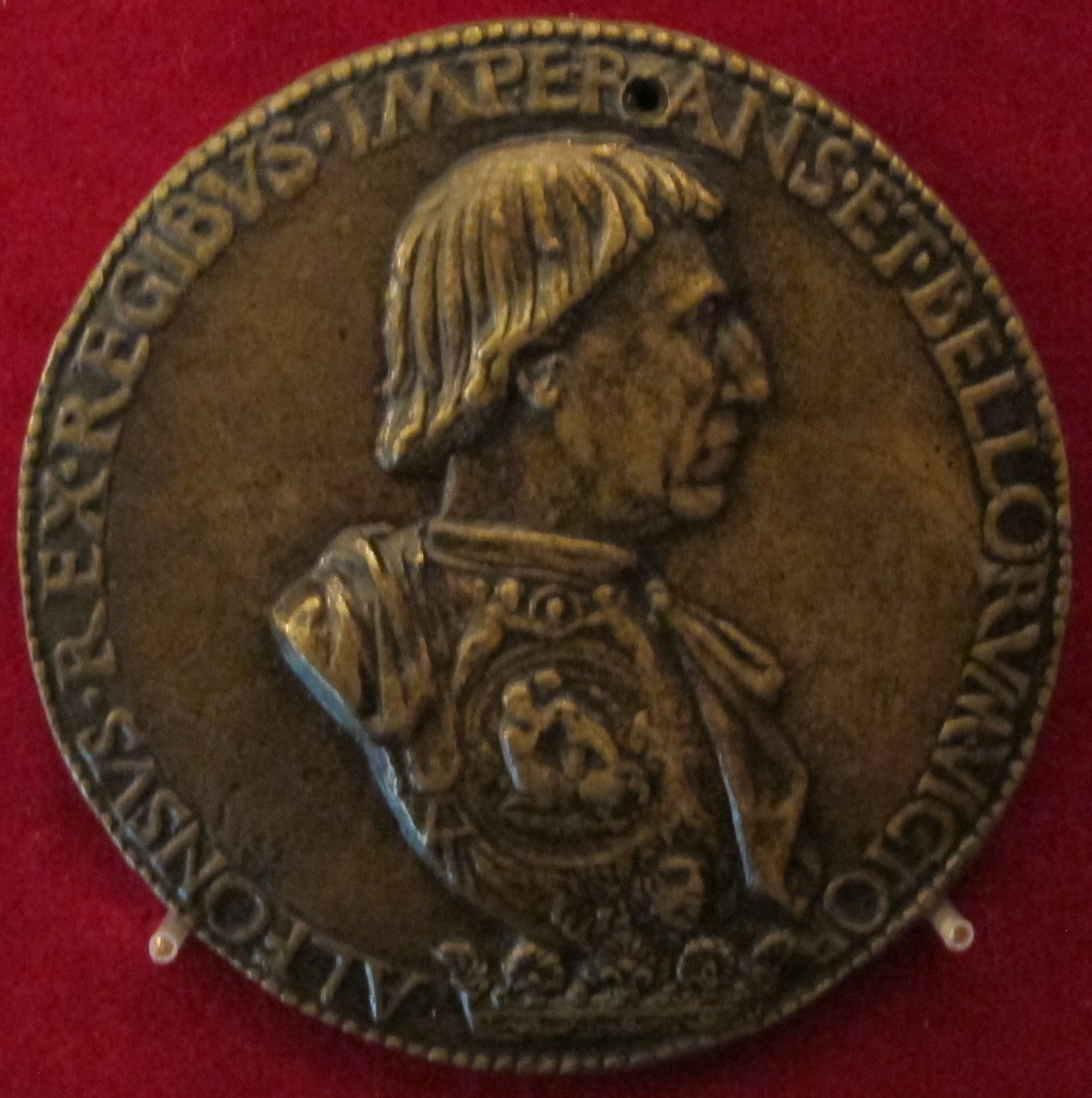
Cristoforo di Geremia, Médaille d'Alphonse V d'Aragon, Wallace Collection.

### Giovan Francesco Mormando

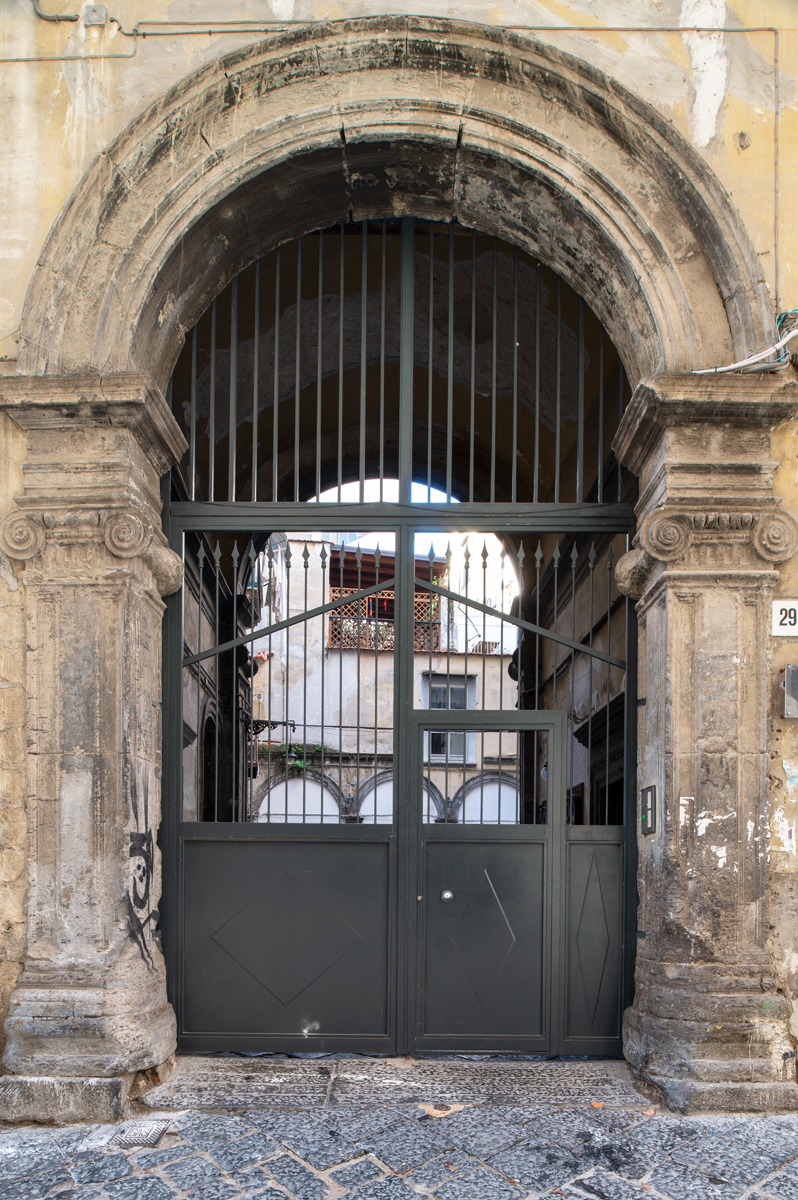
Portail typique de Mormandeo via San Giovanni Maggiore Pignatelli.

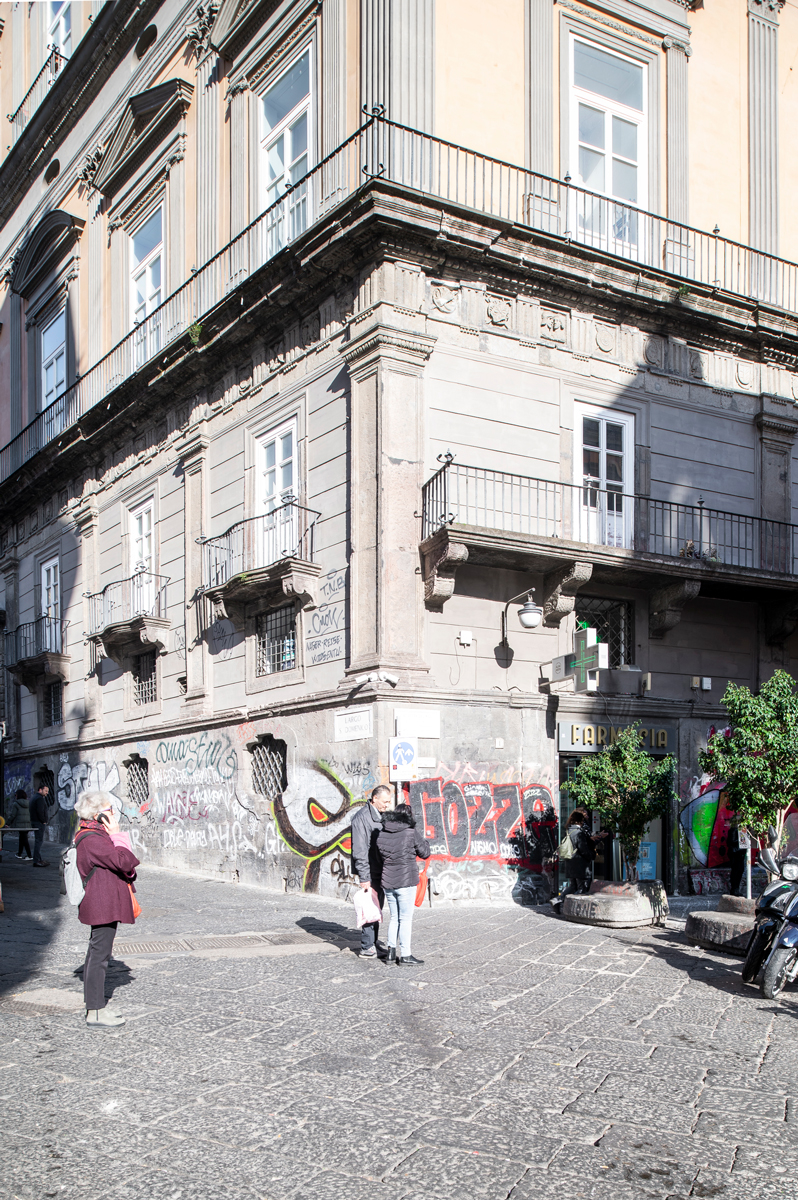
Détail du palais Saluzzo di Corigliano.

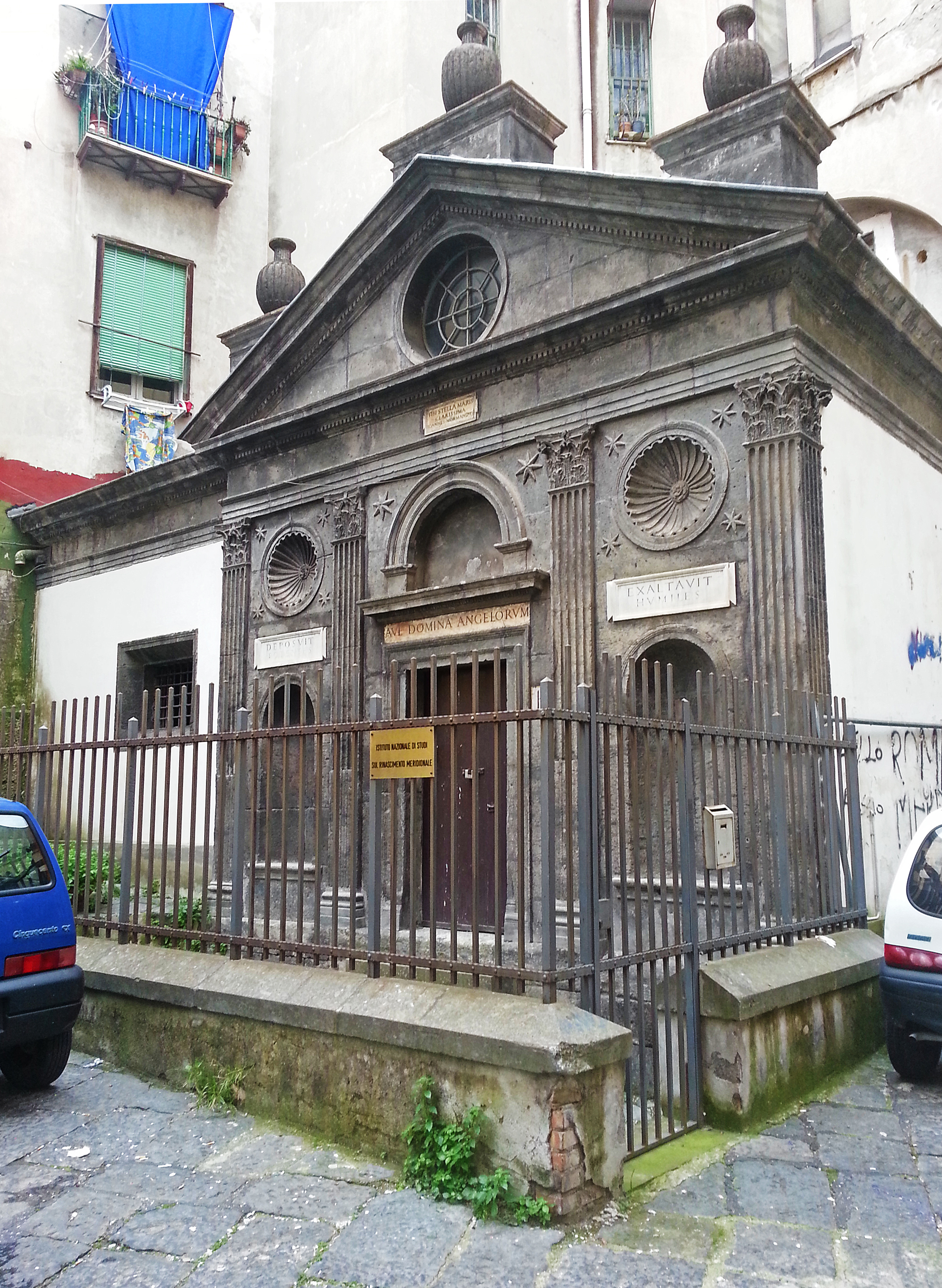
Temple de l’église Santa Maria della Stella alle Paparelle.

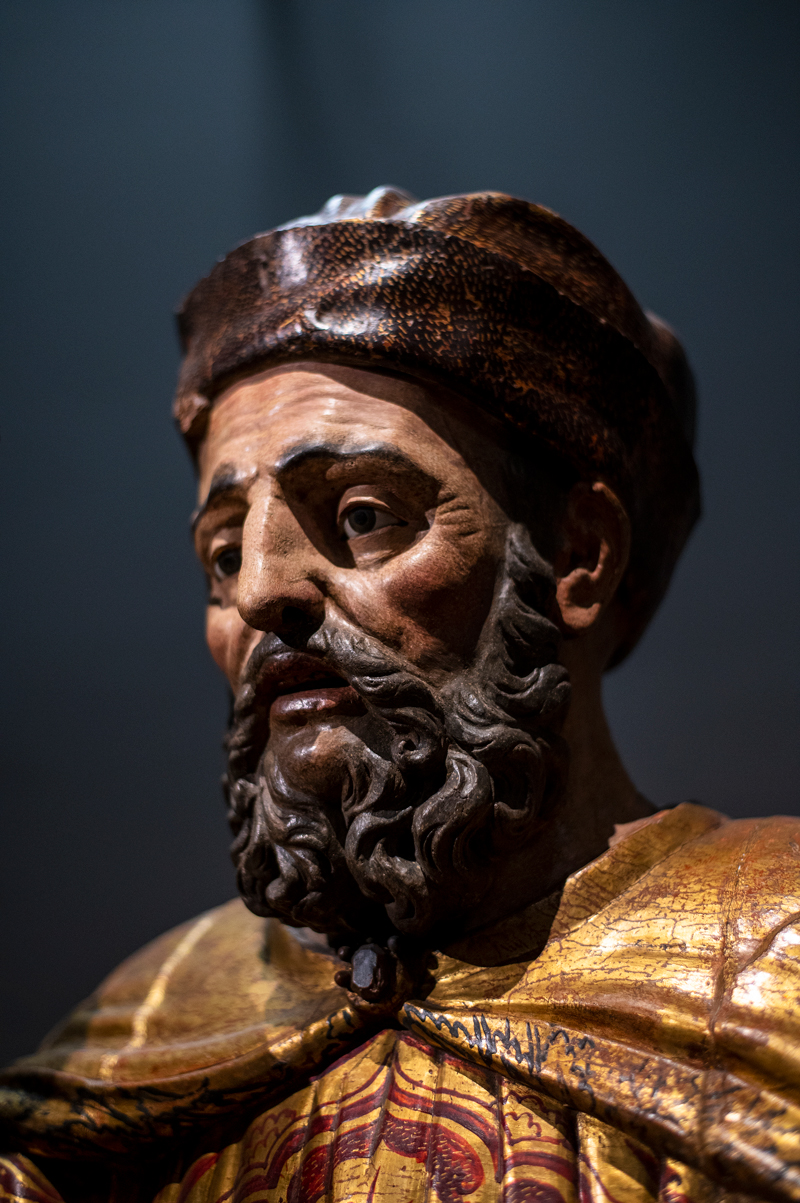
Pietro Belverte et aides, Saint Joseph (Crèche), église San Domenico Maggiore.